# 學院美術館 (威尼斯)
學院美術館（義大利語：Gallerie dell'Accademia）是在義大利威尼斯的一座藝術博物館，主要收藏14-18世紀威尼托大區的藝術作品，其中又以威尼斯畫派畫作居多，除了收藏喬瓦尼·貝利尼的許多畫作外，威尼斯三大畫家提齊安諾·維伽略、丁托列托、保羅·委羅內塞等人的作品皆有收藏，此外美術館亦收藏少許雕塑作品。

## 歷史
1750年，威尼斯畫家喬瓦尼·巴蒂斯塔·皮亞澤塔與他的學生喬凡尼·巴提斯塔·提也波洛創建威尼斯美術學院，學院美術館即是威尼斯美術學院的附屬美術館。
原本美術學院並非位於現在位置，是在拿破崙統治時期搬到現今位置，現今美術學院是由三座功能不同的建築（一座辦公大樓、一座修道院以及學校）組成，並歷經過多次翻修成為現在的樣貌，美術學院最早於1817年第一次開放給民眾參觀，並於1879年脫離美術學院成為獨立機構。

## 藏品

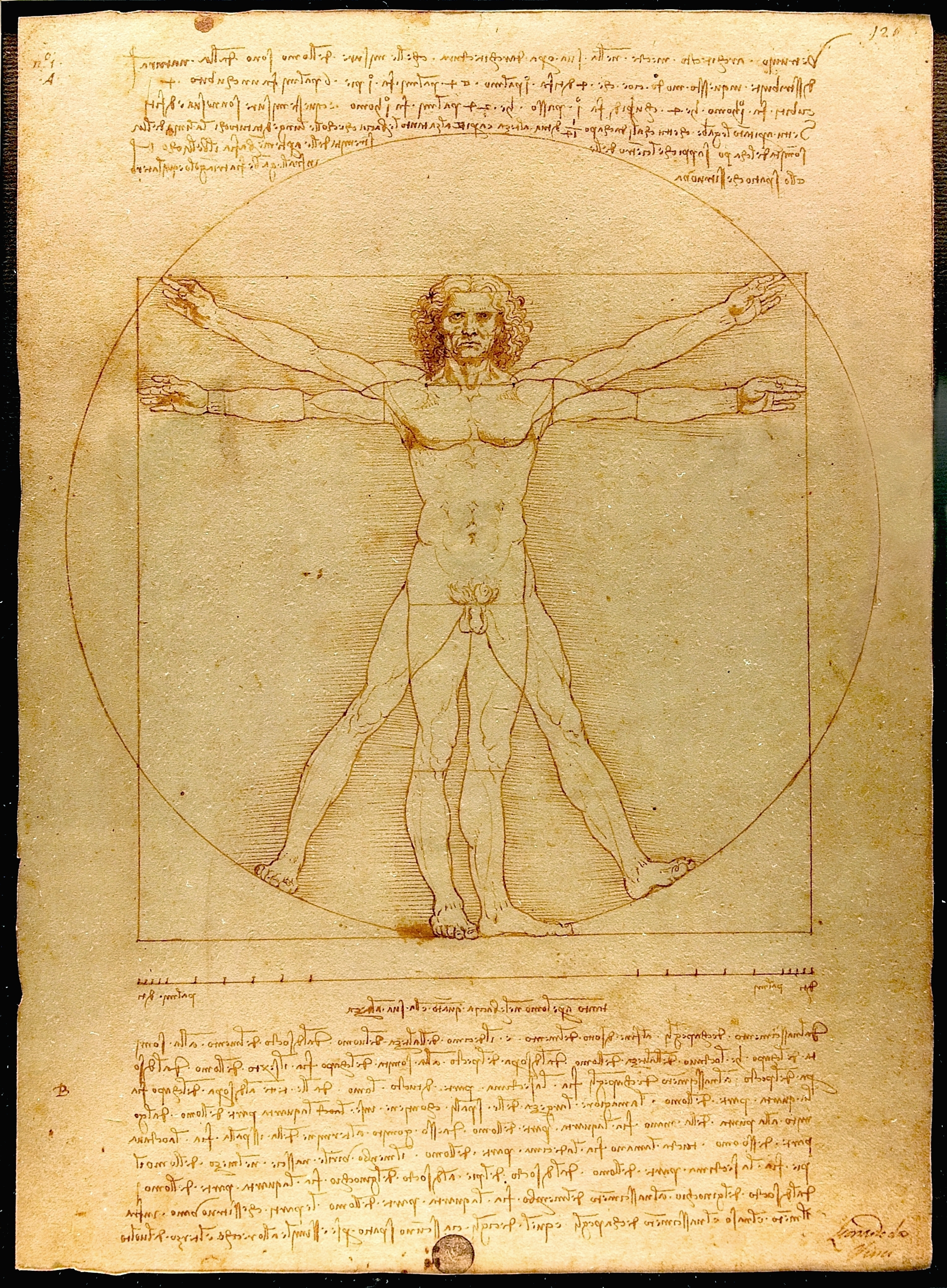
達文西的《維特魯威人》

美術館成立初期藏品較少，主要有詹巴蒂斯塔·皮托尼以及提埃波羅的作品，搬遷新址後數量逐漸增多，如1805年收購的一些大理石雕塑，以及新址修道院本來的藏品，另外還有為數眾多，經由他人捐贈的藏品，如吉羅拉莫·莫林（Girolamo Molin）於1816年的捐贈的藏品、菲利琪達·雷內爾（Felicita Reiner）於1833年捐贈的遺產，以及威尼斯貴族吉羅拉莫·康塔里尼（Girolamo Contarini）於1838年捐贈的188件作品，但真正讓館藏大幅增加的是於1822年收購了朱塞佩·博西所藏的約3,000件作品，包括達文西著名的素描《維特魯威人》，此後約一個世紀藏品緩慢增加，直到1905年吉諾·弗格拉里（Gino Fogolari）擔任館長時又再次大幅度增購藏品，時至今日館藏仍不斷增加。

## 主要館藏列表

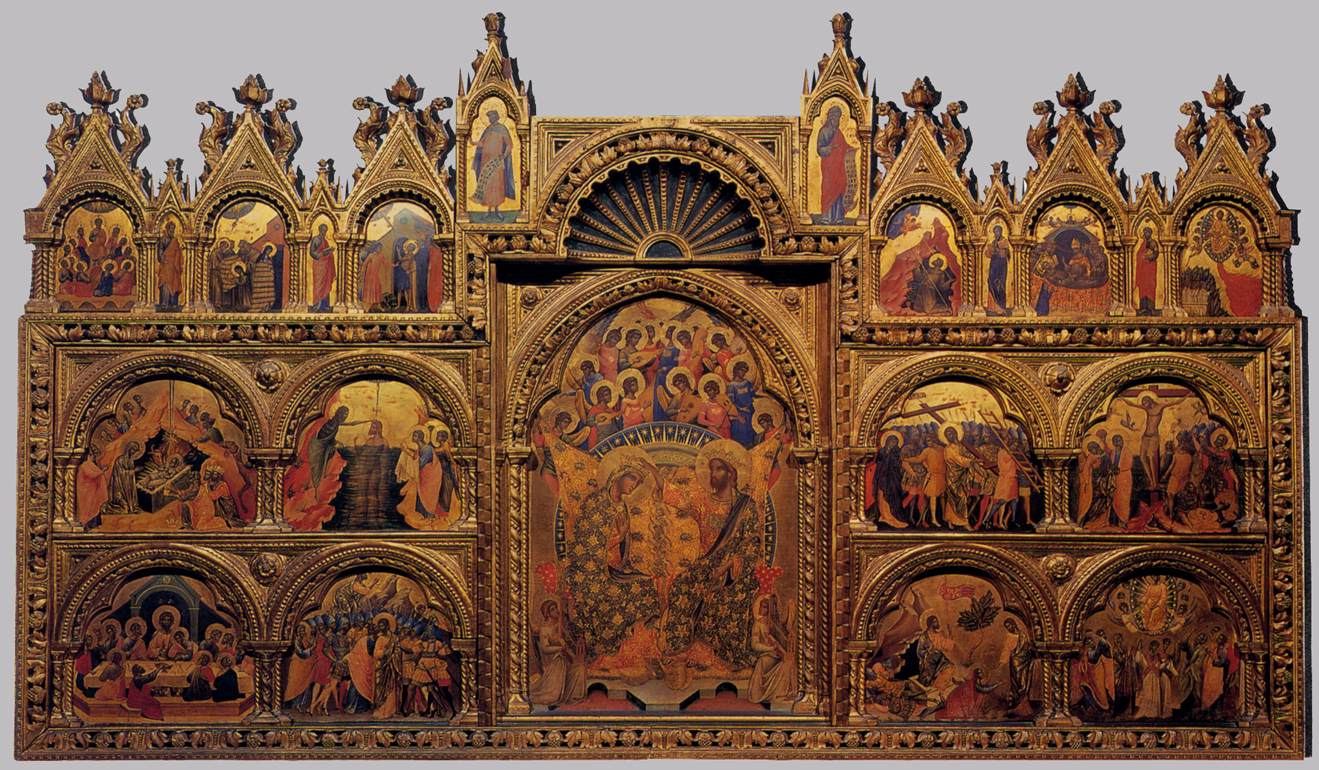
保羅·維內齊亞諾（英语：Paolo Veneziano）的《聖加勒教堂多聯畫（義大利語：Polittico di Santa Chiara）》，中央畫板98 × 63cm，兩邊畫版40 × 94cm，六幅大的冠部畫板26 × 19cm，四幅小的冠部畫板23 × 7cm，頂部兩幅畫版30 × 16cm，約作於1350年，1812年始藏
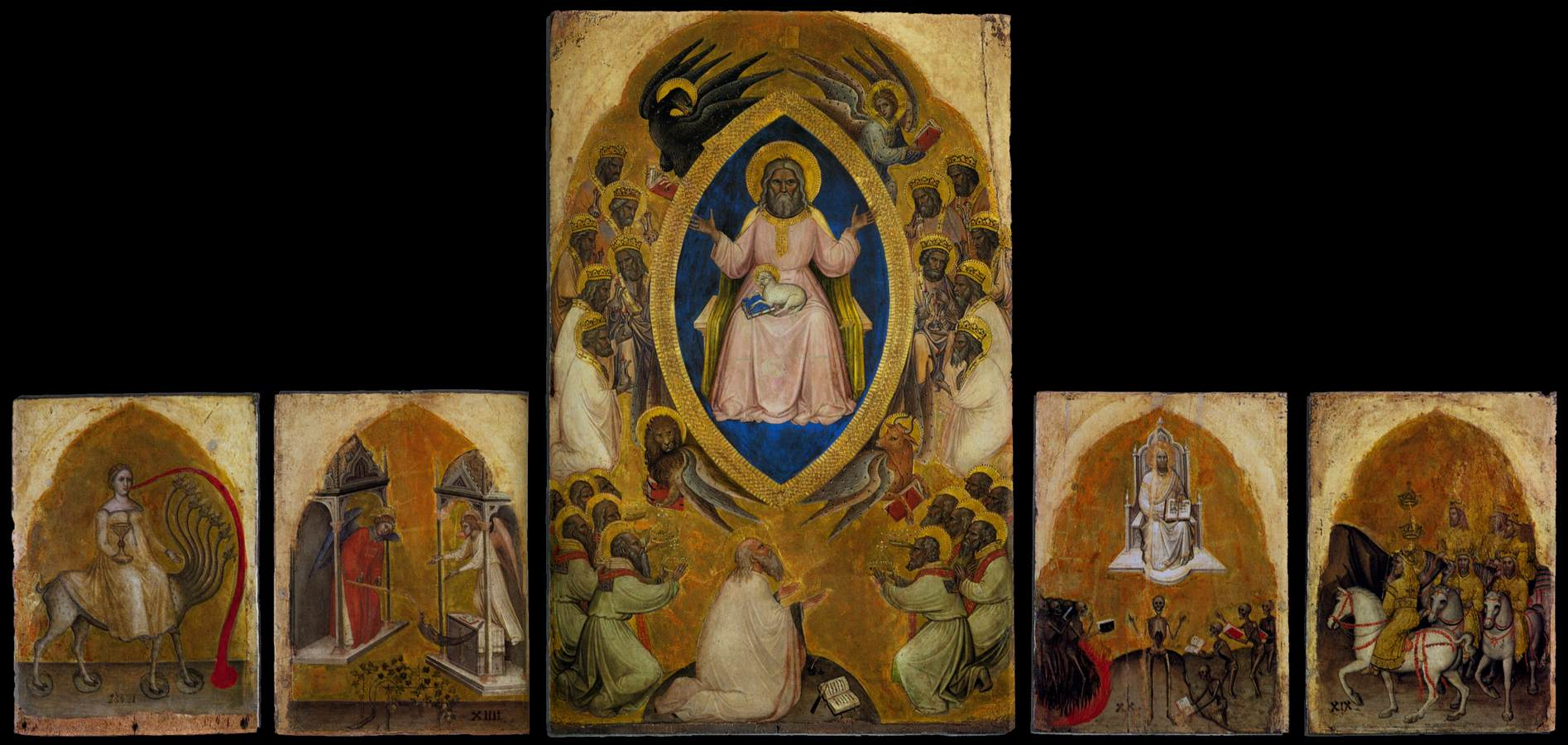
雅可貝洛·阿爾貝勒諾（義大利語：Jacobello Alberegno）的《啟示錄多聯畫（義大利語：Polittico dell'Apocalisse）》，中央畫板95 × 61cm，兩邊畫板45 × 32cm、45 × 33cm、44 × 33cm、45 × 32cm，約作於14世紀下半葉，1951年始藏
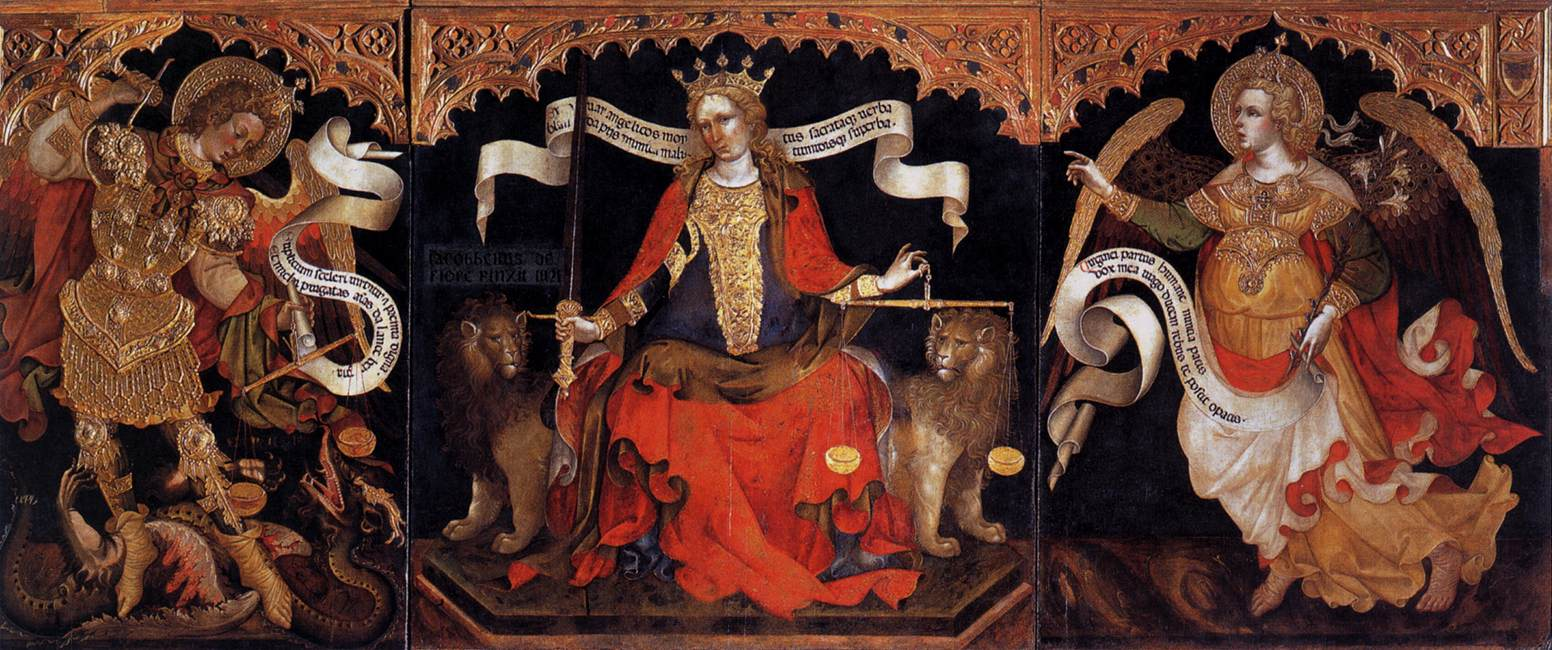
雅可貝洛·德爾·菲奧萊（英语：Jacobello del Fiore）的《在大天使米加勒及加百列間的正義女神（義大利語：Giustizia tra gli arcangeli Michele e Gabriele）》，中央畫板208 × 194cm，左側畫板208 × 133cm，右側畫板208 × 163cm，約作於1421年，1884年始藏
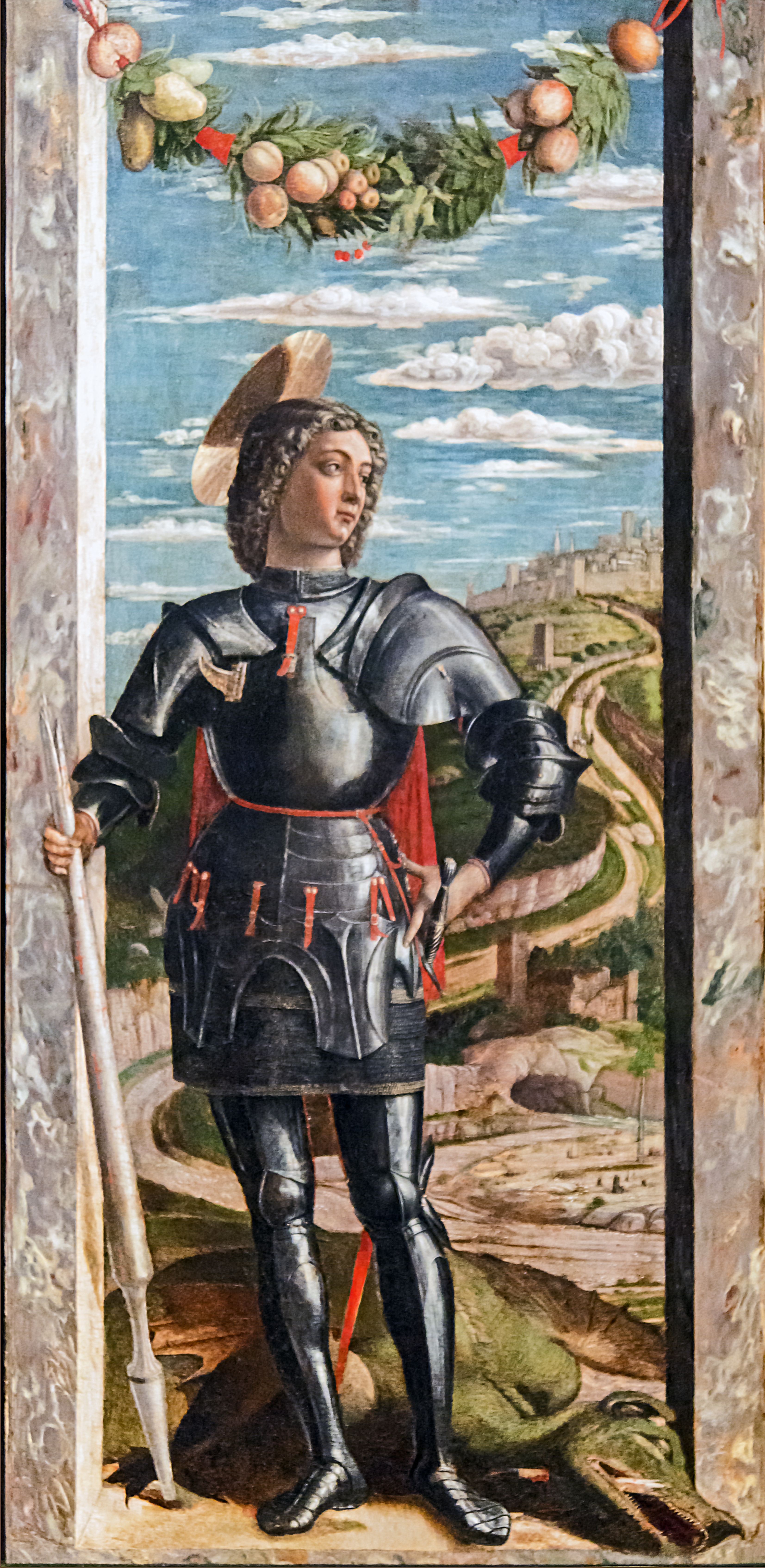
安德烈亞·曼特尼亞的《聖喬治（英语：St. George (Mantegna)）》，66 × 32cm，約作於1446年，1856年始藏
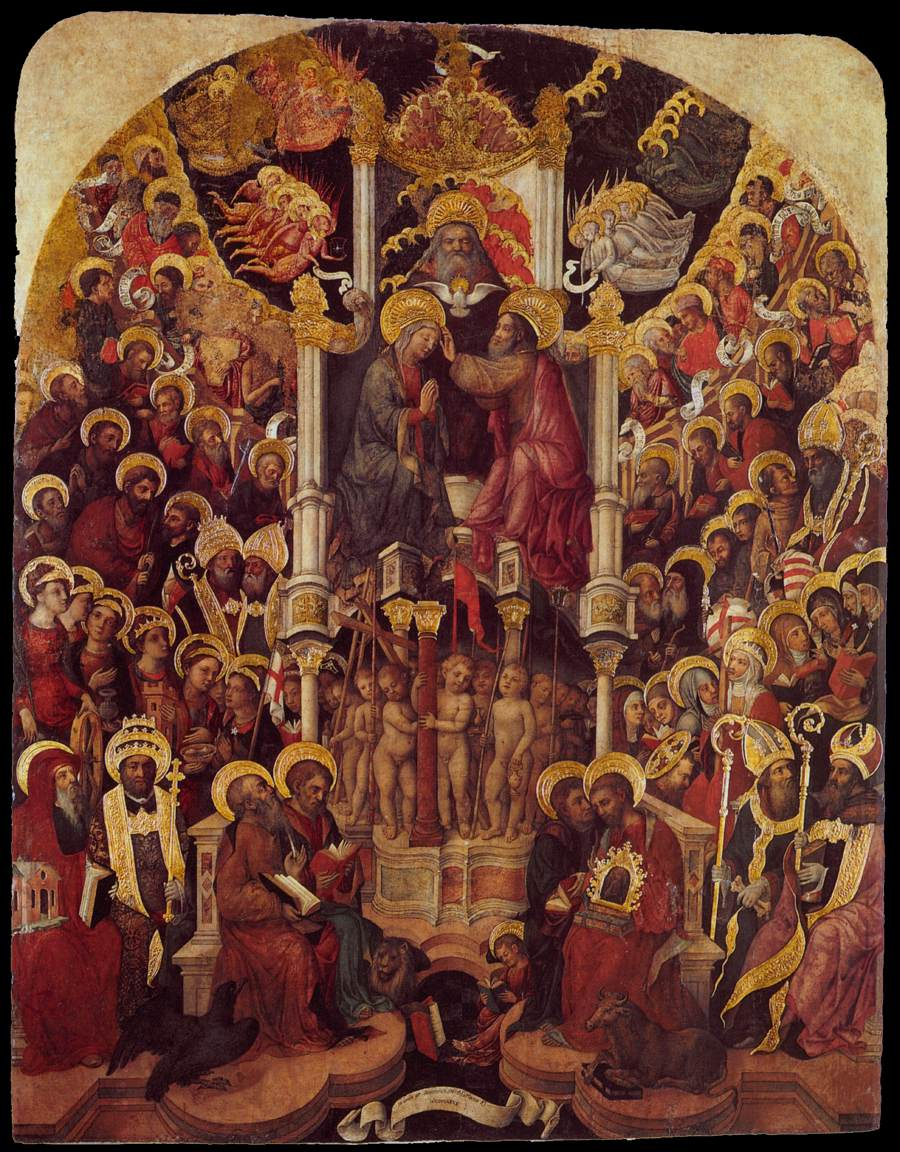
米凱萊·吉安波諾（英语：Michele Giambono）的《聖母加冕》（Incoronazione della Vergine in Paradiso），228 × 177cm，約作於1447－1448年，1816年始藏
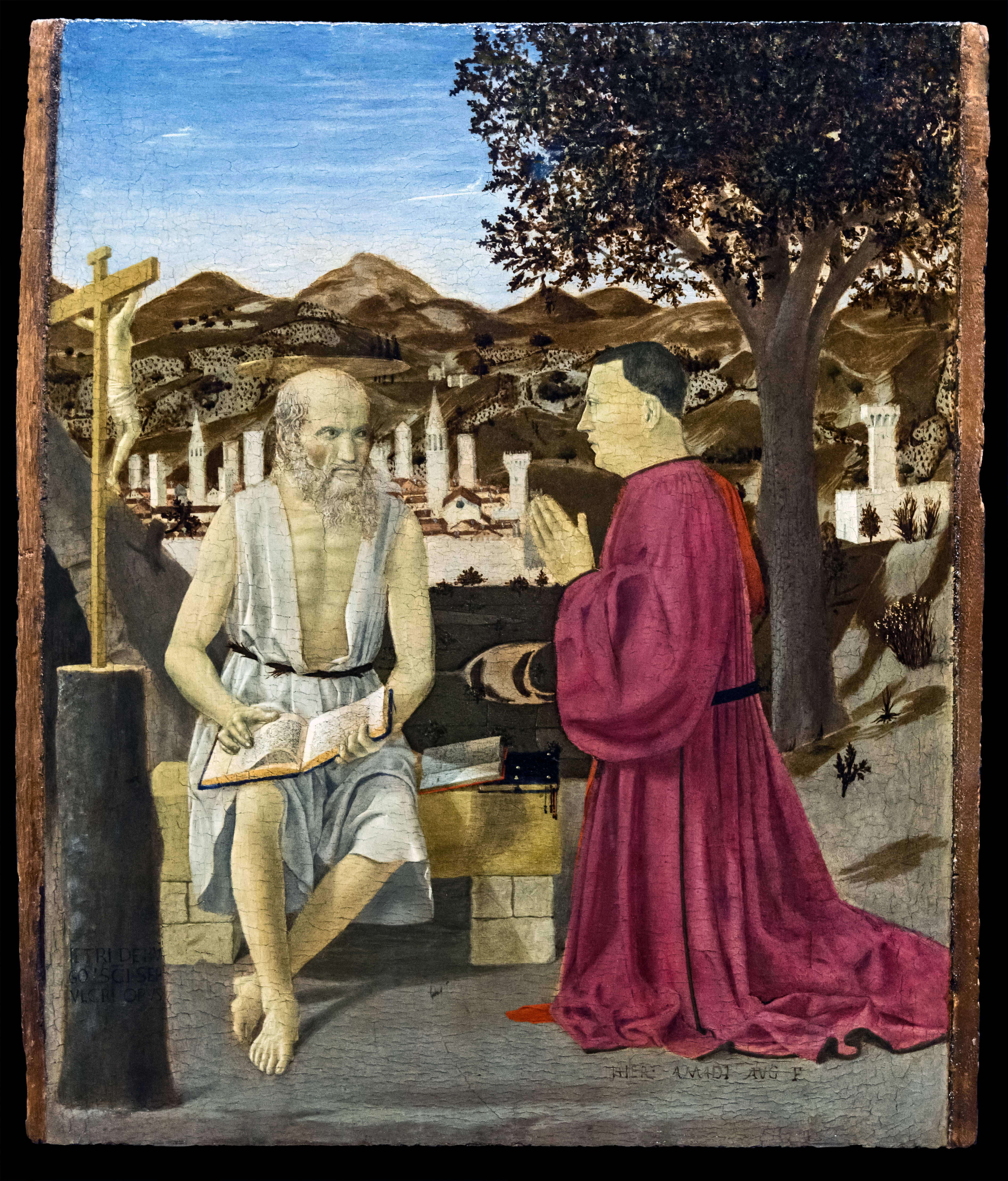
皮耶羅·德拉·弗朗切斯卡的《聖傑洛姆與一位虔誠的教徒（義大利語：San Girolamo e il donatore Girolamo Amadi）》，49 × 42cm，約作於1450年，1850年始藏來自菲利琪達·雷內爾的遺贈
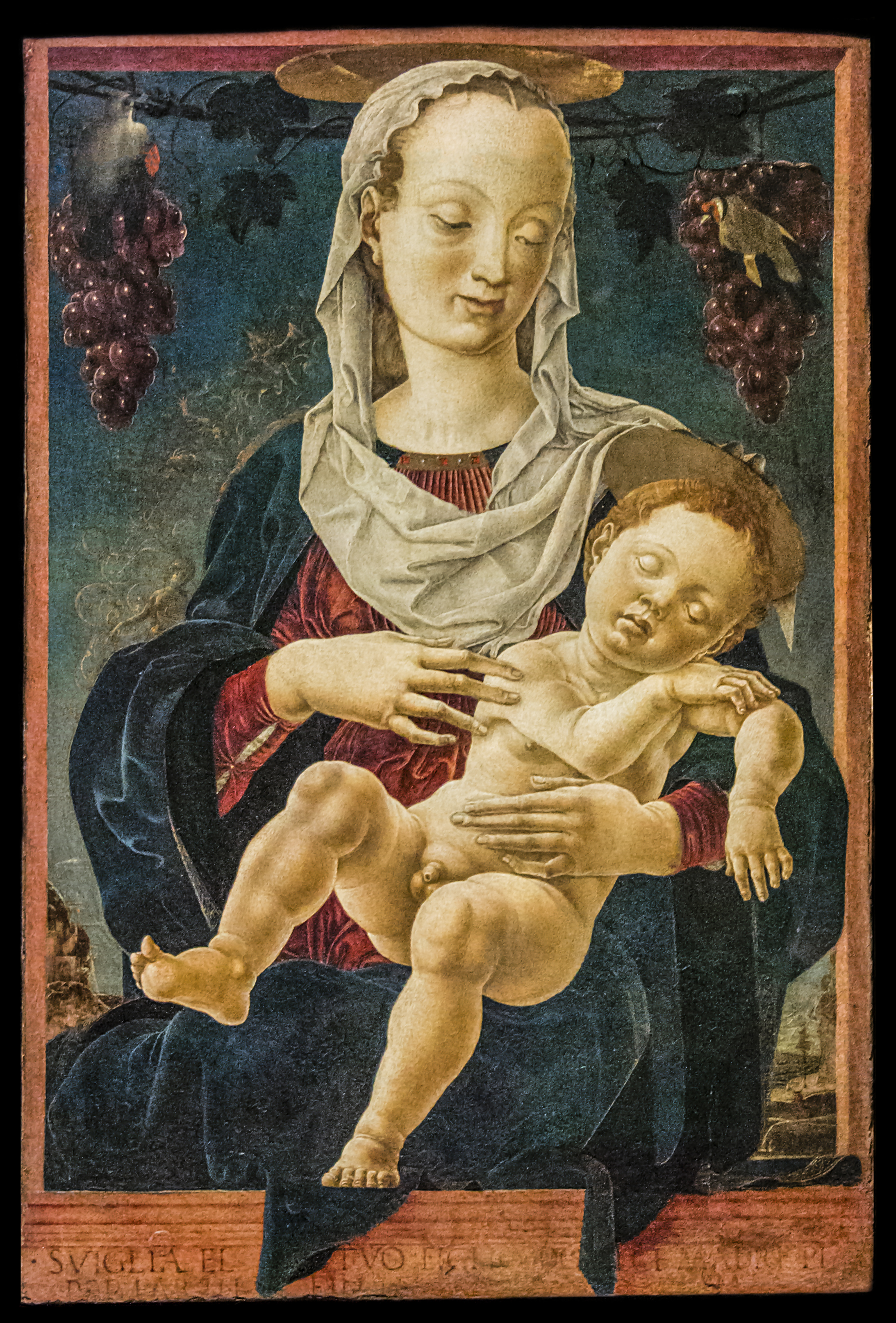
科西莫·圖拉（英语：Cosmè Tura）的《聖母與聖子（義大利語：Madonna dello Zodiaco）》，61 × 41cm，約作於1459－1463年，1896年始藏
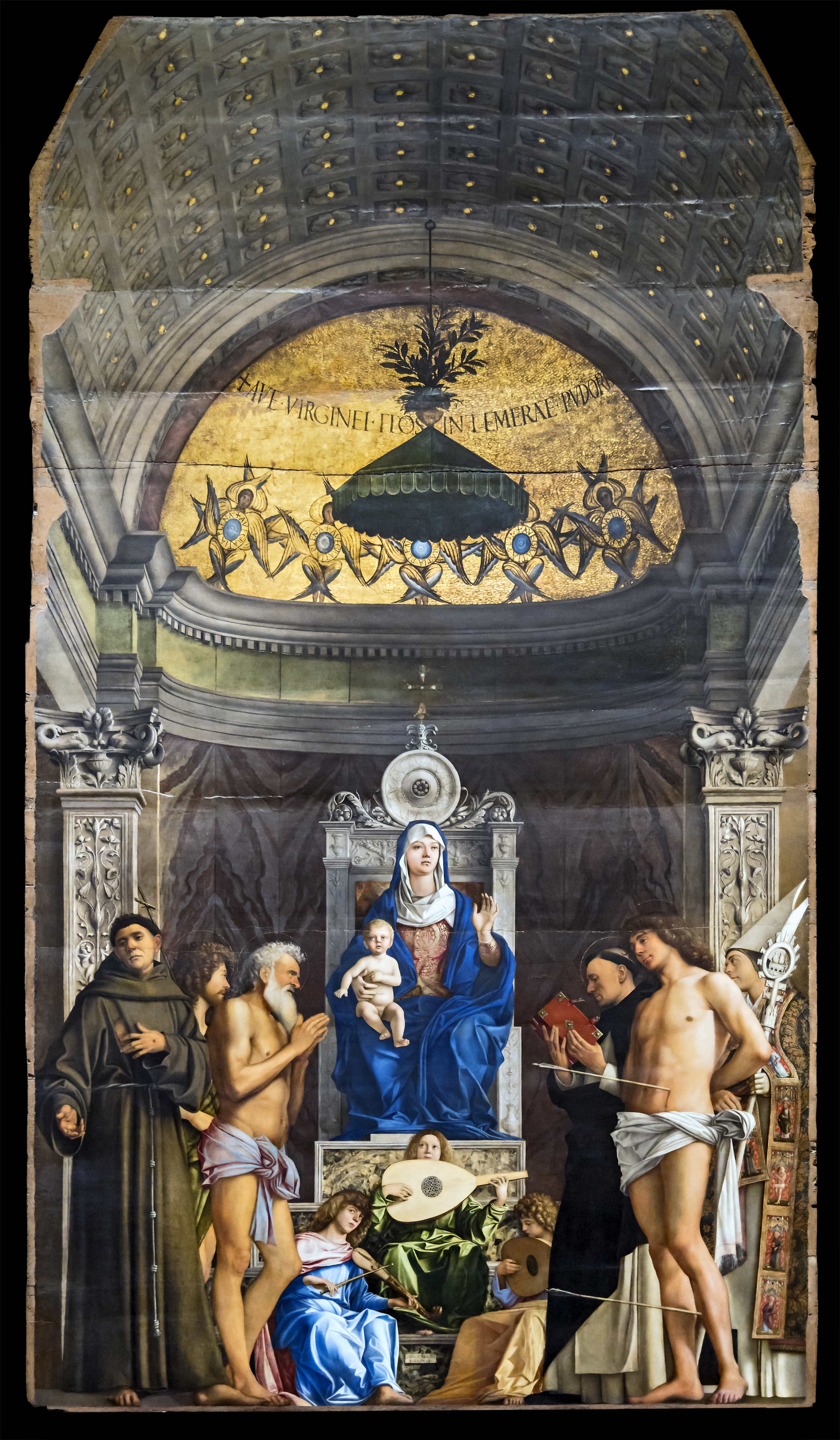
喬瓦尼·貝利尼的《聖約伯堂祭壇畫（英语：San Giobbe Altarpiece）》，471 × 292cm，約作於1478－1488年，1815年始藏
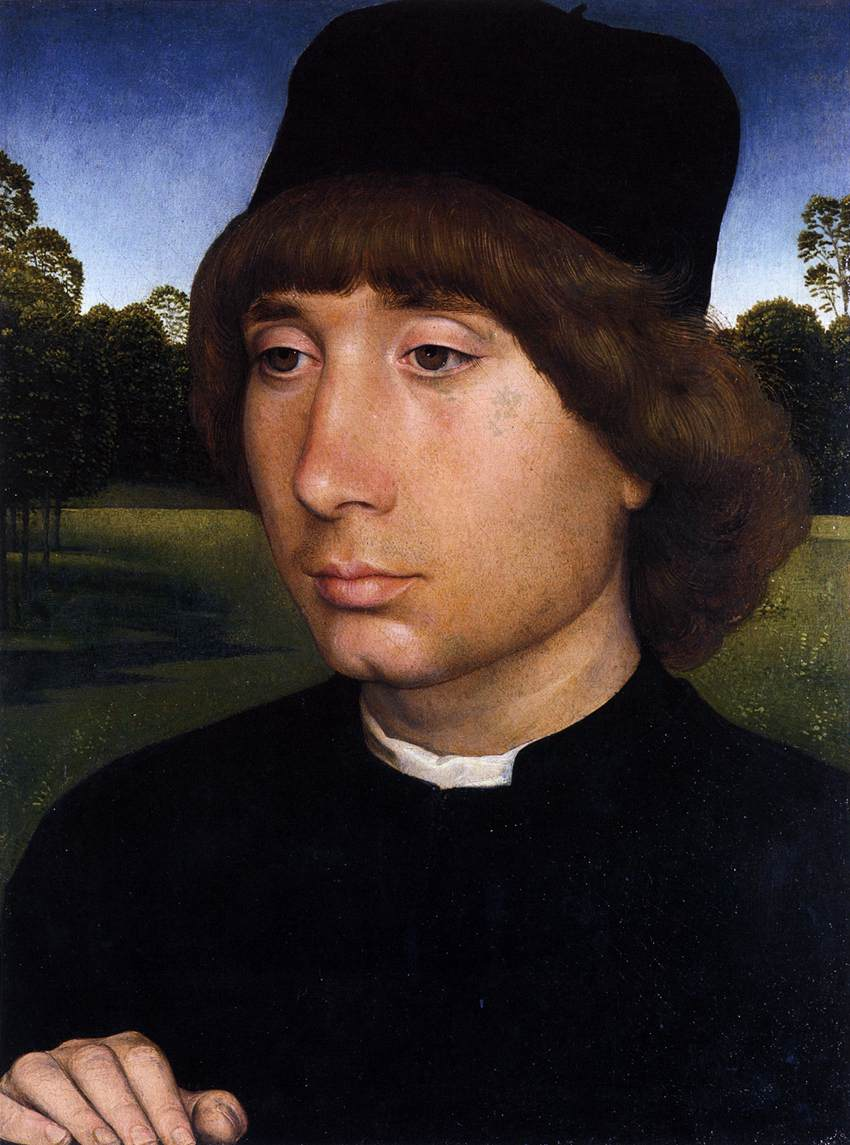
漢斯·梅姆林的《年輕男子肖像畫》（Ritratto di giovane uomo），26 × 20cm，約作於1480年，1856年始藏
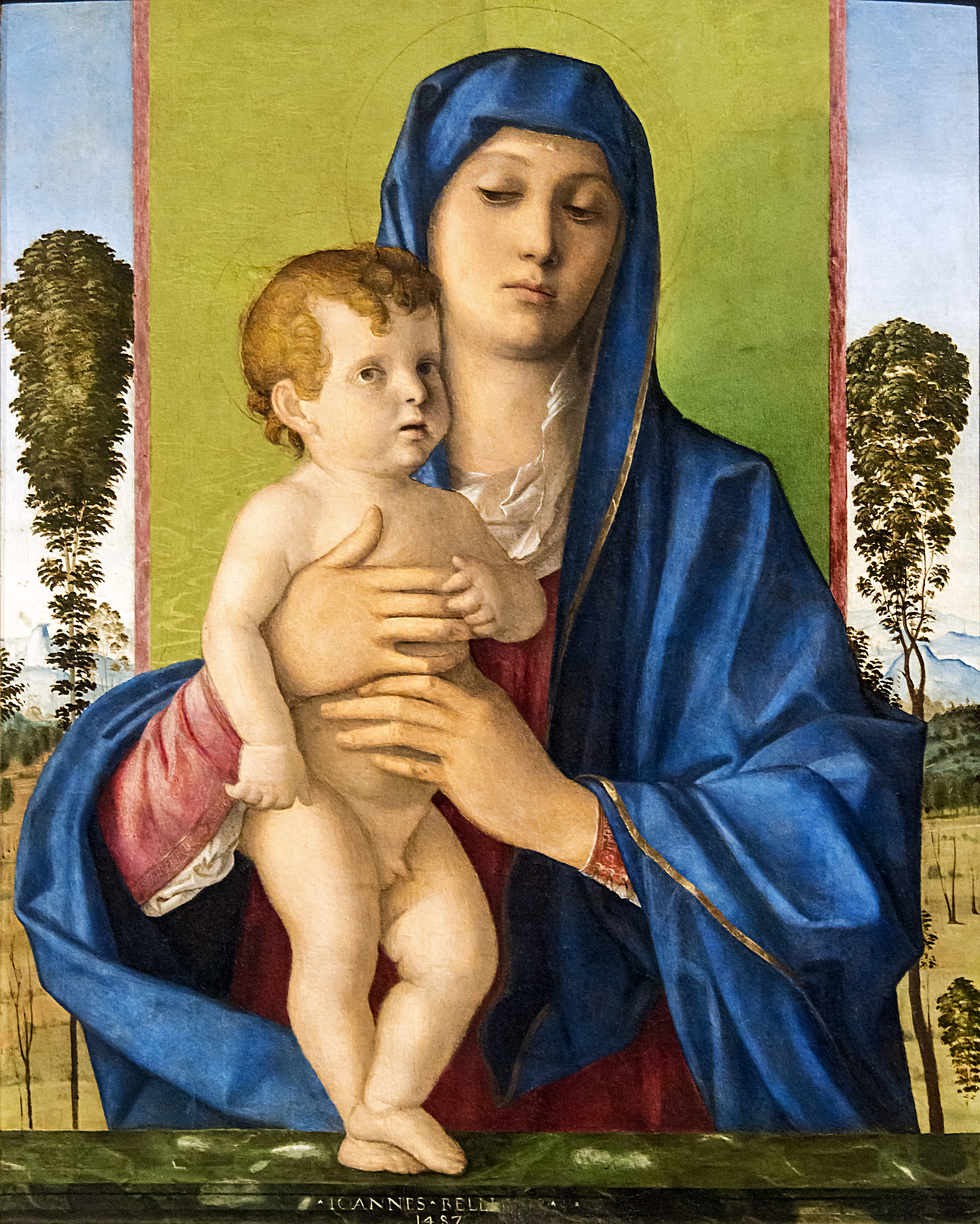
喬瓦尼·貝利尼的《小樹間的聖母（英语：Madonna of the Small Trees）》，71 × 58cm，約作於1487年，1838年始藏，來自吉羅拉莫·康塔里尼的收藏
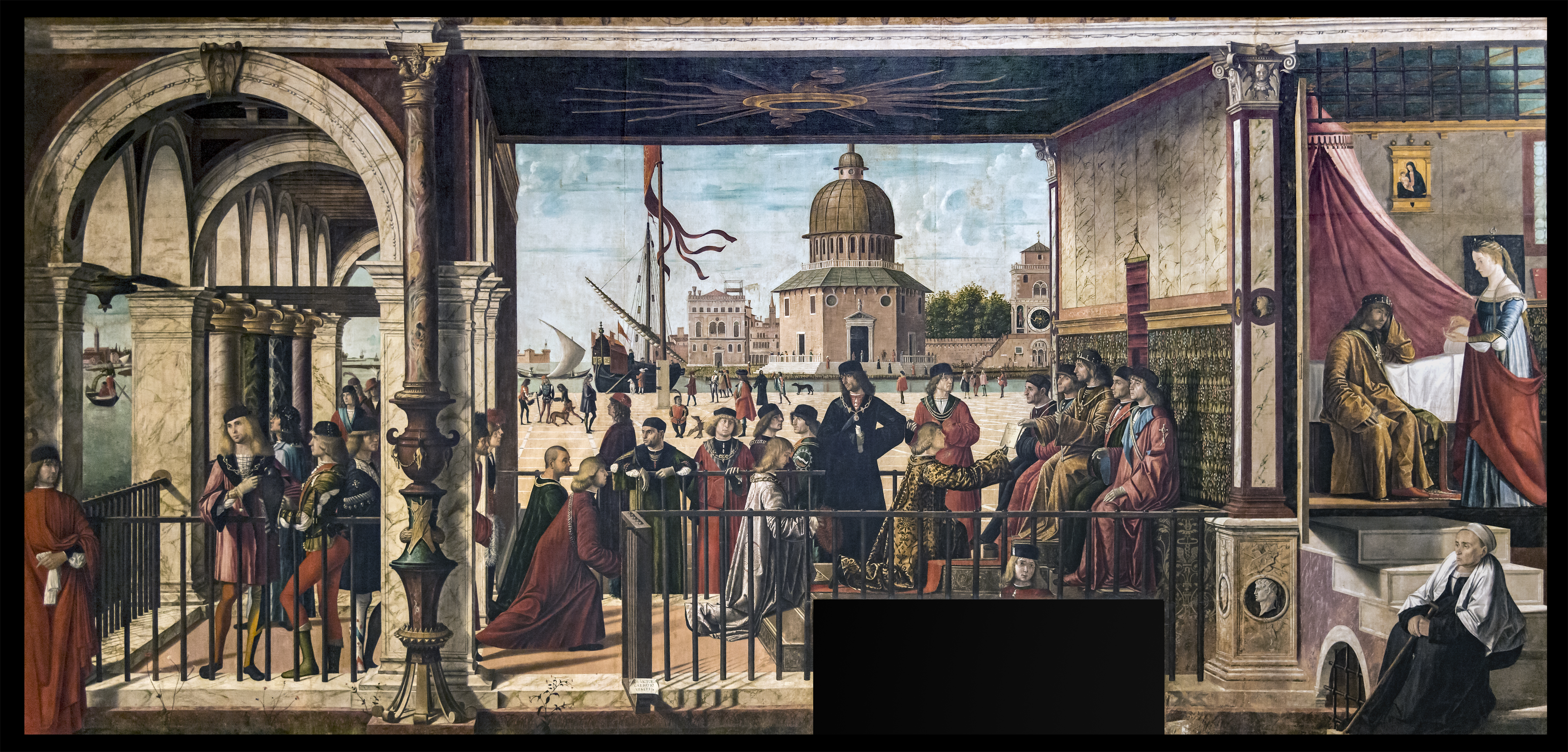
維多列·卡爾帕喬的《使者到來（義大利語：Arrivo degli ambasciatori inglesi alla corte del re di Bretagna）》，278 × 589cm，約作於1490－1495年，1812年始藏
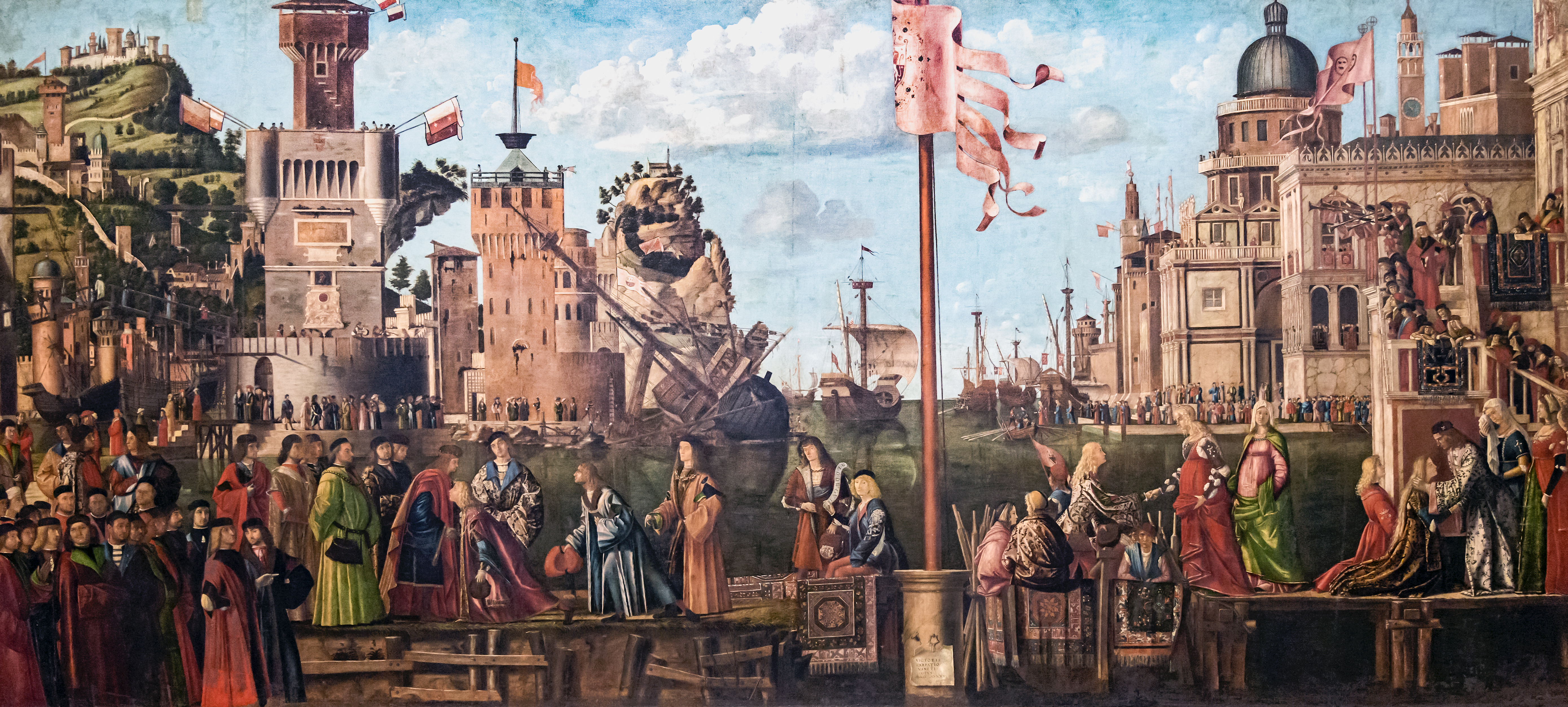
維多列·卡爾帕喬的《新人相會啟航朝聖（義大利語：Incontro dei fidanzati e partenza per il pellegrinaggio）》，279 × 610cm，約作於1495年，1812年始藏
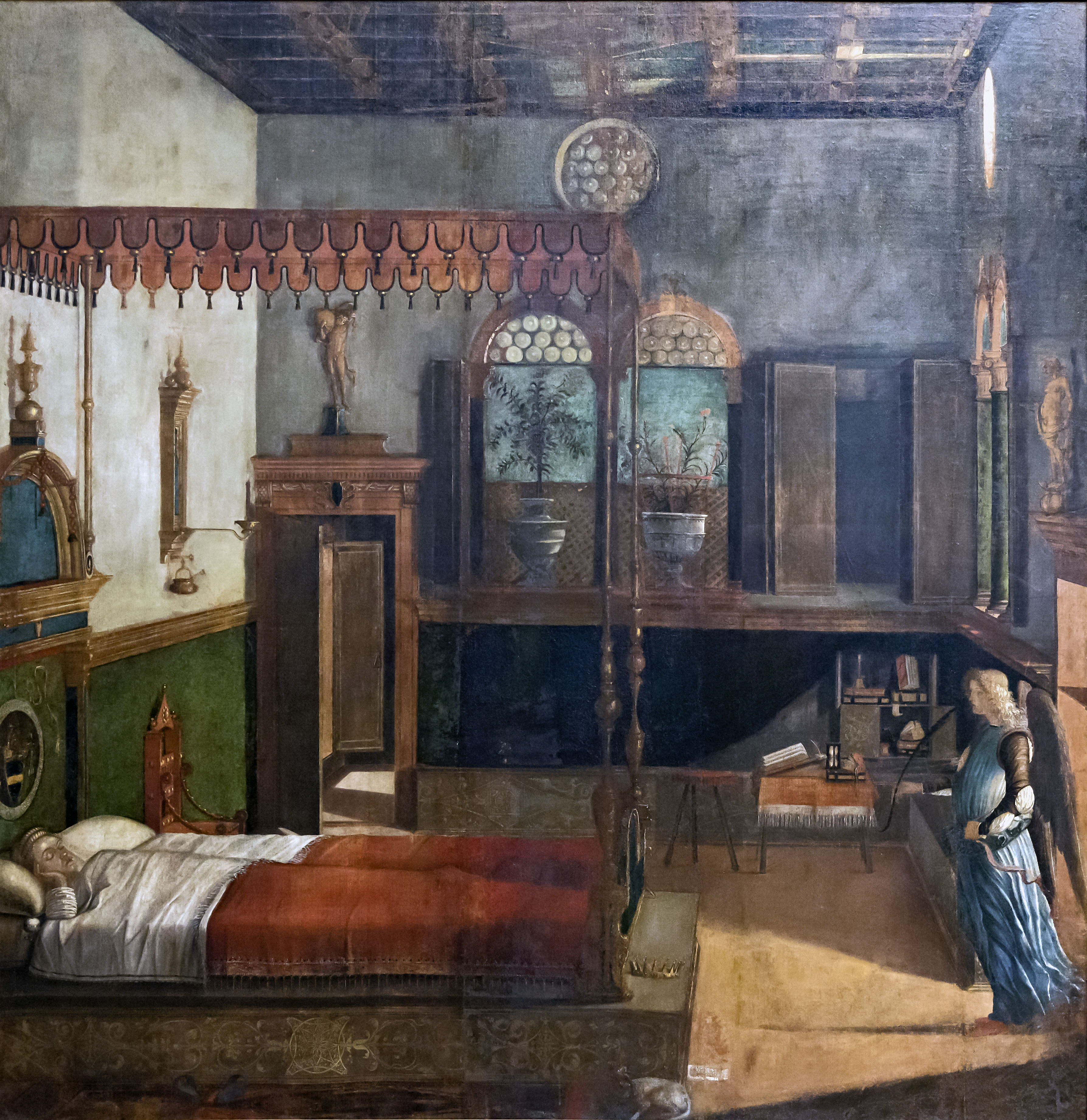
維多列·卡爾帕喬的《聖烏蘇拉的夢境（義大利語：Sogno di sant'Orsola）》，273 × 267cm，約作於1495年，1812年始藏
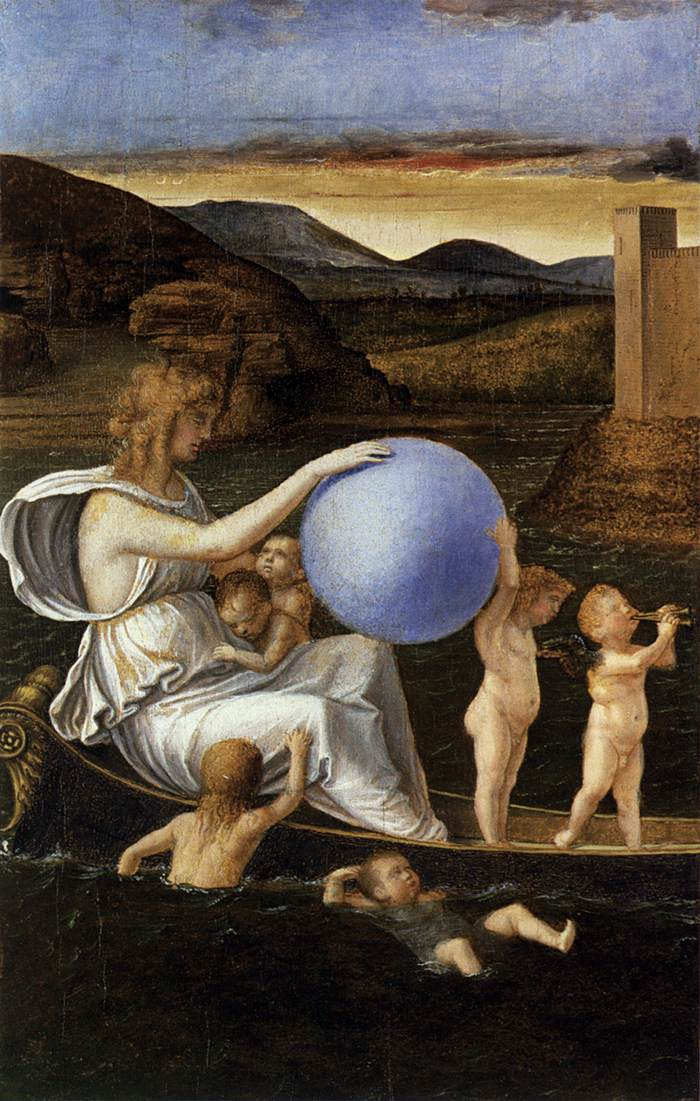
喬瓦尼·貝利尼的《寓言（英语：Allegories (Bellini)）》，34 × 22cm，約作於1490－1500年，1838年始藏，來自吉羅拉莫·康塔里尼的收藏
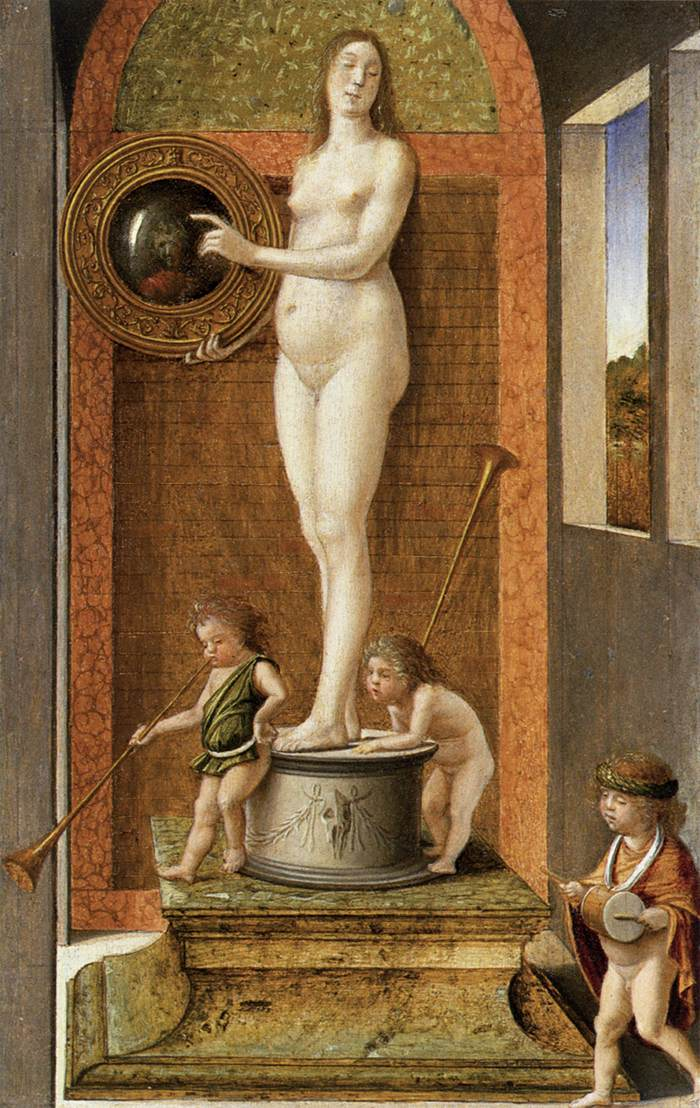
喬瓦尼·貝利尼的《寓言》，32 × 22cm，約作於1490－1500年，1838年始藏，來自吉羅拉莫·康塔里尼的收藏
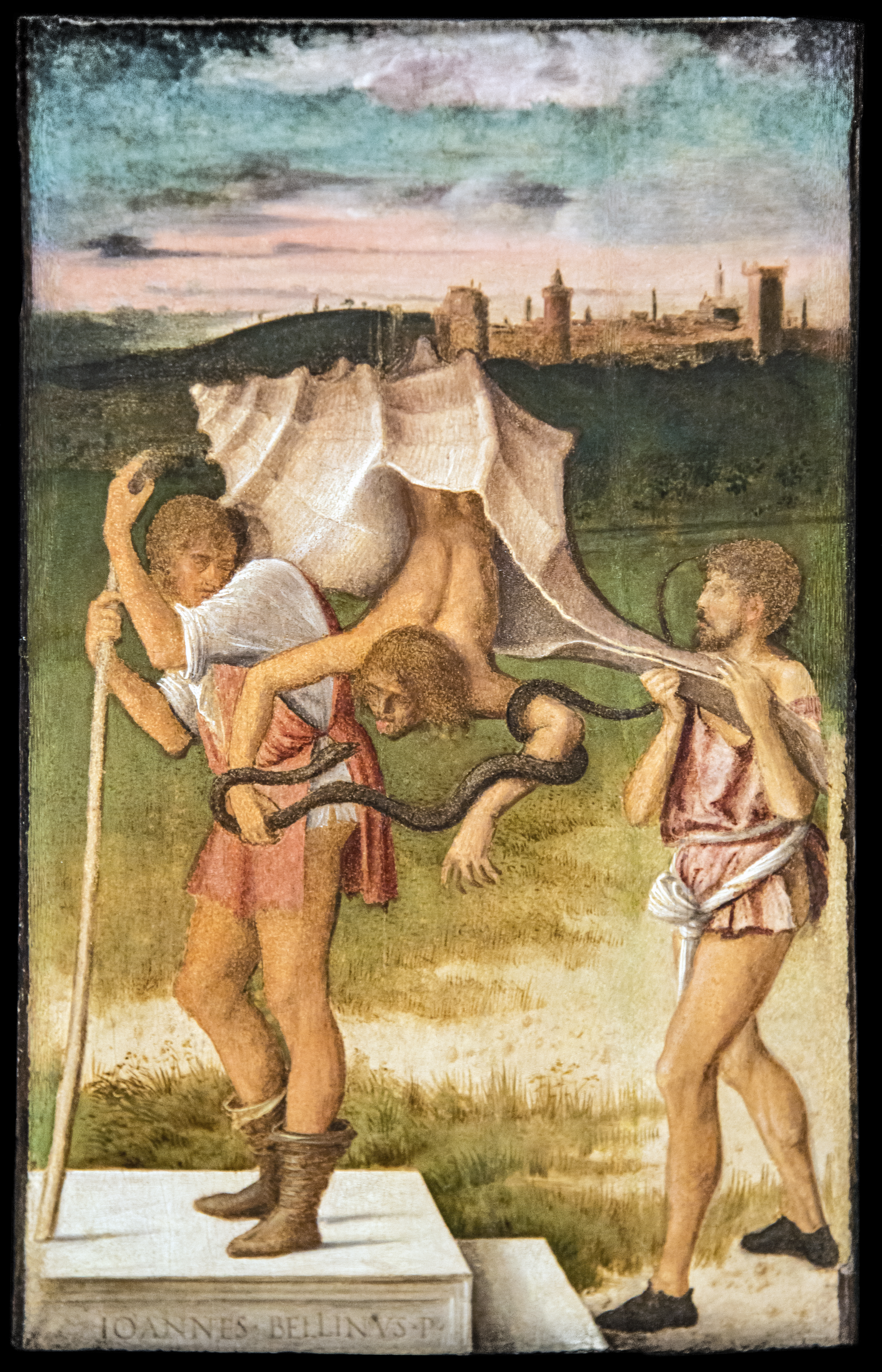
喬瓦尼·貝利尼的《寓言》，34 × 22cm，約作於1490－1500年，1838年始藏，來自吉羅拉莫·康塔里尼的收藏
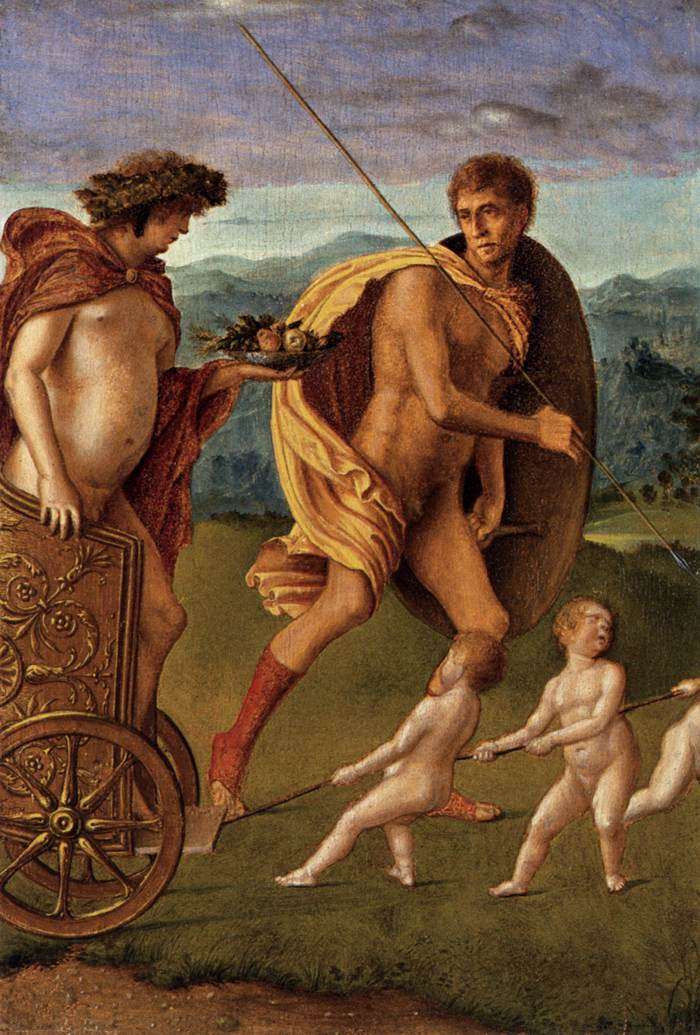
喬瓦尼·貝利尼的《寓言》，34 × 22cm，約作於1490－1500年，1838年始藏，來自吉羅拉莫·康塔里尼的收藏
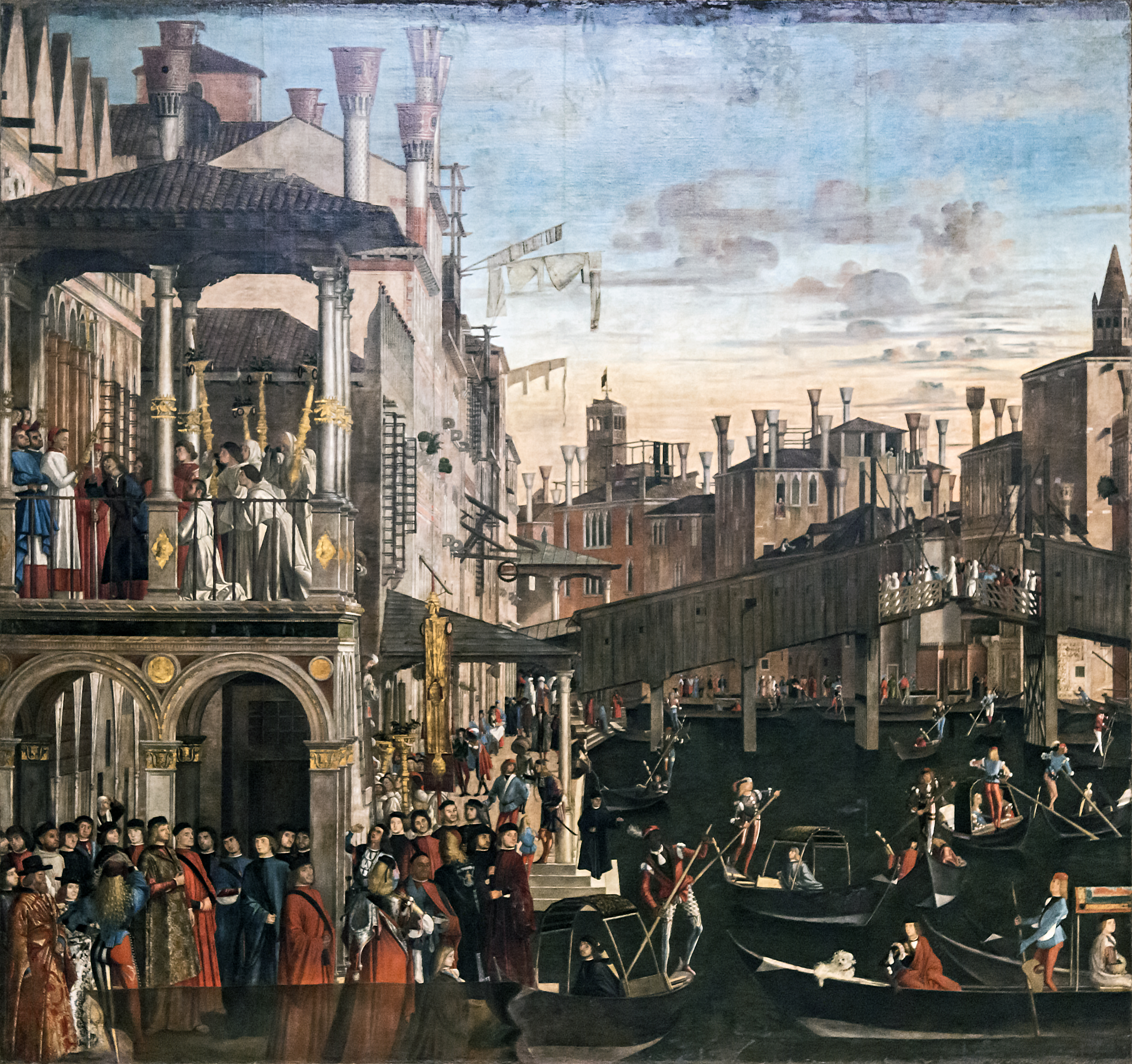
維多列·卡爾帕喬的《里亞爾托橋的聖蹟》，371 × 392cm，約作於1494年，1820年始藏
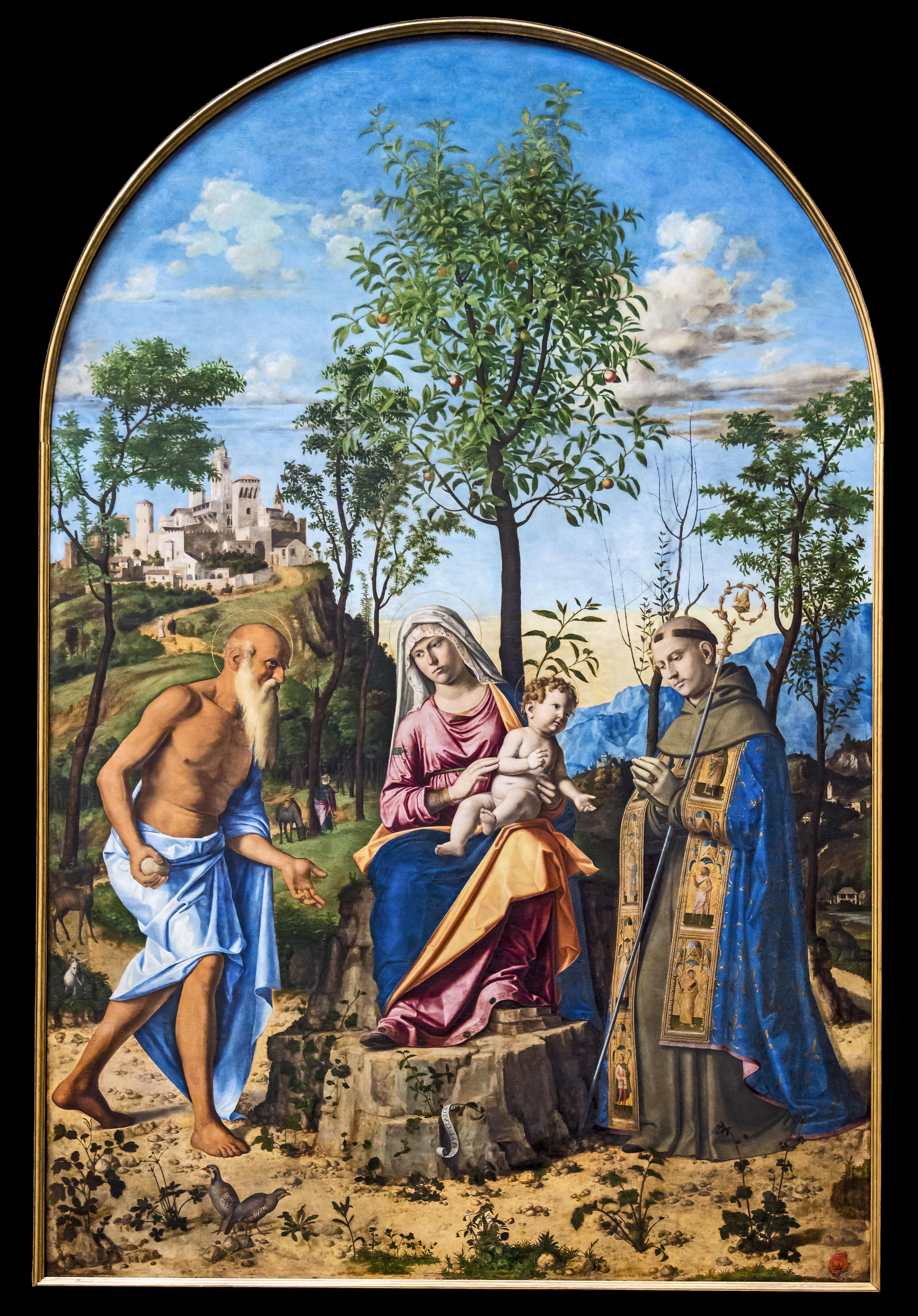
齊瑪·達·科內利亞諾（英语：Cima da Conegliano）的《橘樹下的聖母（義大利語：Madonna dell'Arancio）》，211 × 139cm，約作於1496－1498年，1919年始藏
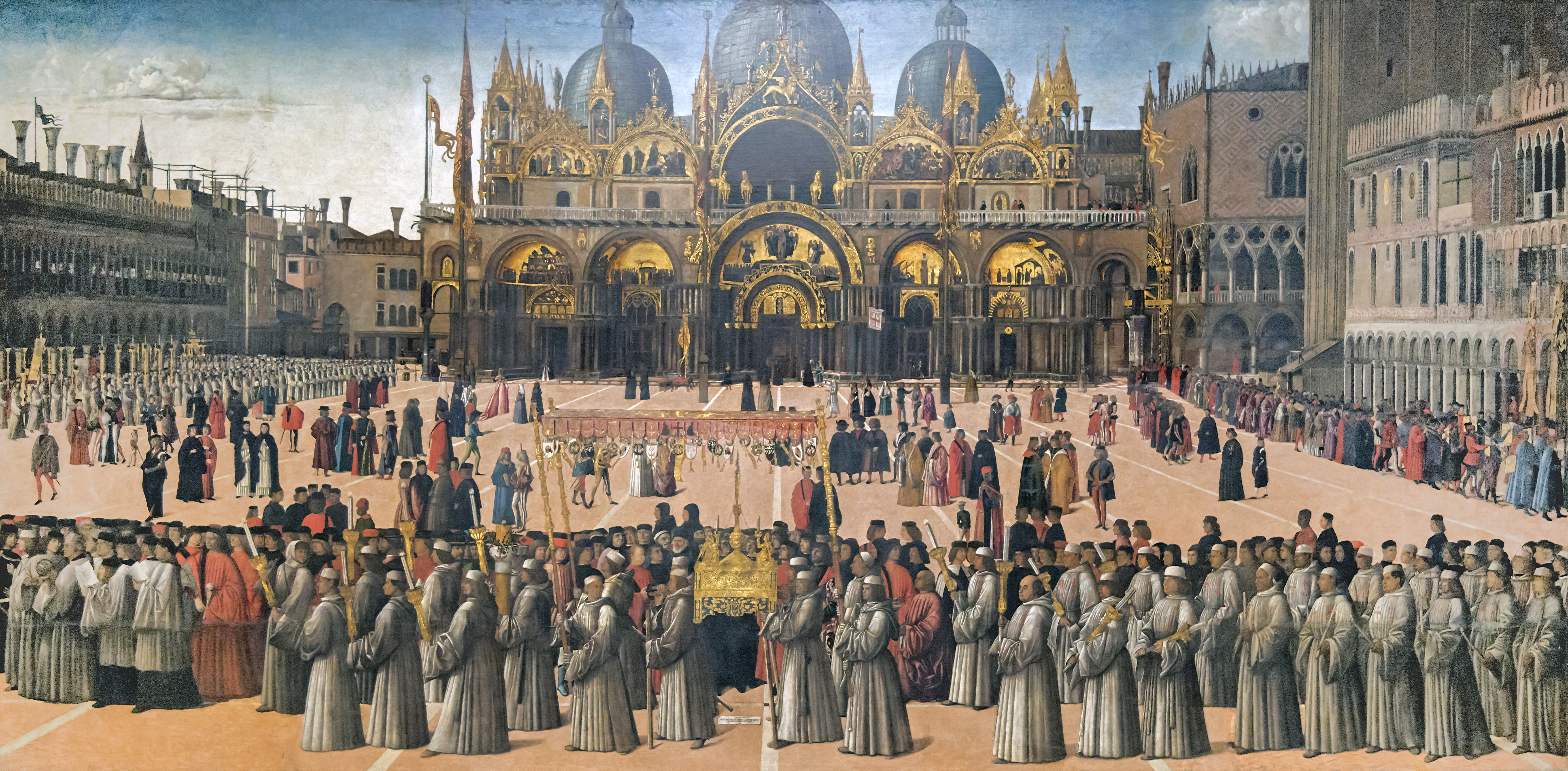
真蒂萊·貝利尼的《圣马可广场上的游行》，373 × 745cm，約作於1496年，1820年始藏
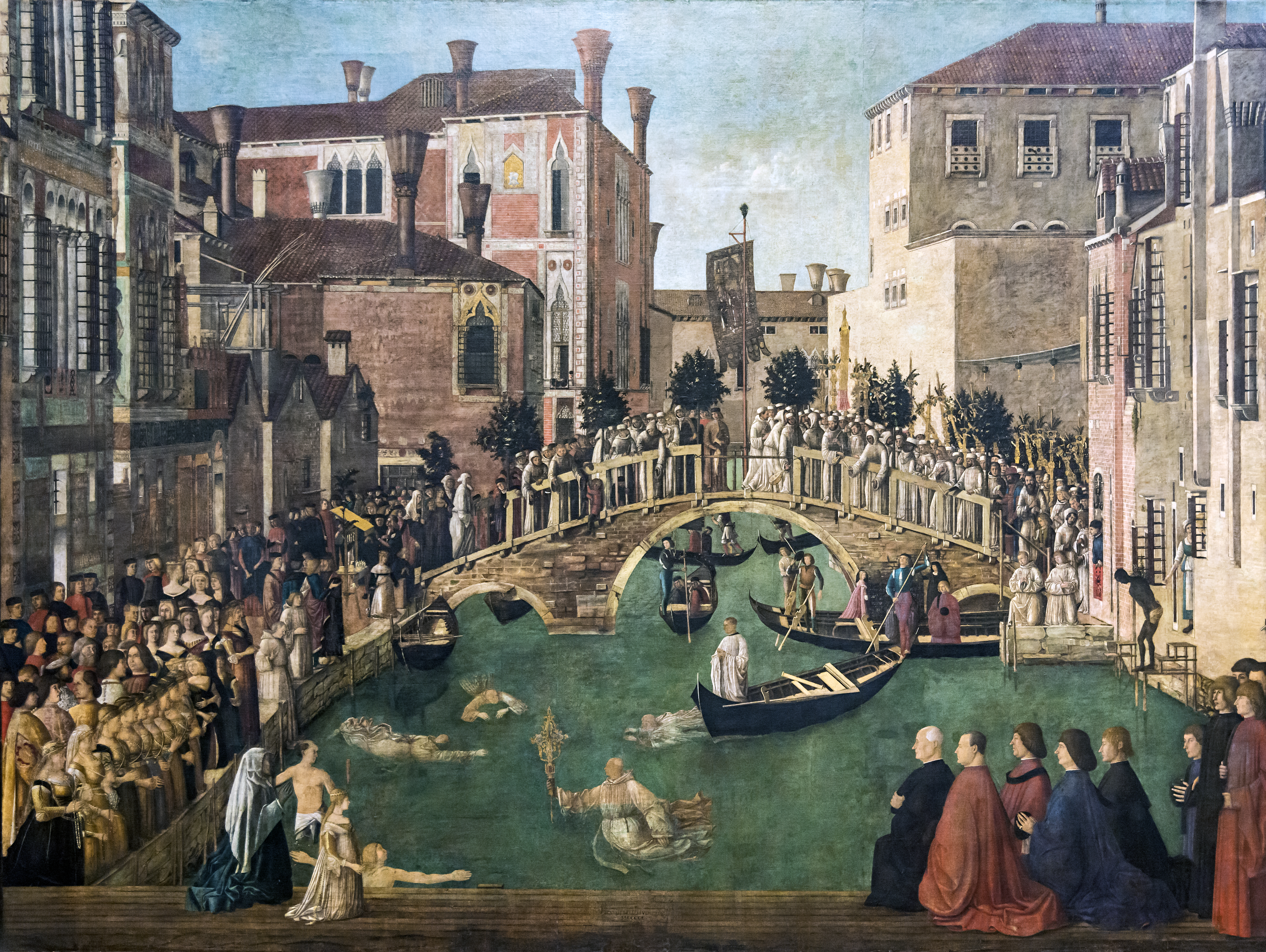
真蒂萊·貝利尼的《圣洛伦佐桥的真十字奇迹》，326 × 435cm，約作於1500年，1820年始藏
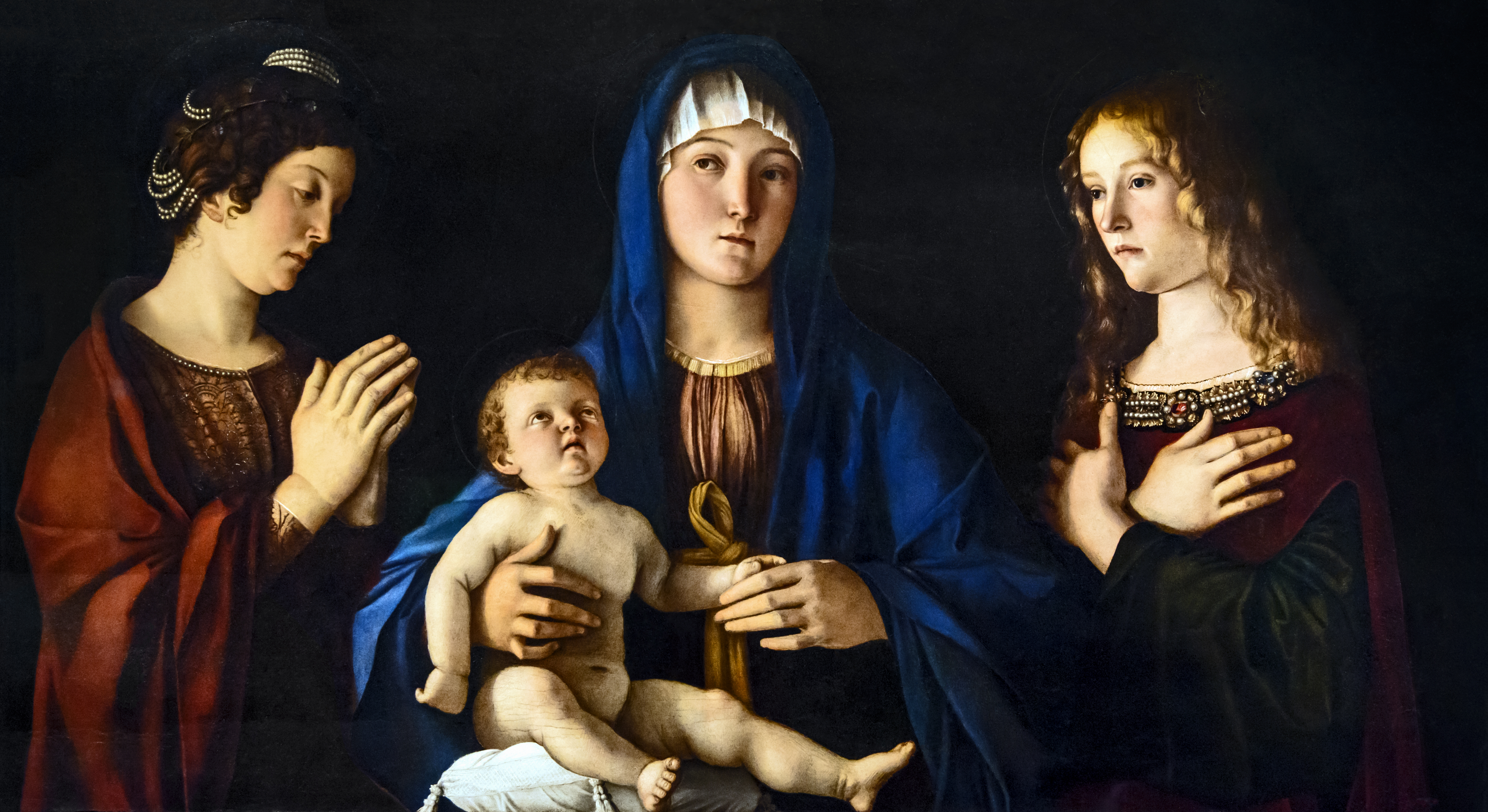
喬瓦尼·貝利尼的《聖母子與聖凱瑟琳及聖瑪達萊娜（英语：Madonna and Child with Saint Catherine and Saint Mary Magdalene）》，107 × 58cm，約作於1500年，1850年始藏，來自菲利琪達·雷內爾的遺贈
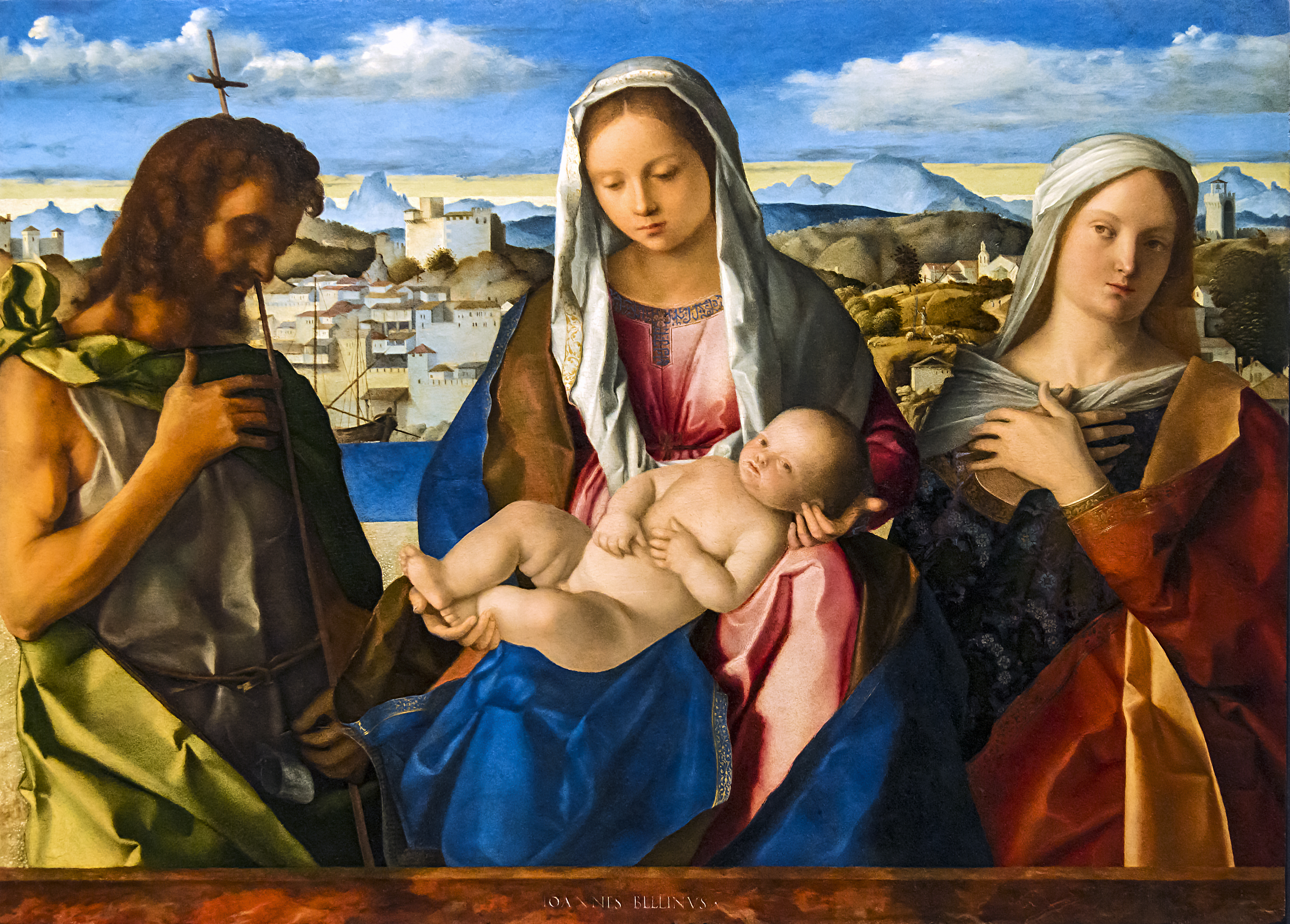
喬瓦尼·貝利尼的《聖母子、施洗者約翰及一位女性聖人（英语：Madonna and Child with St. John the Baptist and a Female Saint）》，55 × 77cm，約作於1504年
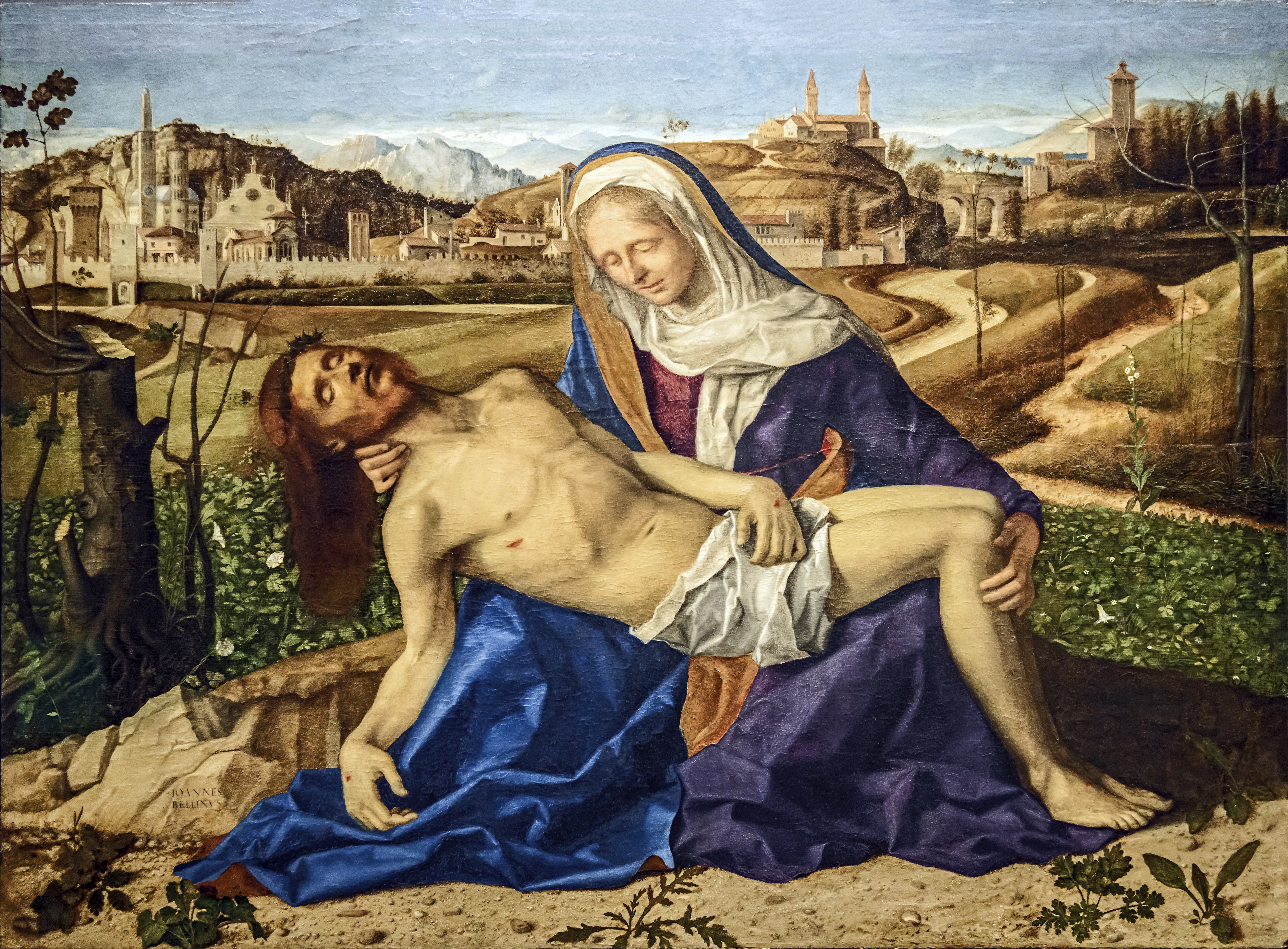
喬瓦尼·貝利尼的《馬爾蒂嫩戈聖殤（英语：Martinengo Pietà）》，65 × 87cm，約作於1505年
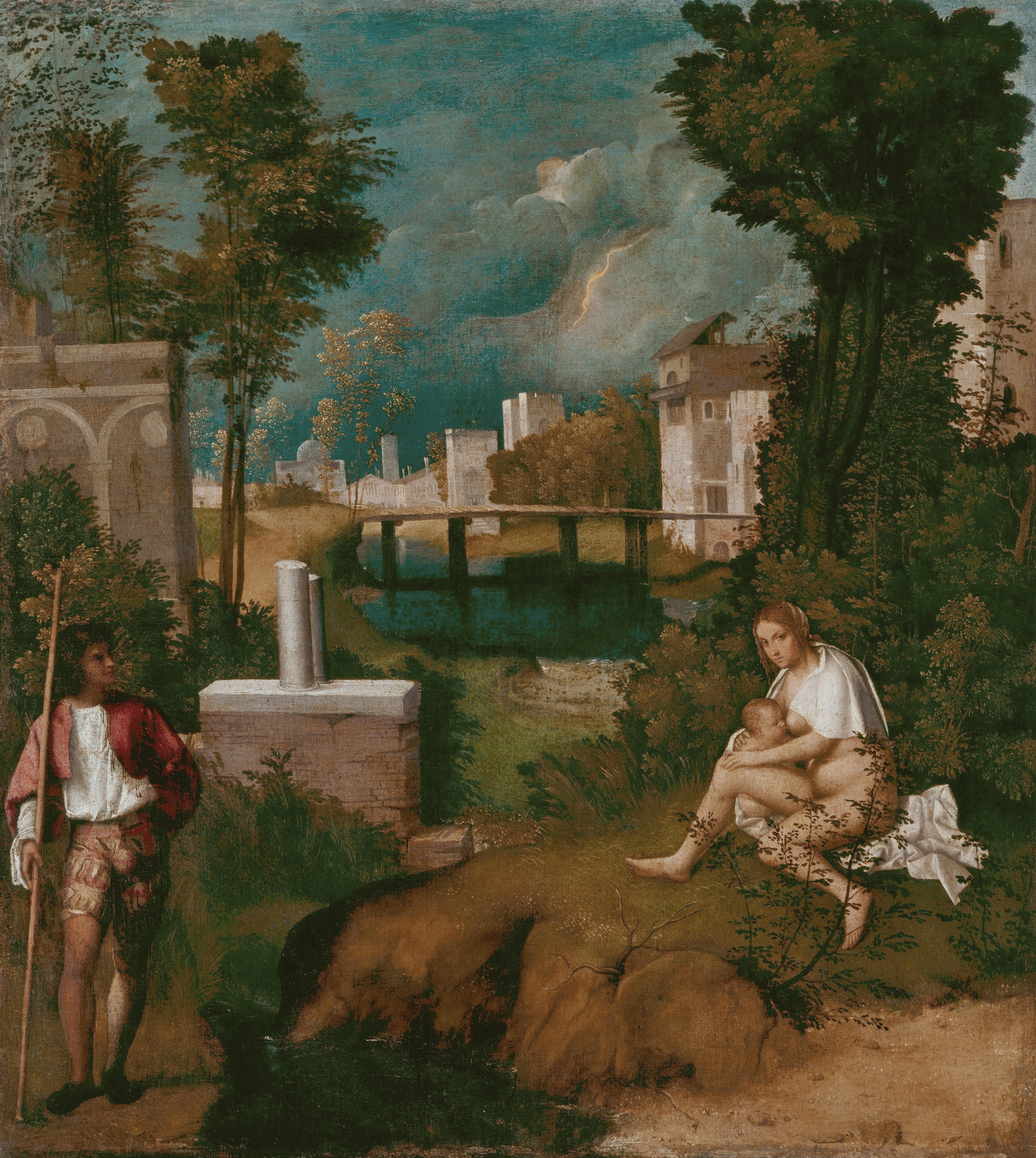
喬爾喬內的《暴風雨》，82 × 73cm，約作於1505年，1932年始藏
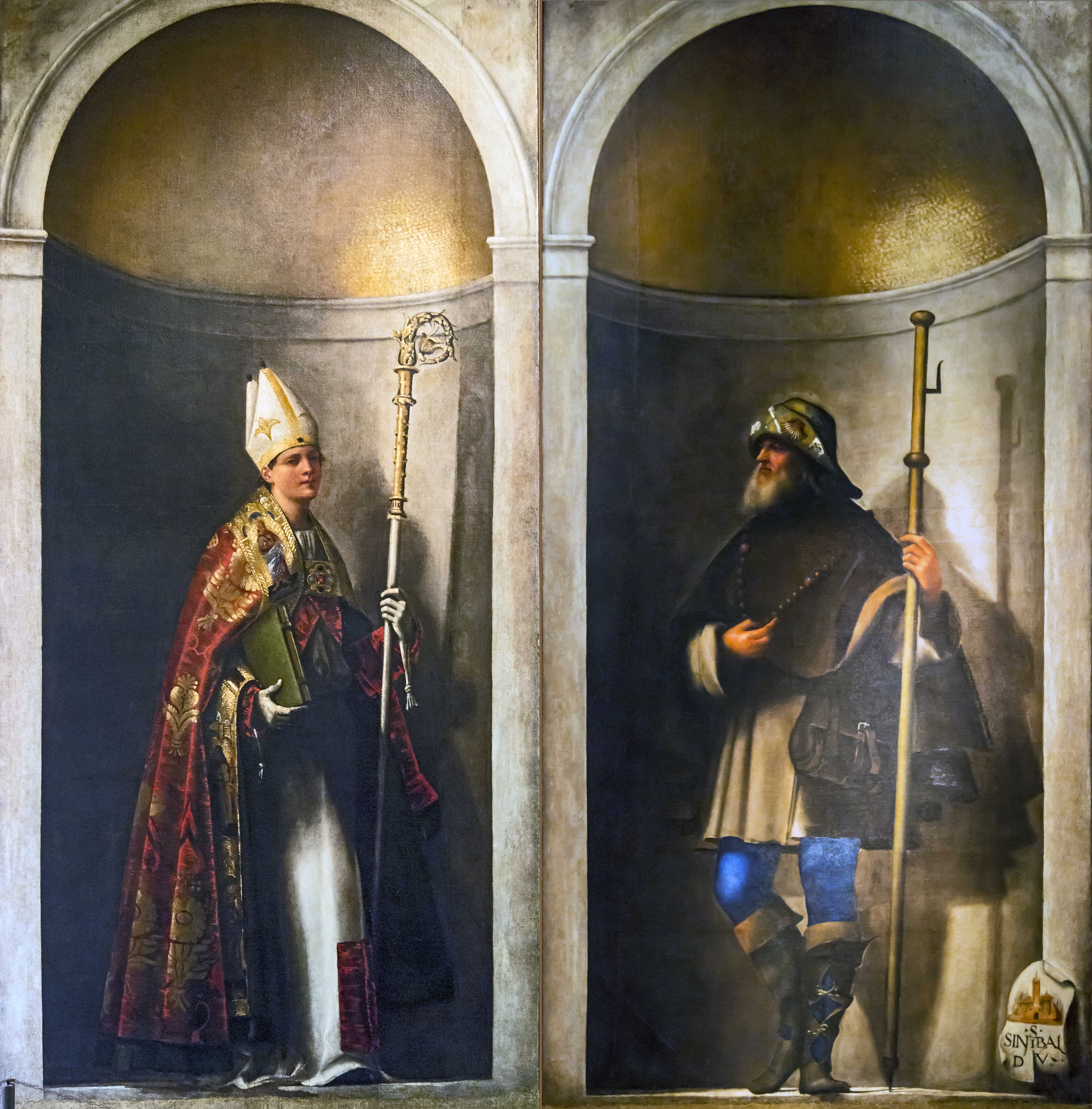
塞巴斯蒂亚诺·德尔·皮翁博的《四位圣人》，292 × 137cm，約作於1508－1509年，1978年始藏
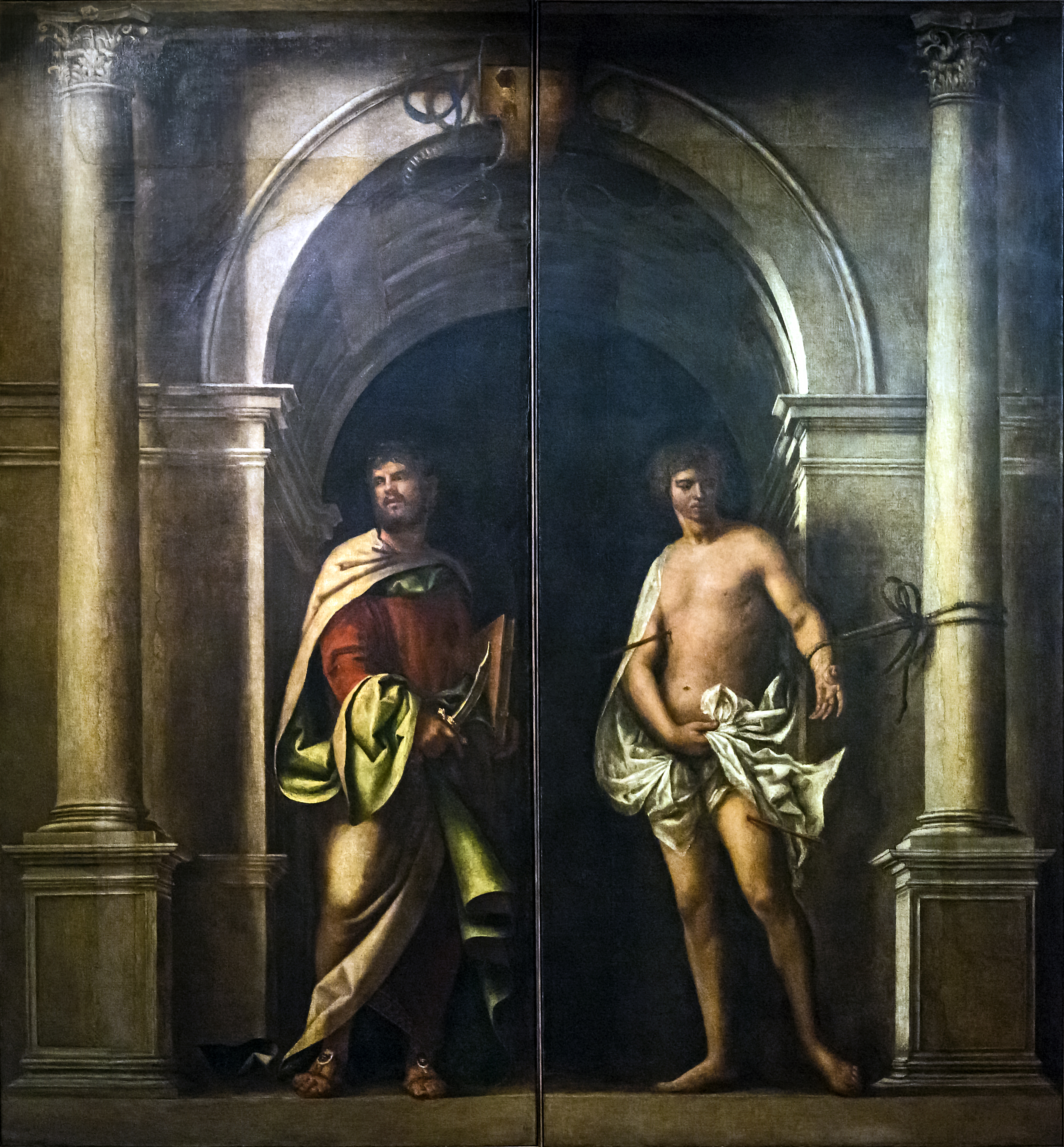
塞巴斯蒂亚诺·德尔·皮翁博的《四位圣人》，292 × 137cm，約作於1508－1509年，1978年始藏
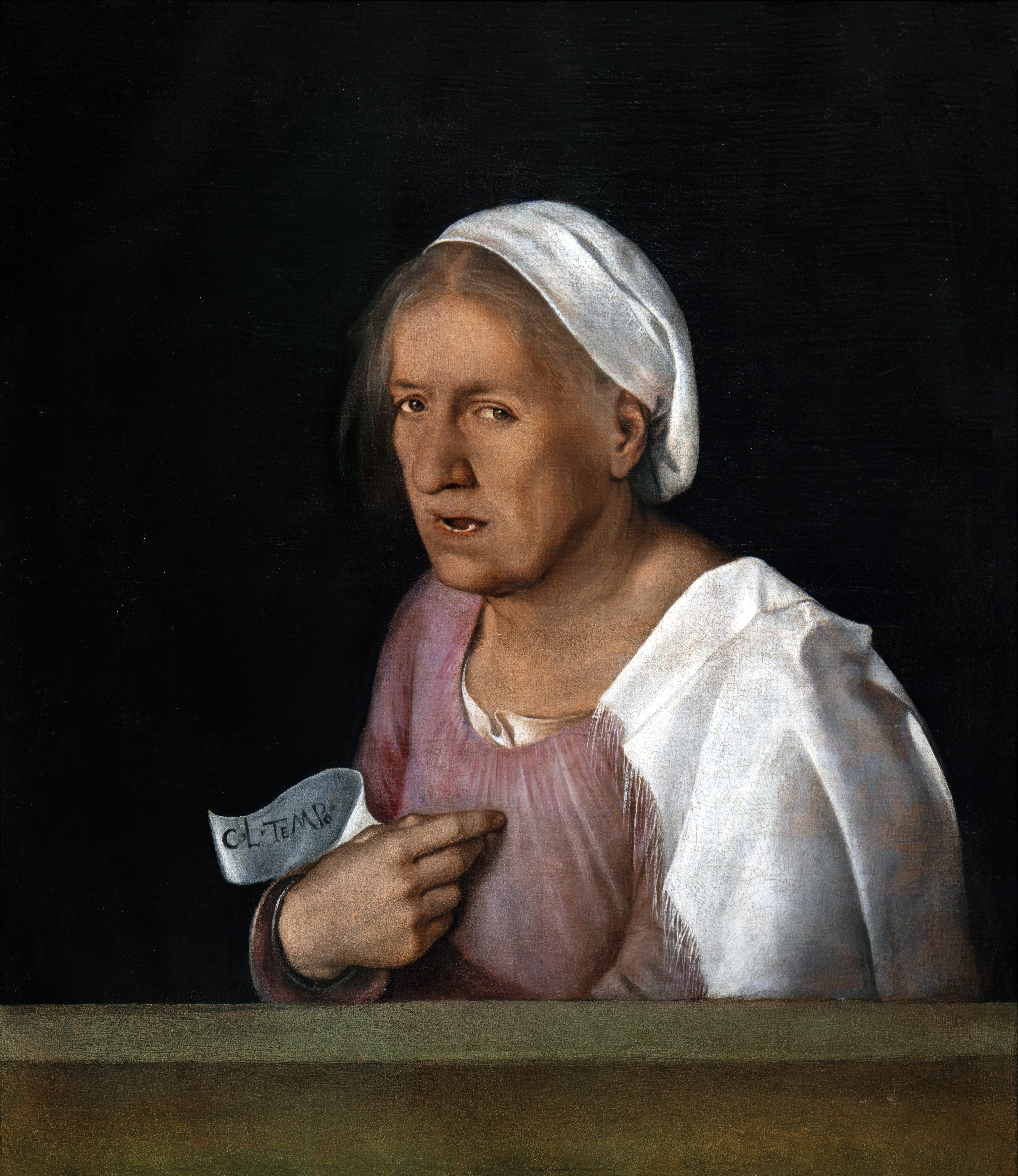
喬爾喬內的《老婦人（義大利語：Vecchia (Giorgione)）》，68 × 59cm，約作於1508年，1856年始藏
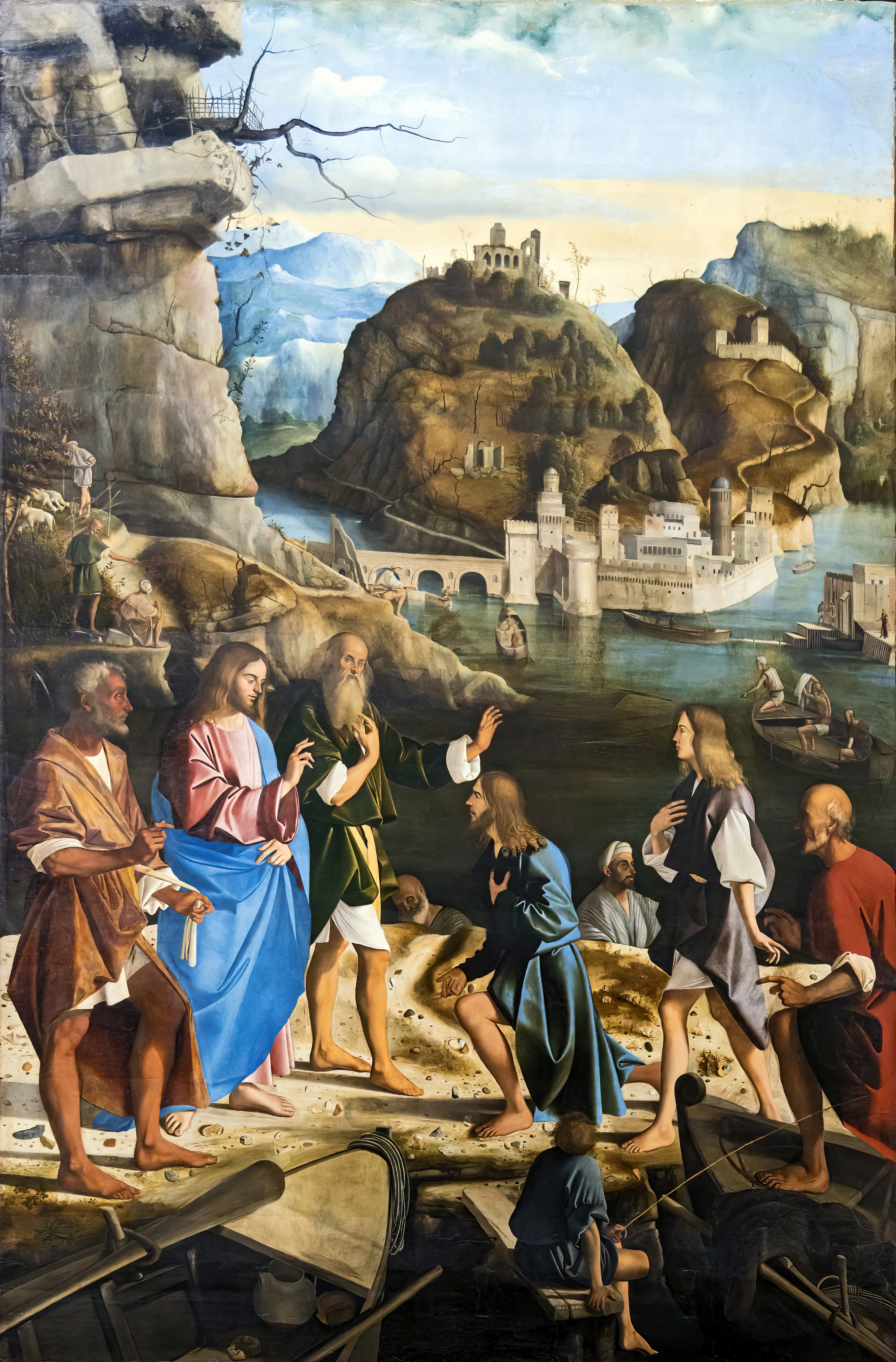
馬可·巴塞提（英语：Marco Basaiti）的《聖雅各伯的蒙召》（Vocazione dei figli di Zebedeo），385 × 265cm，約作於1510年，1812年始藏
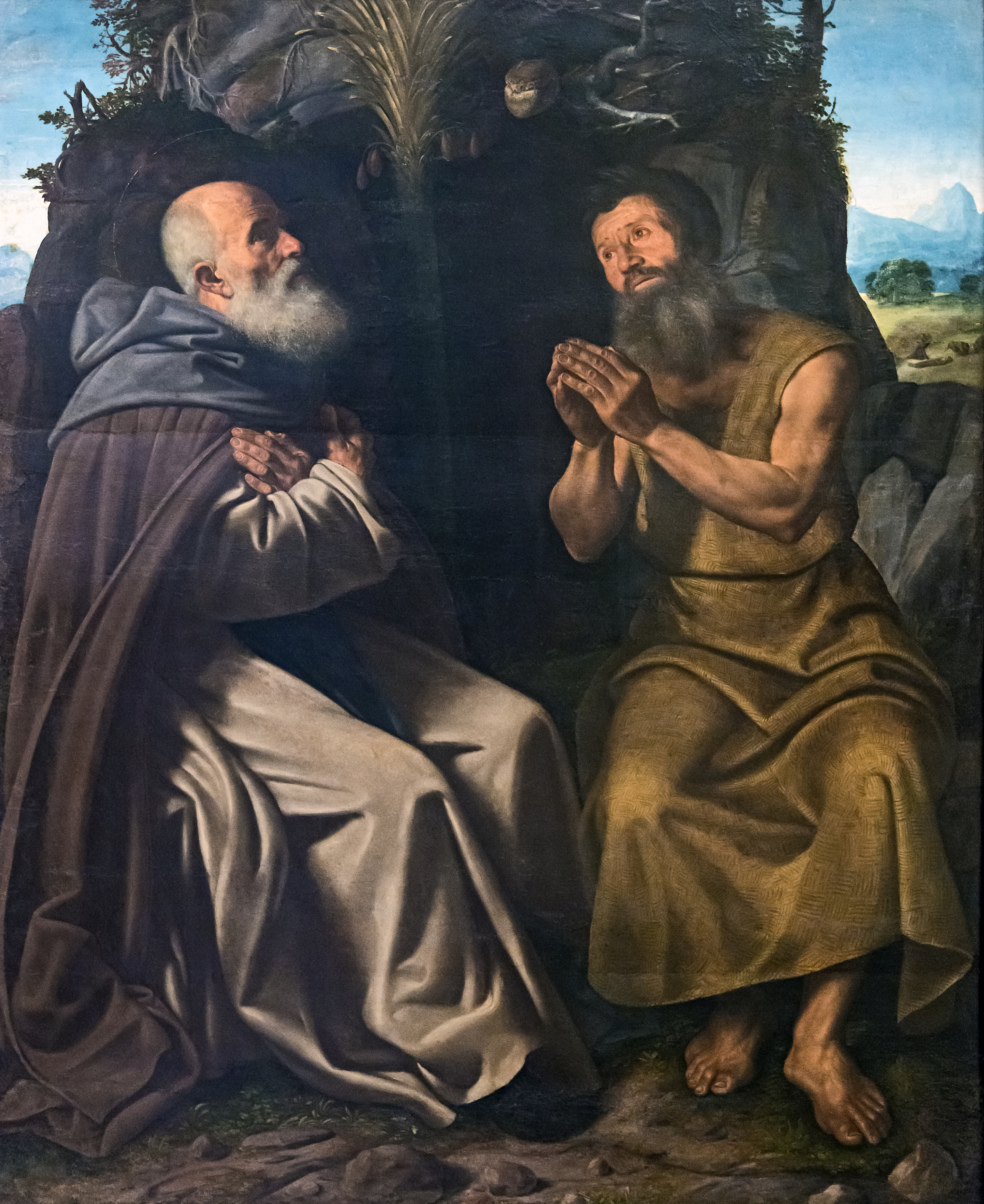
吉羅拉莫·薩沃爾多（英语：Girolamo Savoldo）的《聖安東尼與聖保羅》（Sant'Antonio Abate e Paolo Eremita），165 × 137cm，約作於1520年，1856年始藏
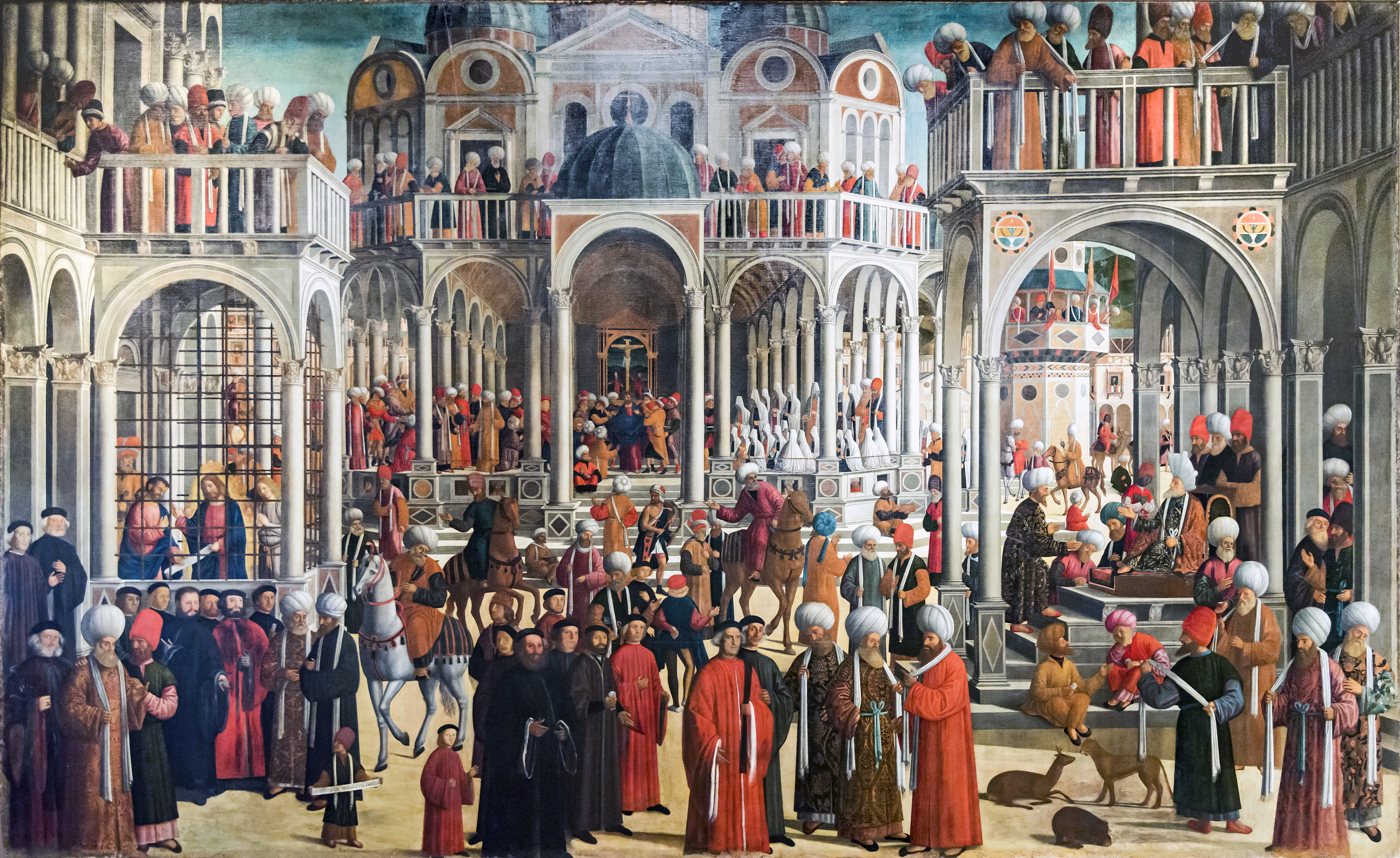
喬瓦尼·曼蘇埃提（英语：Giovanni di Niccolò Mansueti）的《聖馬可生活片段》（Episodi della vita di san Marco），371 × 603cm，約作於1525－1527年，1838年始藏
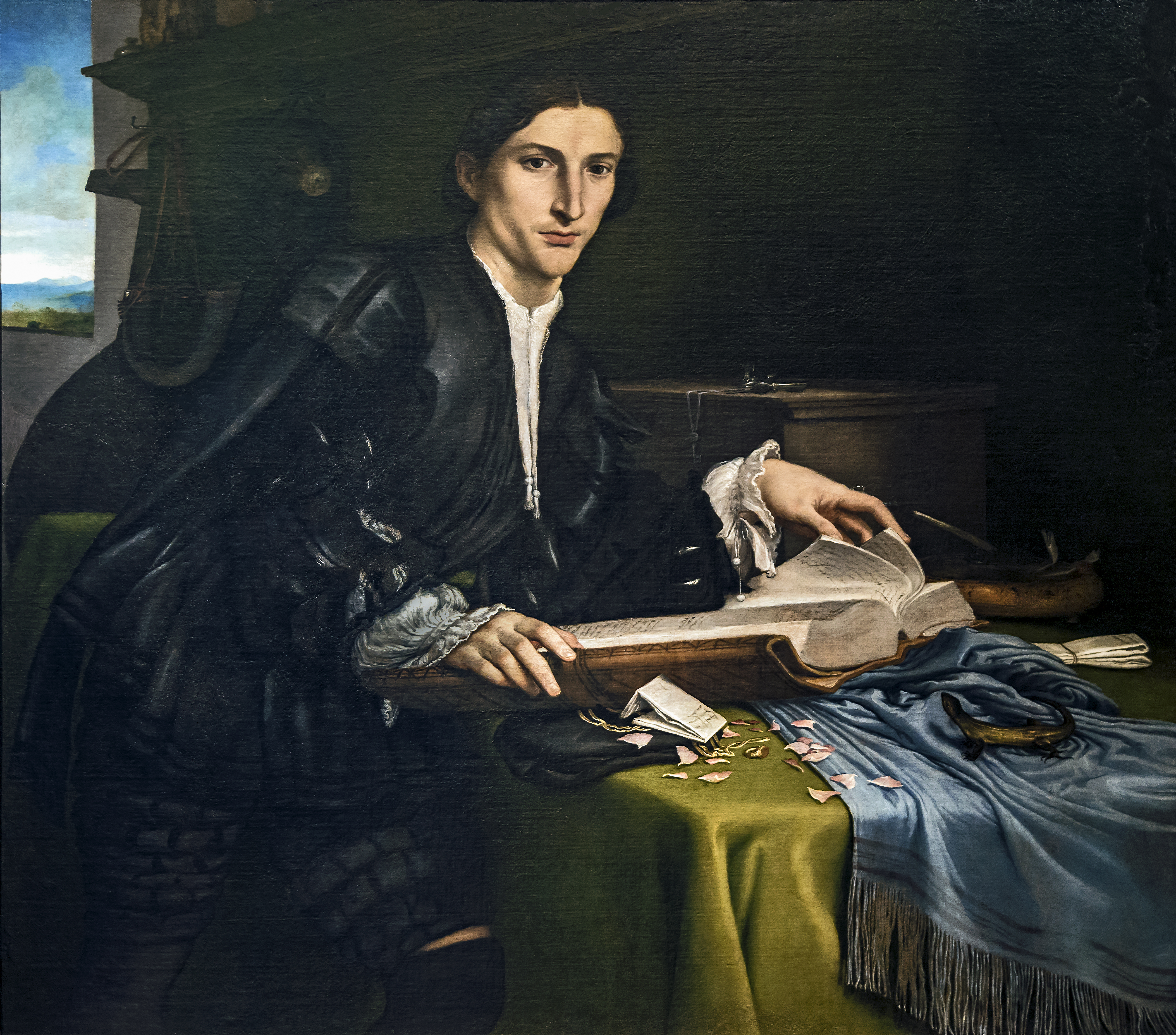
羅倫佐·洛托（英语：Lorenzo Lotto）的《年輕男子肖像畫（英语：Portrait of a Young Man (Lotto, Accademia)）》，97 × 110cm，約作於1528－1530年，1930年始藏
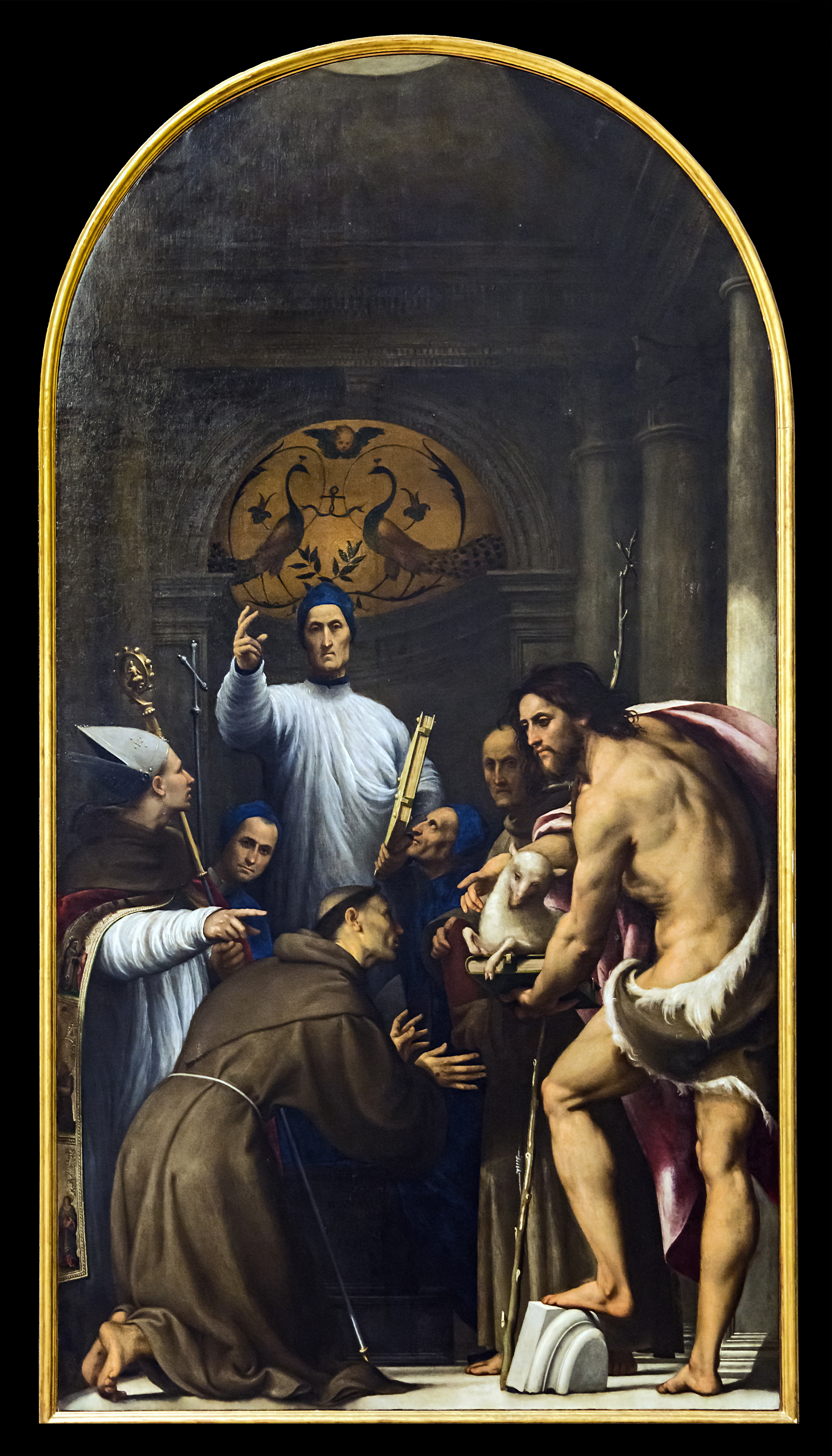
波代諾內（英语：Il Pordenone）的《真福羅倫佐·鳩斯蒂尼亞尼與兩位牧師和聖徒》（Beato Lorenzo Giustiniani e altri Santi），420 × 222cm，約作於1532年，1815年始藏
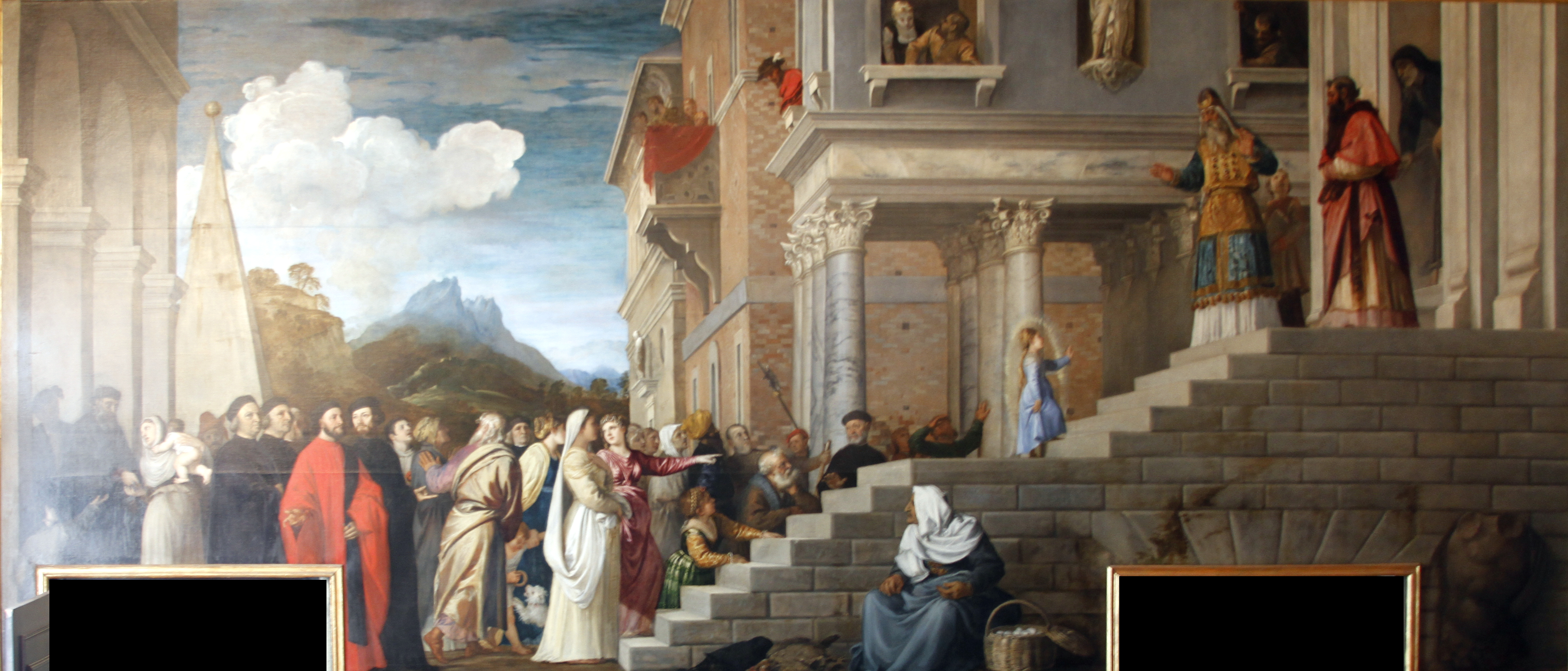
提齊安諾的《聖母入聖殿（英语：The Presentation of the Virgin at the Temple (Titian)）》，335 × 775cm，約作於1534－1539年，1807年始藏
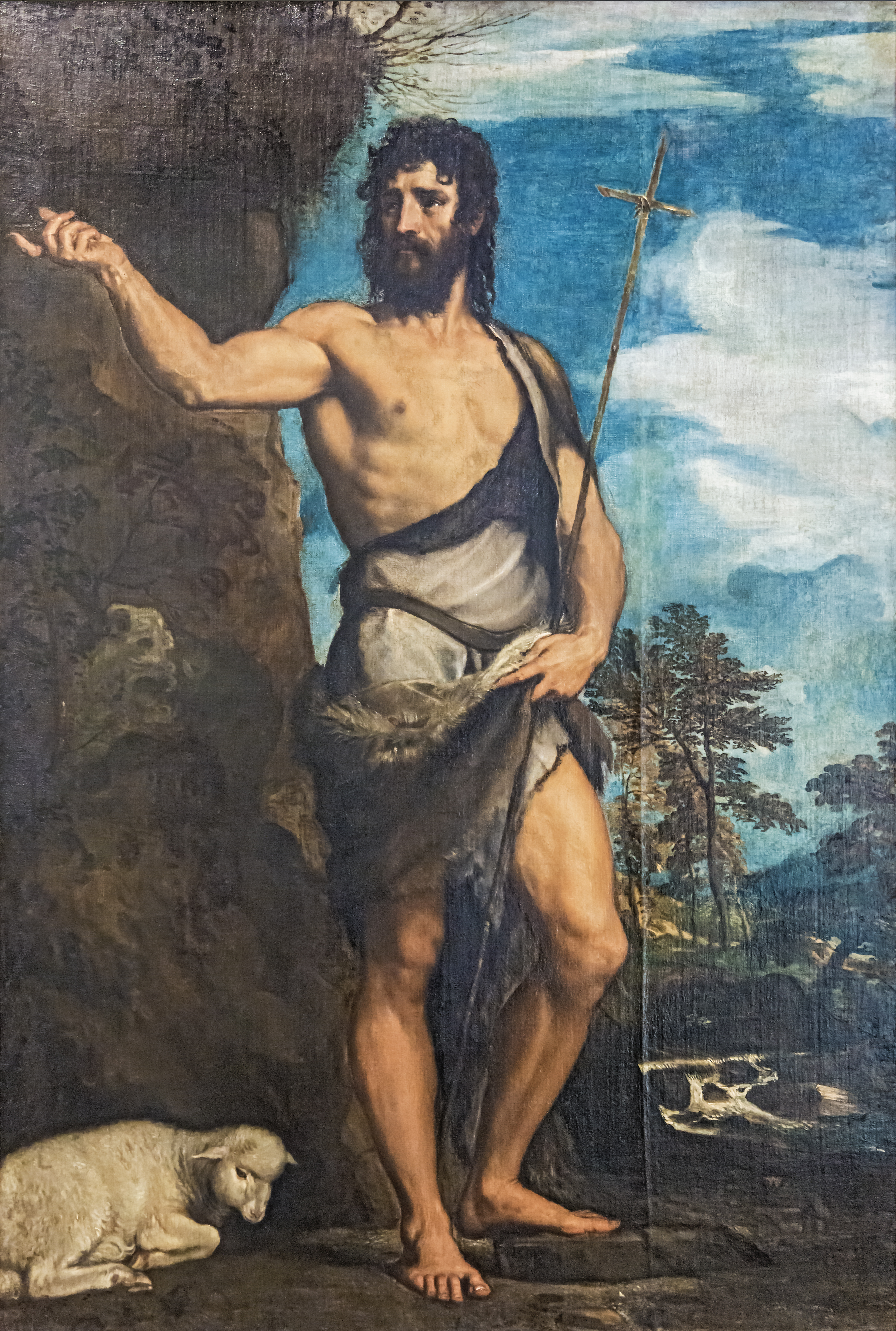
提齊安諾的《施洗者約翰（英语：Saint John the Baptist (Titian)）》，201 × 119cm，約作於1540年，1808年始藏
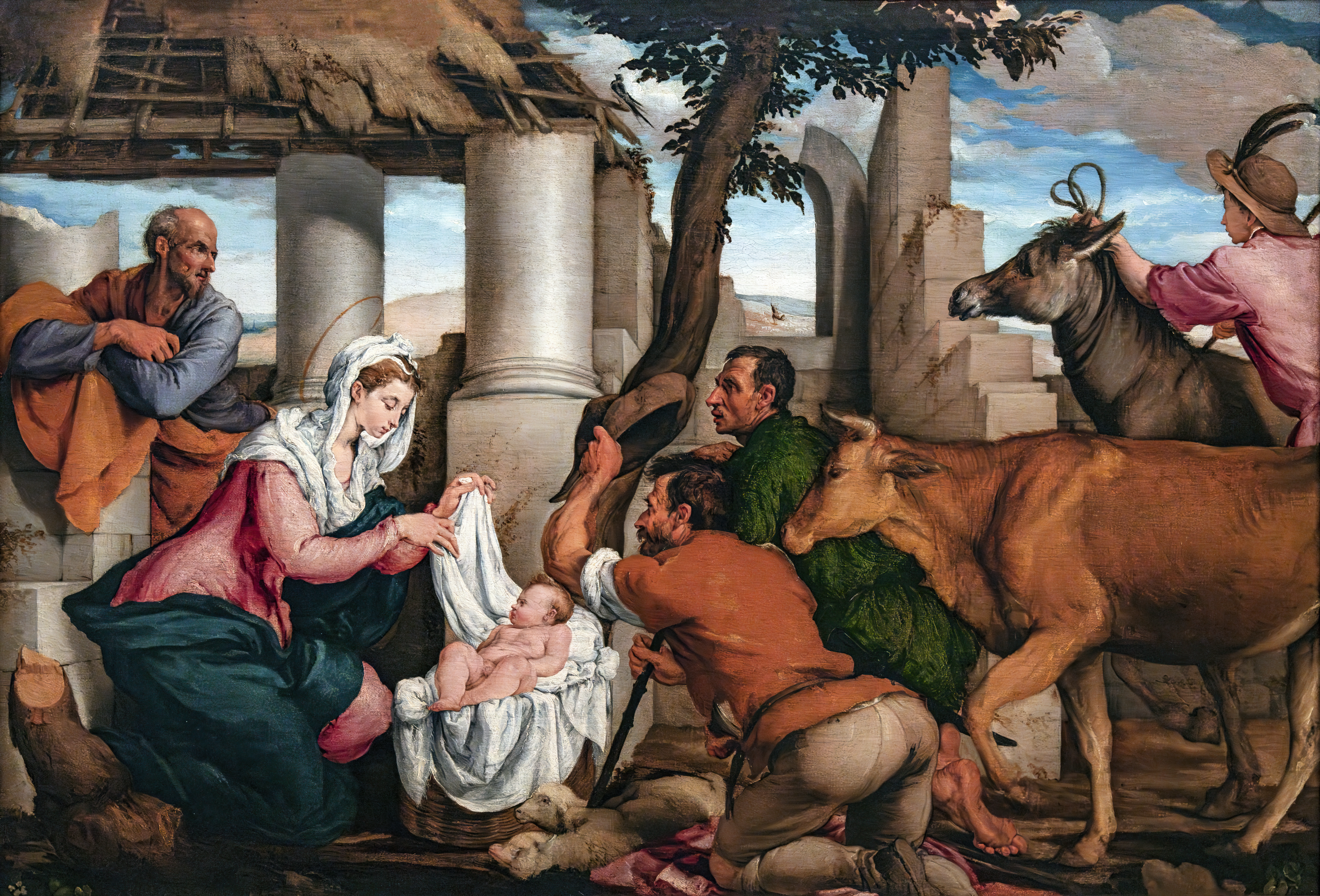
雅各布·巴萨诺的《牧羊人的崇拜》（Adorazione dei pastori），95 × 140cm，約作於1545年，1983年始藏
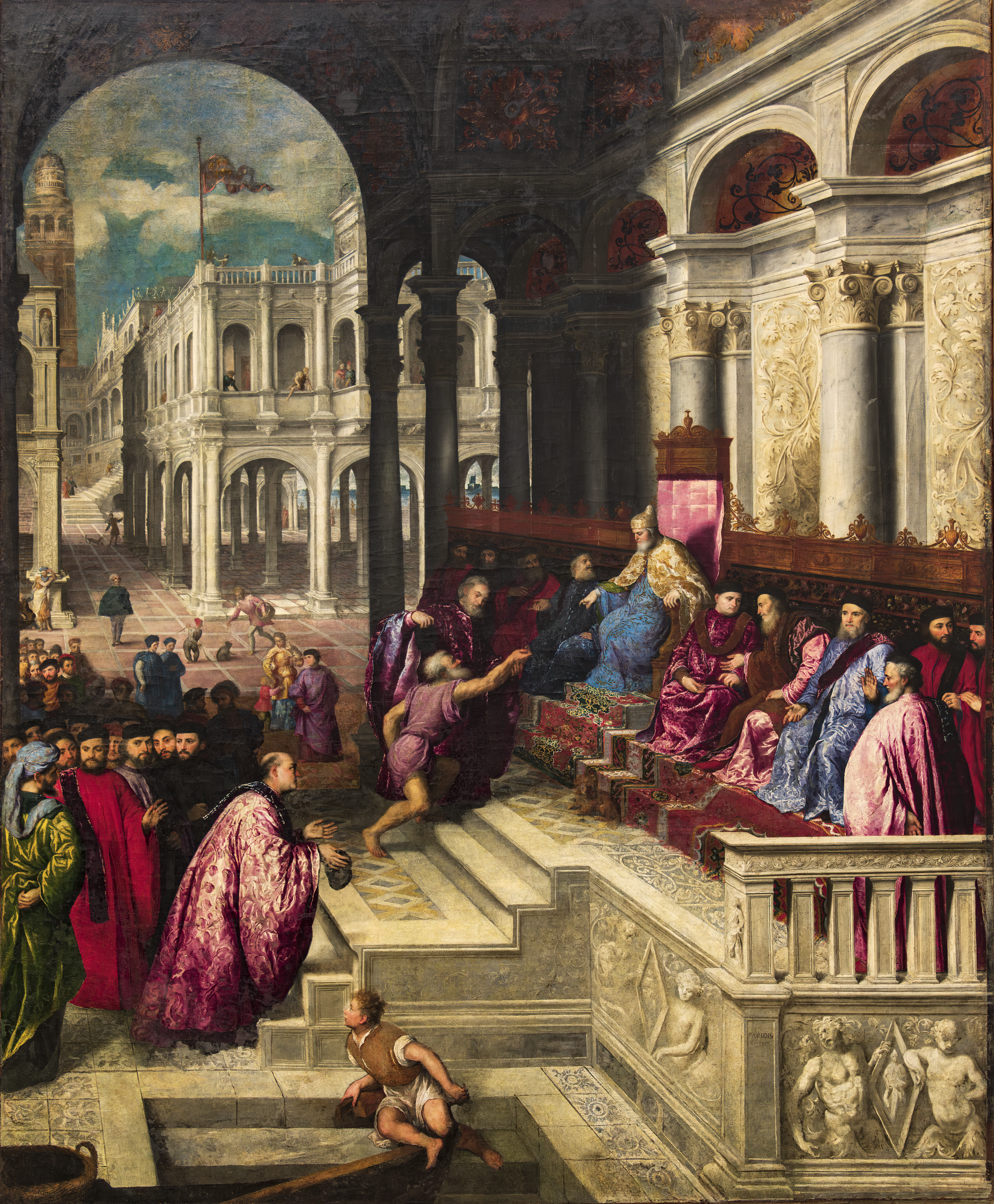
巴里斯·博爾多內（英语：Paris Bordone）的《向總督呈交戒指（英语：The Presentation of the Ring）》，370 × 300cm，約作於1545年，1815年始藏
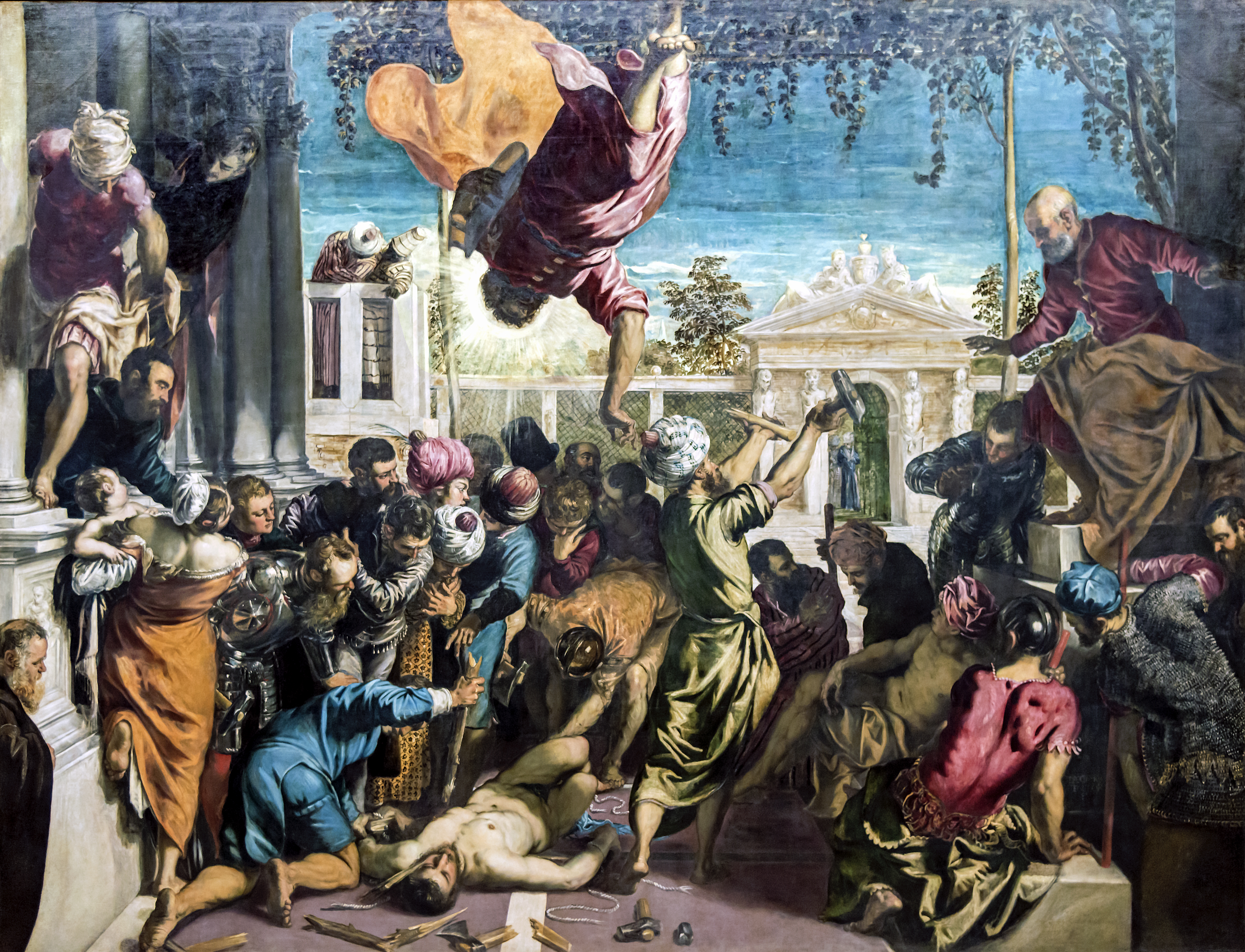
丁托列托的《圣马可解救奴隶的奇迹》，416 × 544cm，約作於1547－1548年，1821年始藏
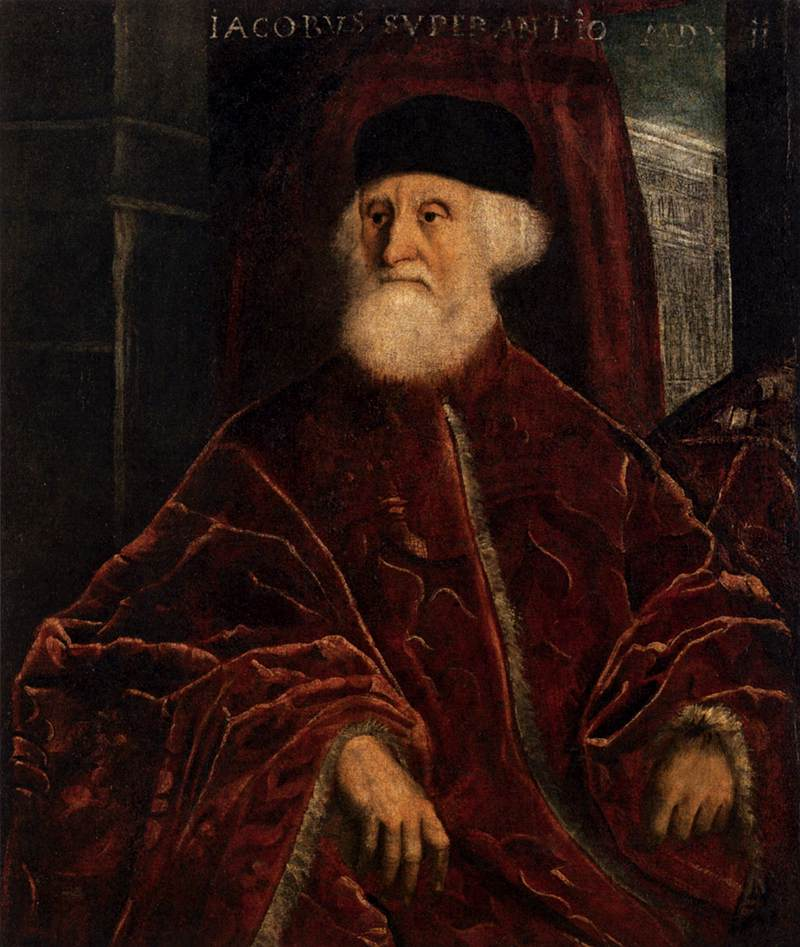
丁托列托的《检察官雅各布·索兰佐肖像画》，106 × 90cm，約作於1550年，1812年始藏
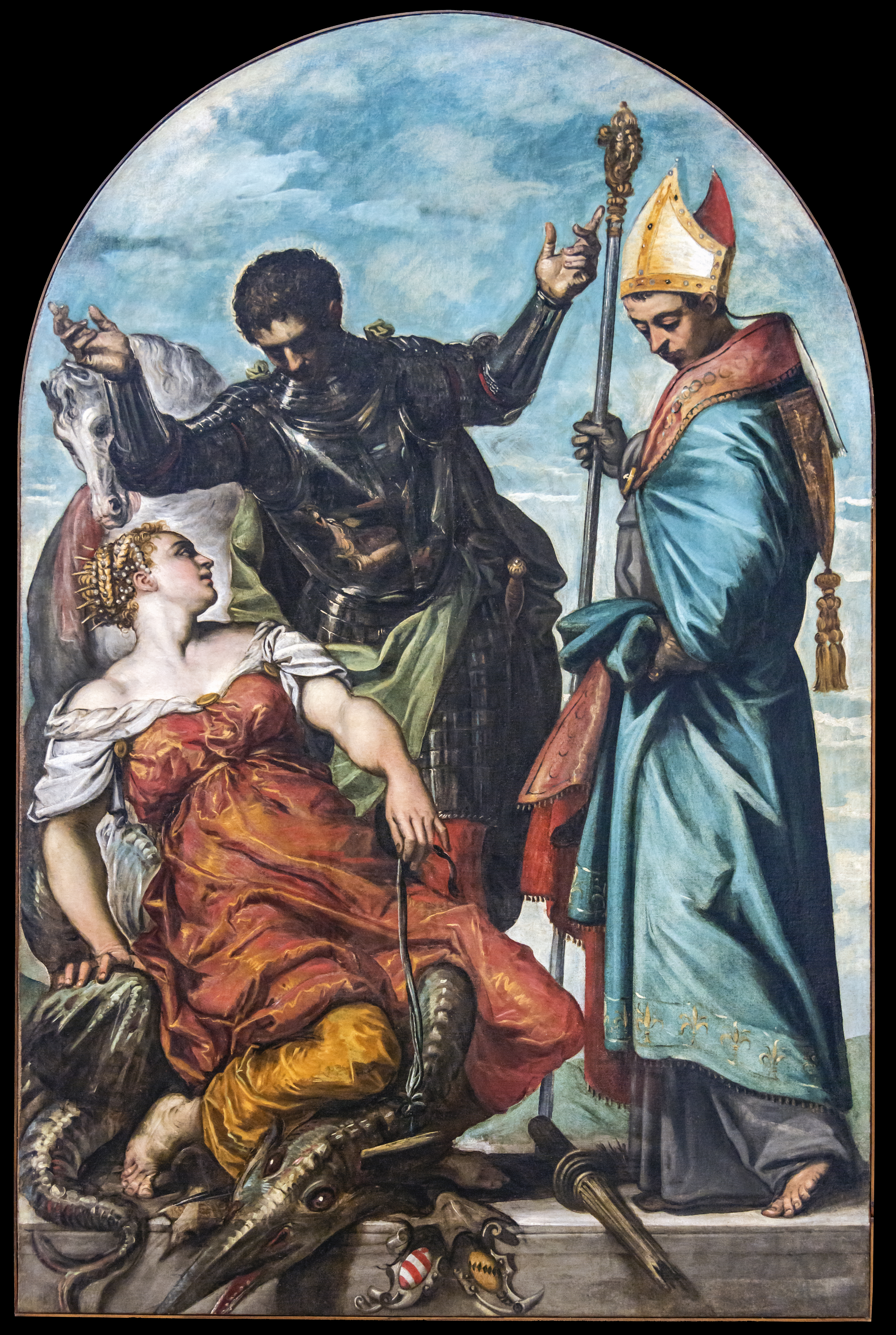
丁托列托的《土魯斯的聖路易、聖喬治和公主》（San Ludovico da Tolosa e san Giorgio），230 × 150cm，約作於1552年，1937年始藏
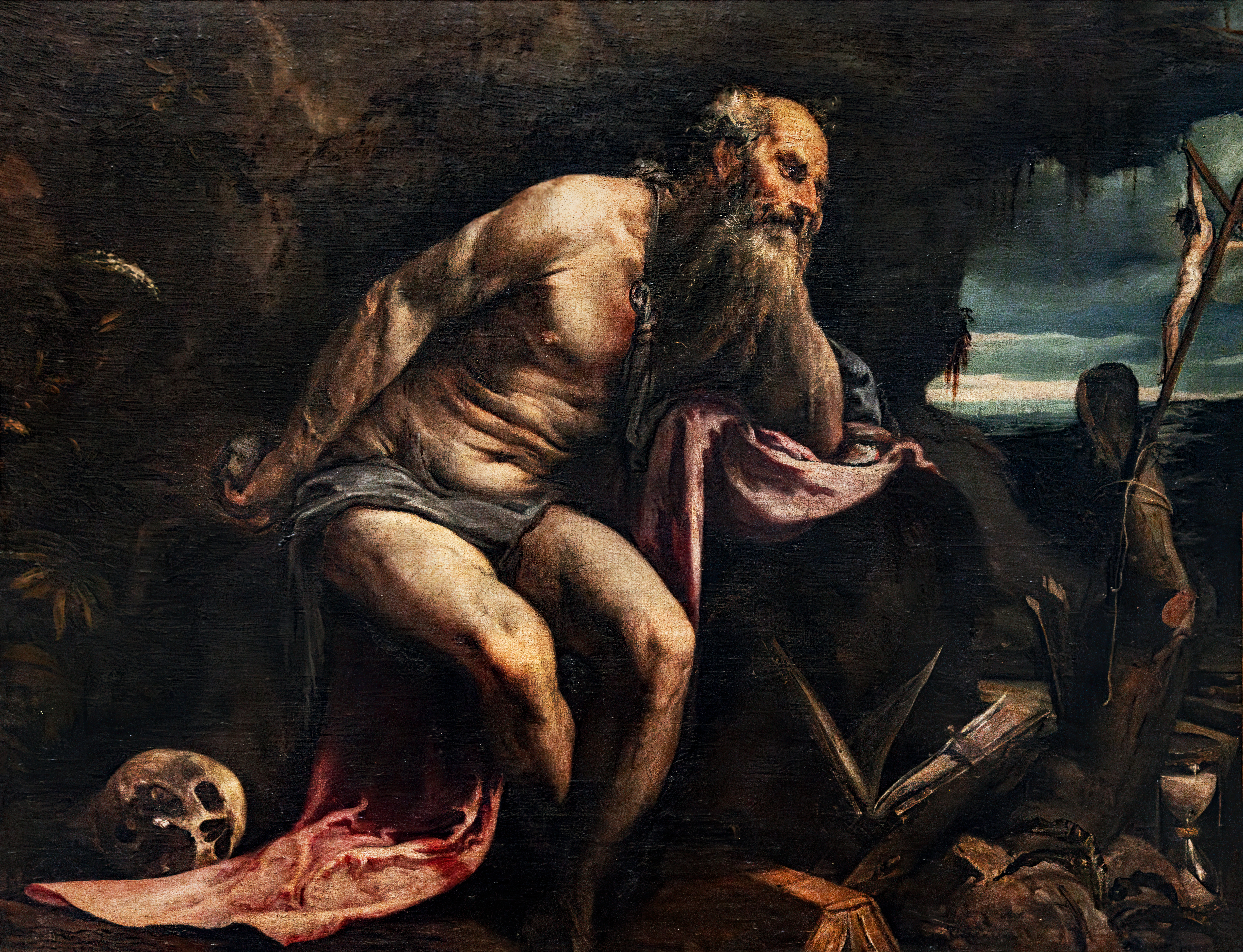
雅各布·巴薩諾的《聖傑洛姆》（San Girolamo），119 × 154cm，約作於1560年，1900年始藏
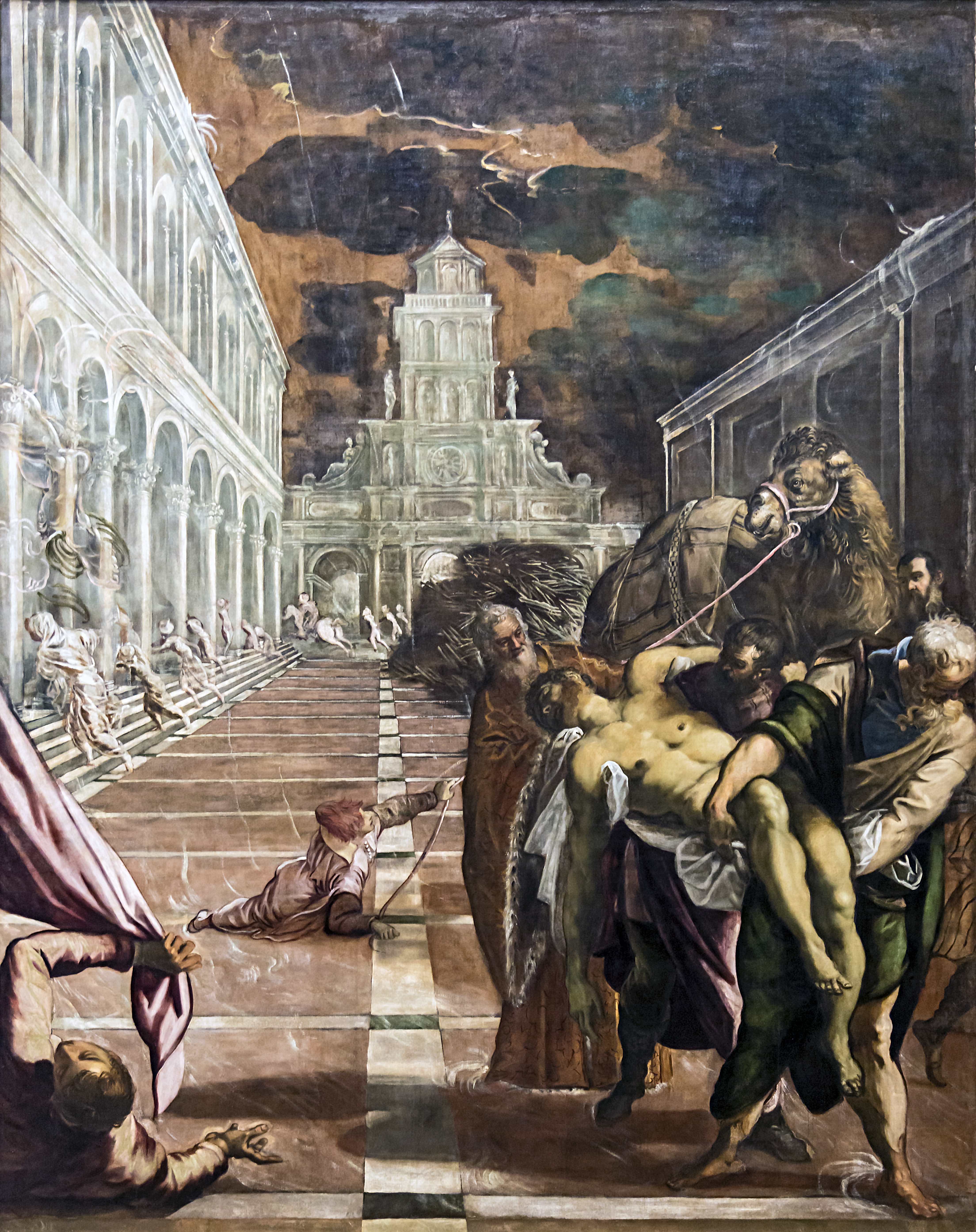
丁托列托的《偷运圣马尔谷的圣髑》，397 × 315cm，約作於1562－1566年，1920年始藏
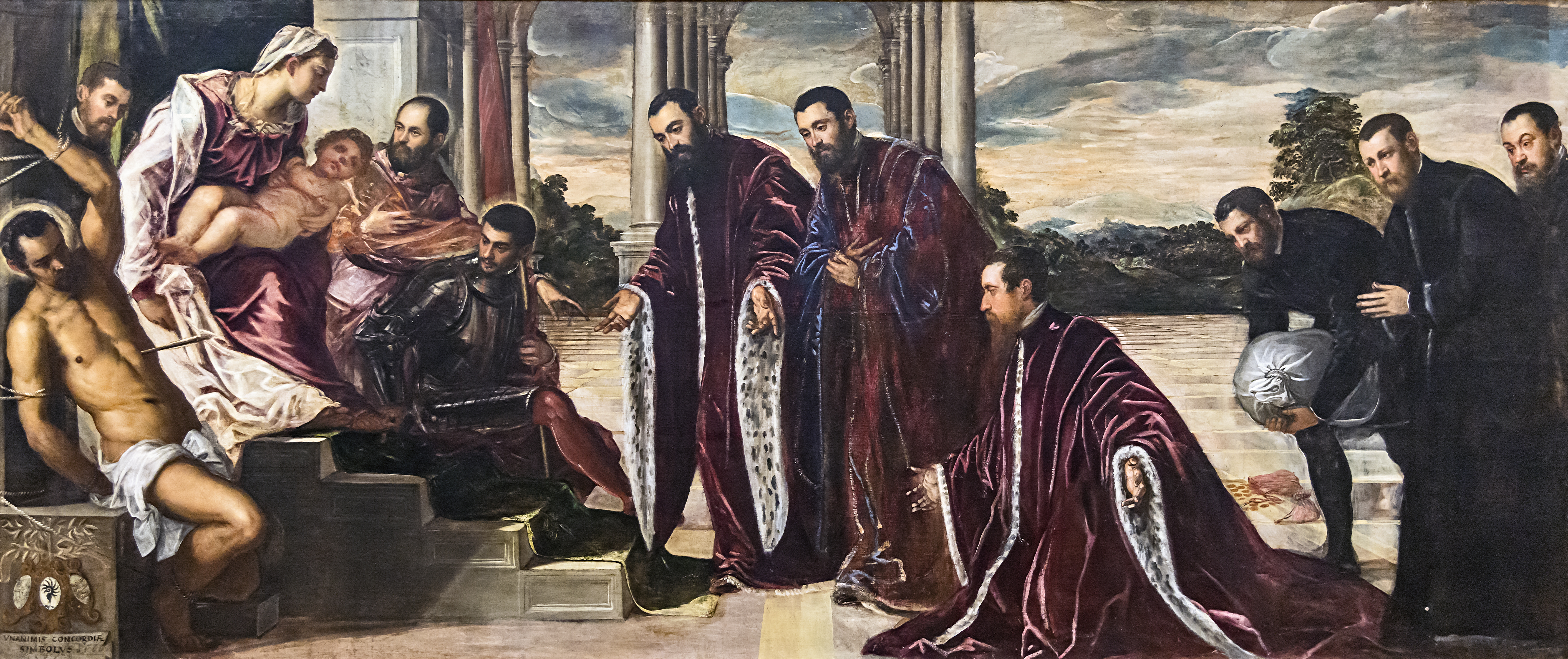
丁托列托的《財政官聖母（義大利語：Madonna dei Tesorieri）》，221 × 520cm，約作於1567年，1883年始藏，原藏於卡梅爾蘭吉宮（英语：Palazzo dei Camerlenghi）
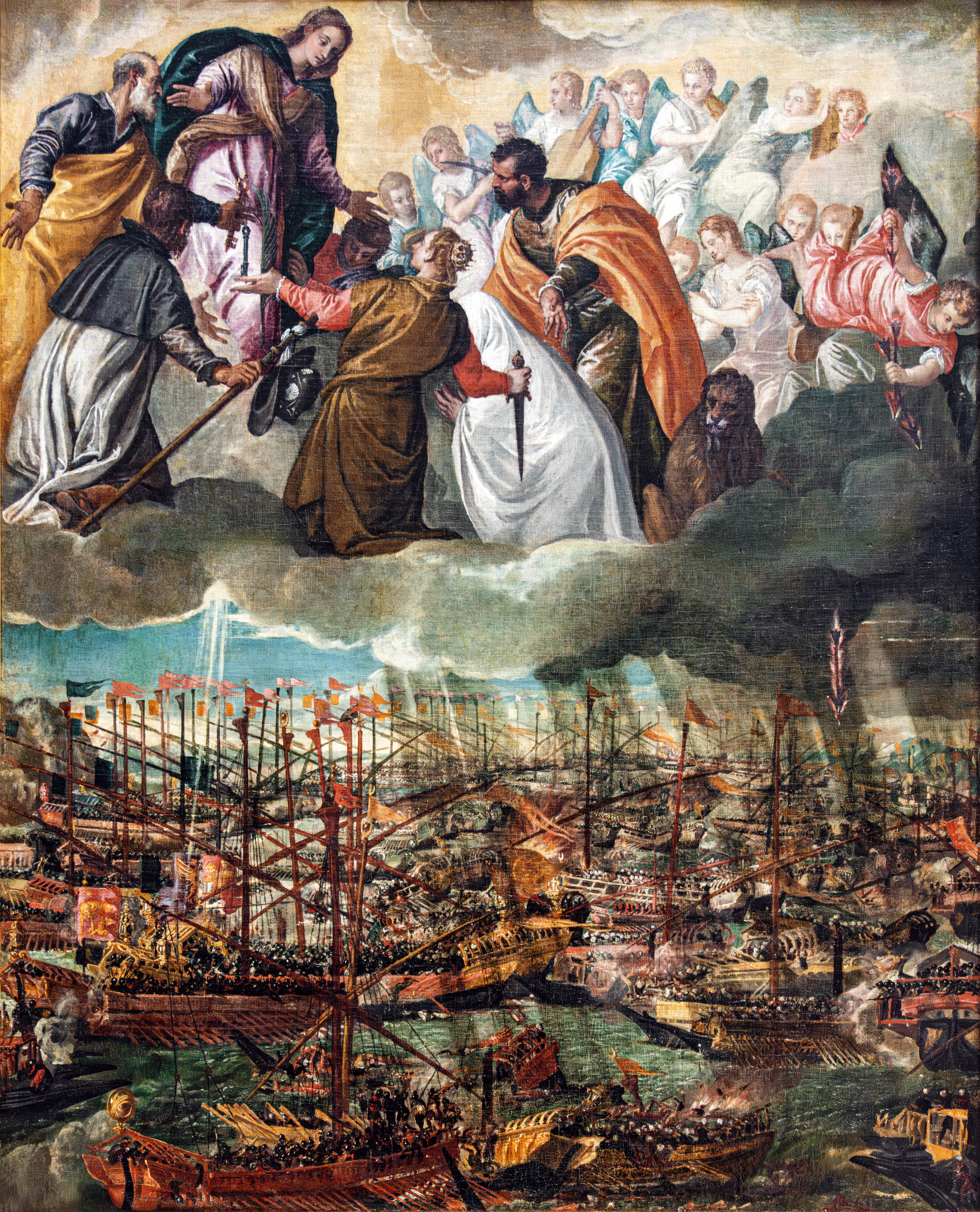
保罗·委罗内塞的《勒班陀戰役寓意畫》，170 × 137cm，約作於1573年，1812年始藏
保罗·委罗内塞的《利未家中的筵席》，560 × 1309cm，約作於1573年，1815年始藏[43]
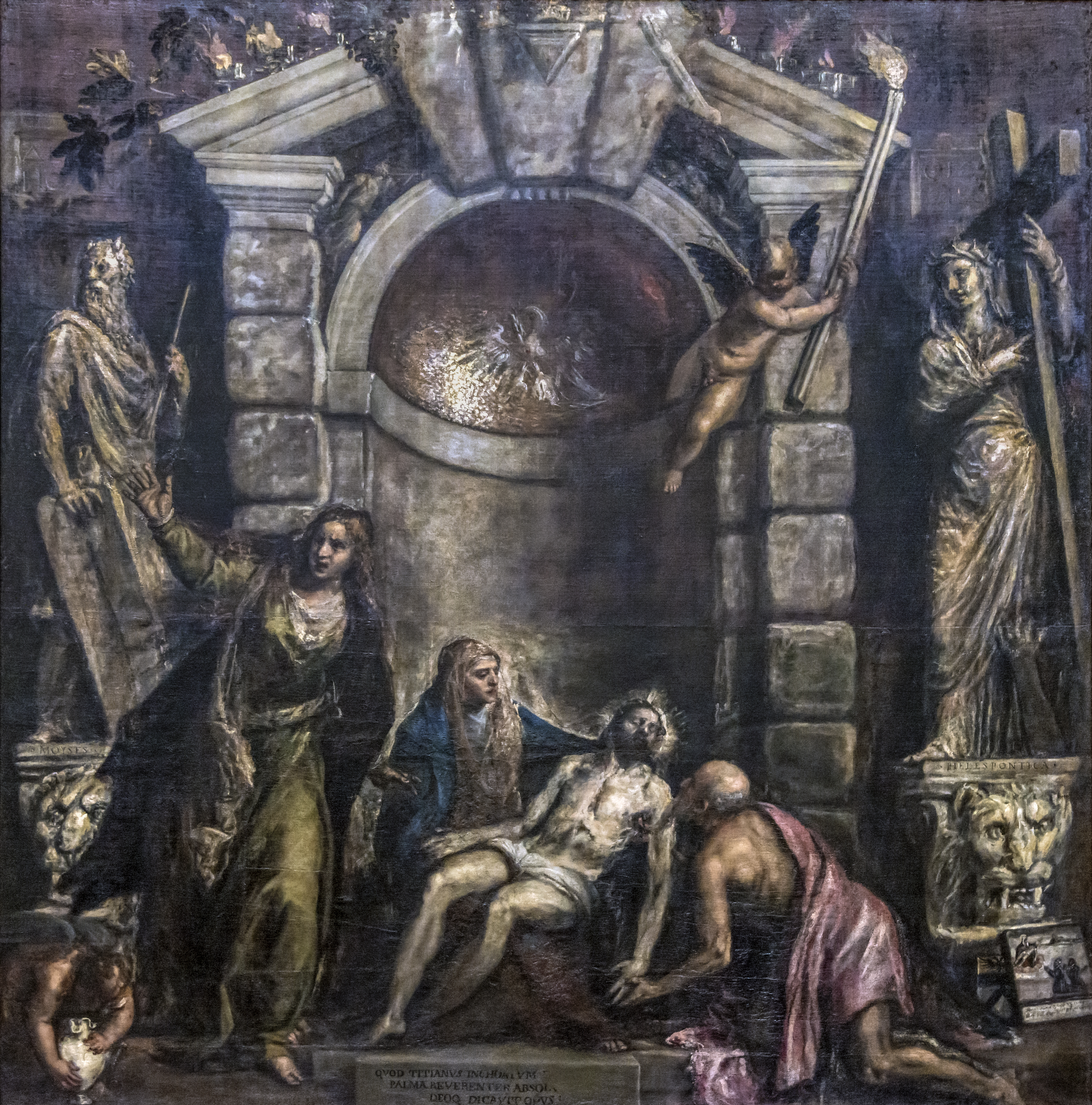
提齊安諾的《聖殤（英语：Pietà (Titian)）》，353 × 347cm，約作於1575－1576年，1814年始藏
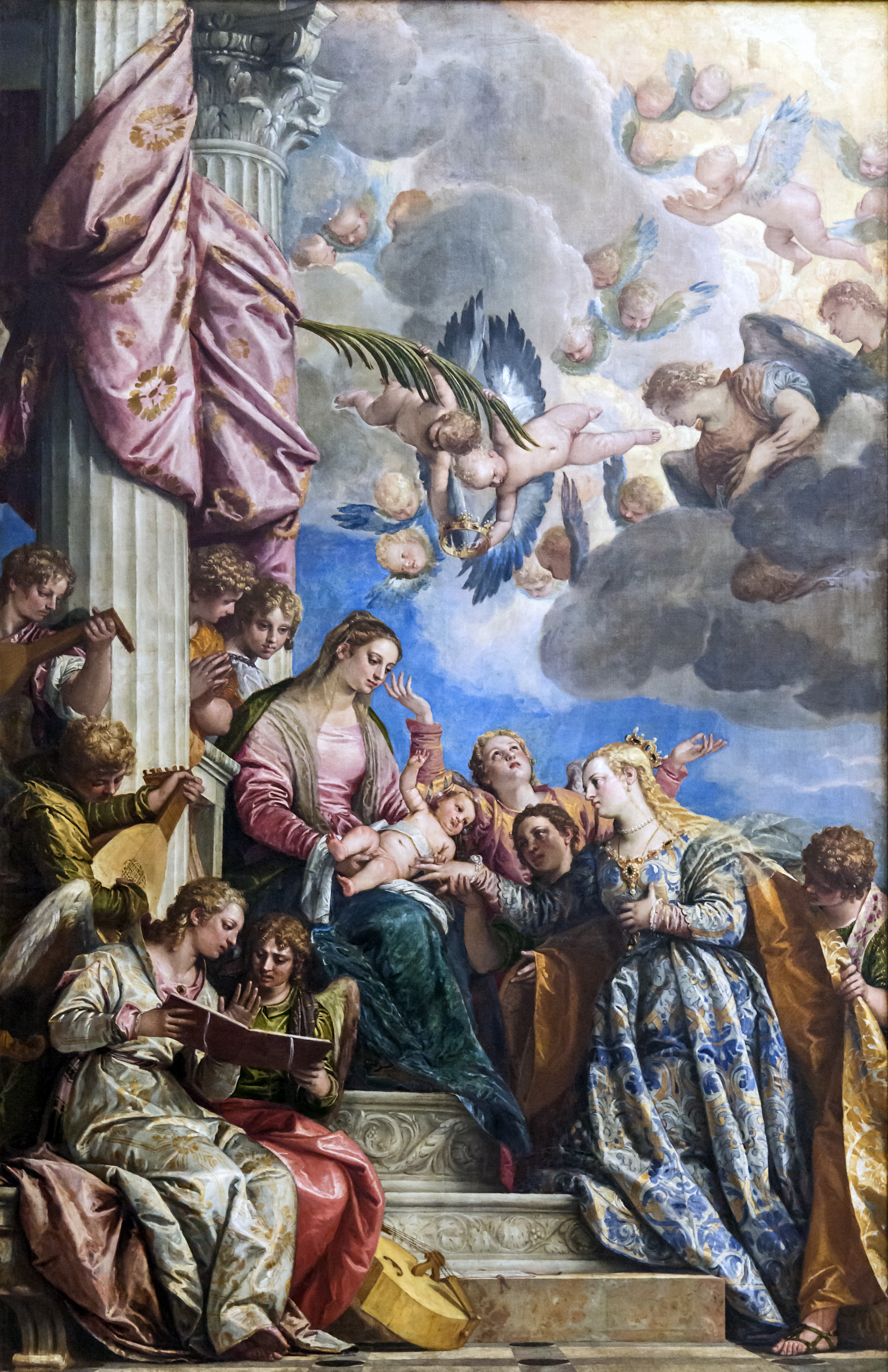
保罗·委罗内塞的《圣加大肋纳的神婚》，377 × 241cm，約作於1575年，1918年始藏
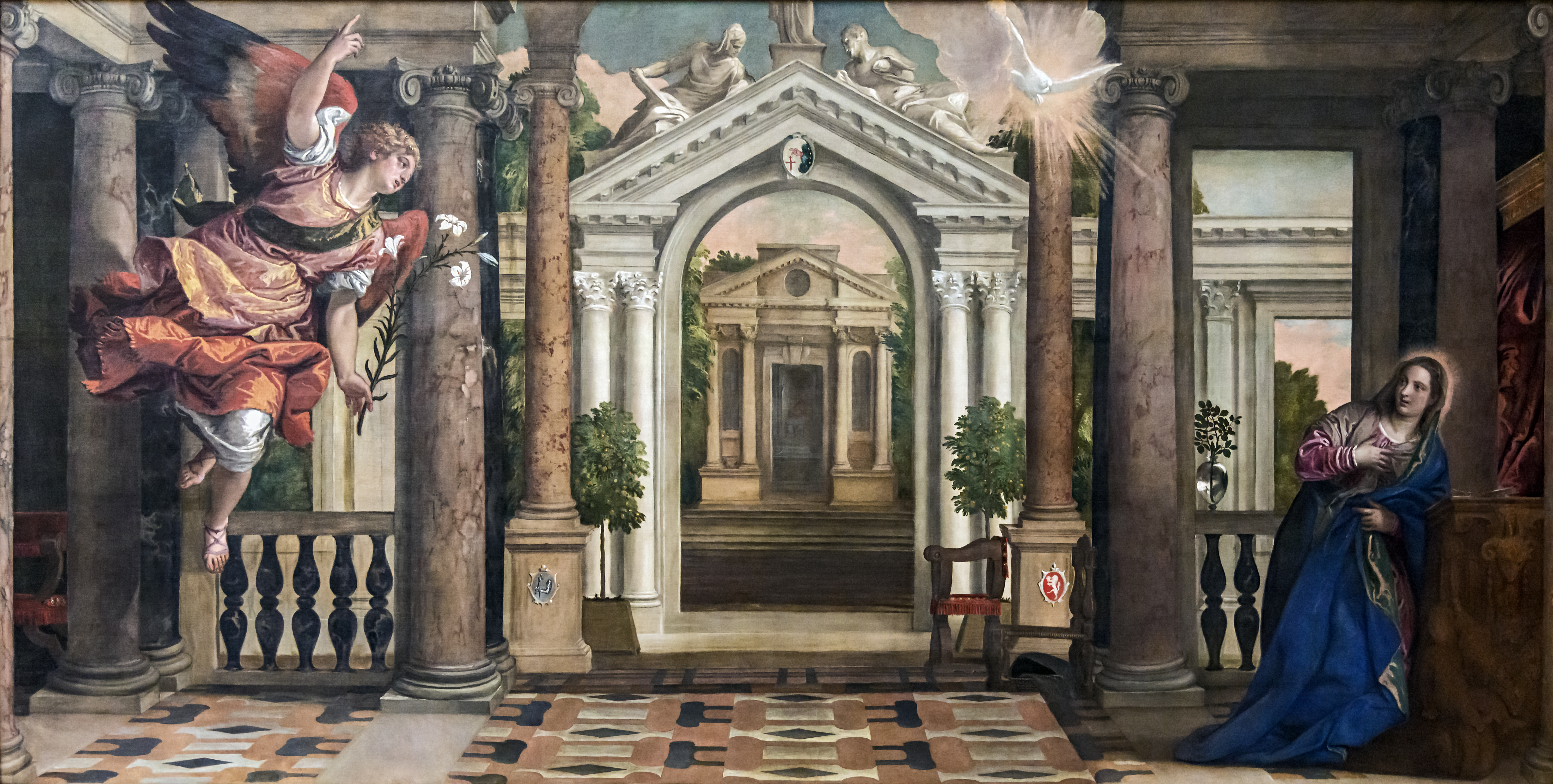
保罗·委罗内塞的《圣母领报》（Annunciazione），271 × 541cm，約作於1578年，1812年始藏
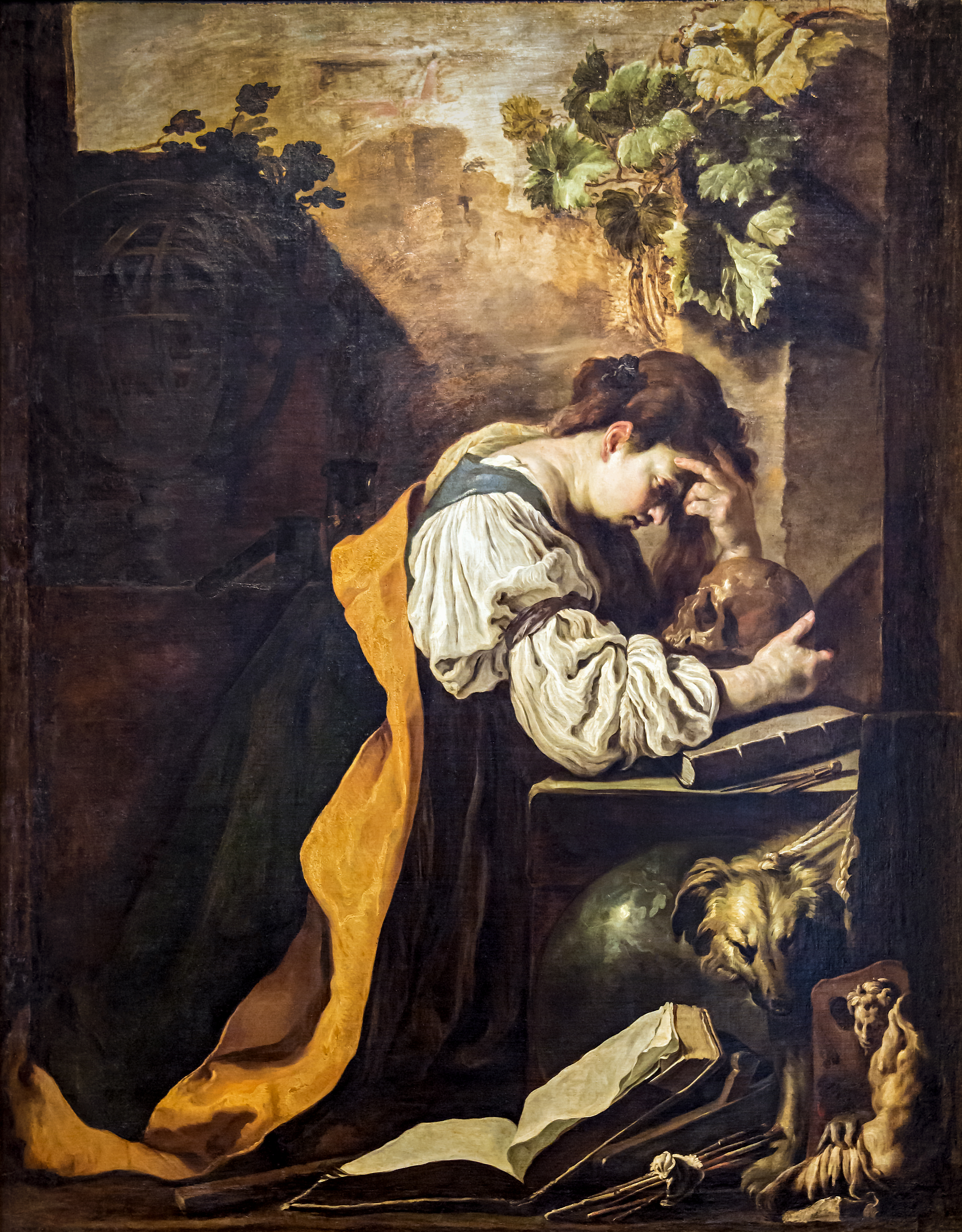
多梅尼科·費提（英语：Domenico Fetti）的《沉思（義大利語：Meditazione (Fetti)）》，179 × 140cm，約作於1618年，1838年始藏
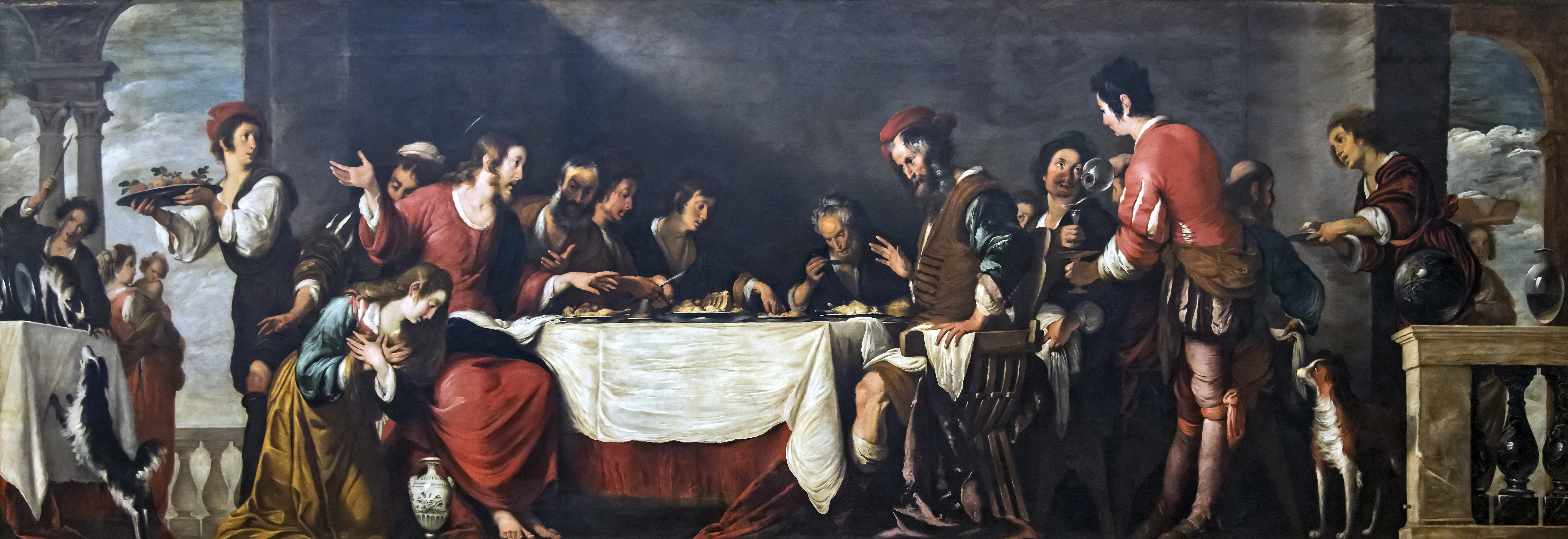
貝爾納爾多·斯特羅齊（英语：Bernardo Strozzi）的《西門家的宴會》（Convito in casa di Simone），257 × 737cm，約作於1635－1640年，1911年始藏
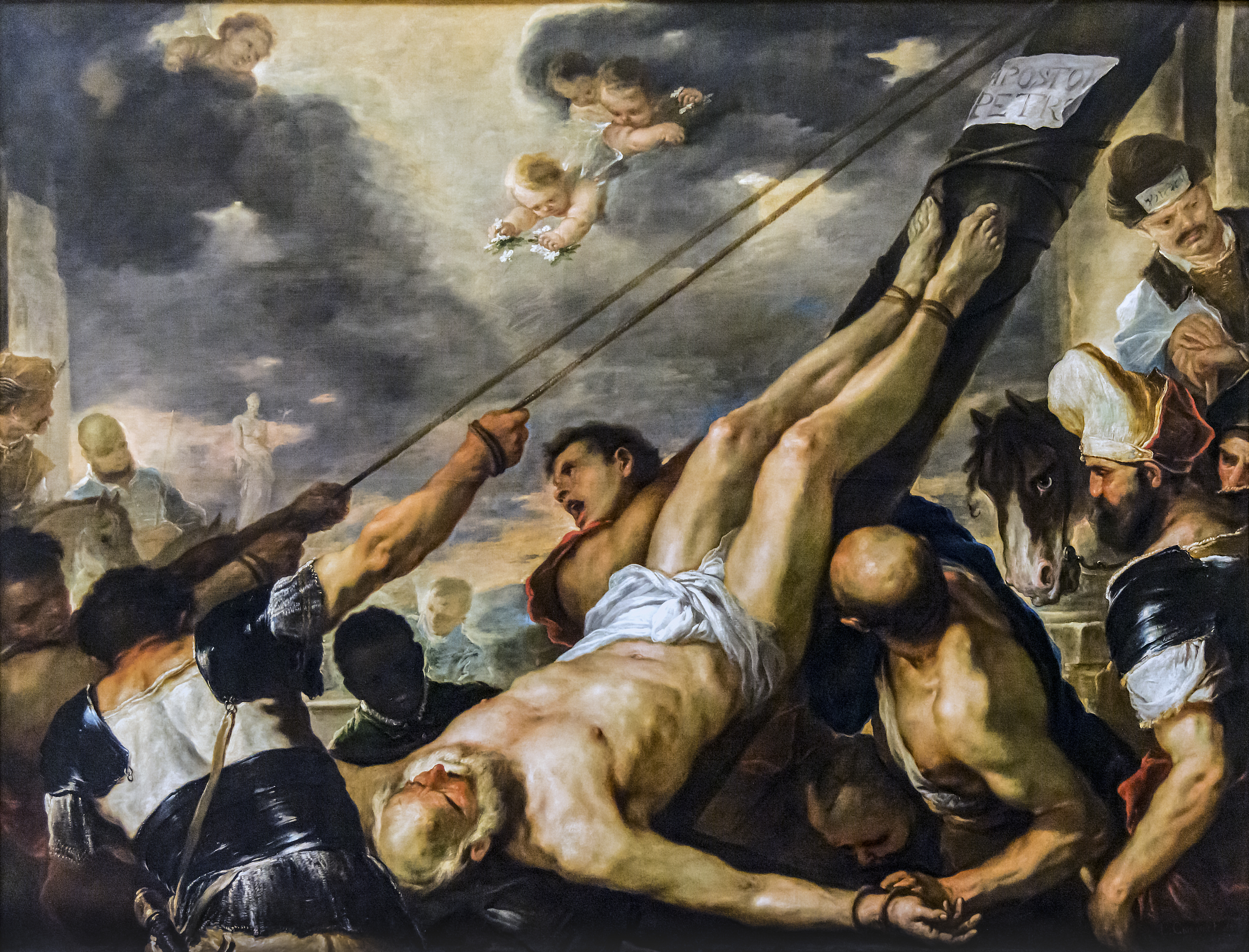
盧卡·焦爾達諾的《聖彼得殉教（義大利語：Crocifissione di san Pietro (Luca Giordano)）》，195 × 257cm，約作於1659－1660年，1910年始藏
弗朗切斯科·瑪菲（英语：Francesco Maffei）的《珀爾修斯坎下梅杜莎的頭顱》（Perseo mozza il capo a Medusa），130 × 160cm，約作於1660年，1968年始藏[50]
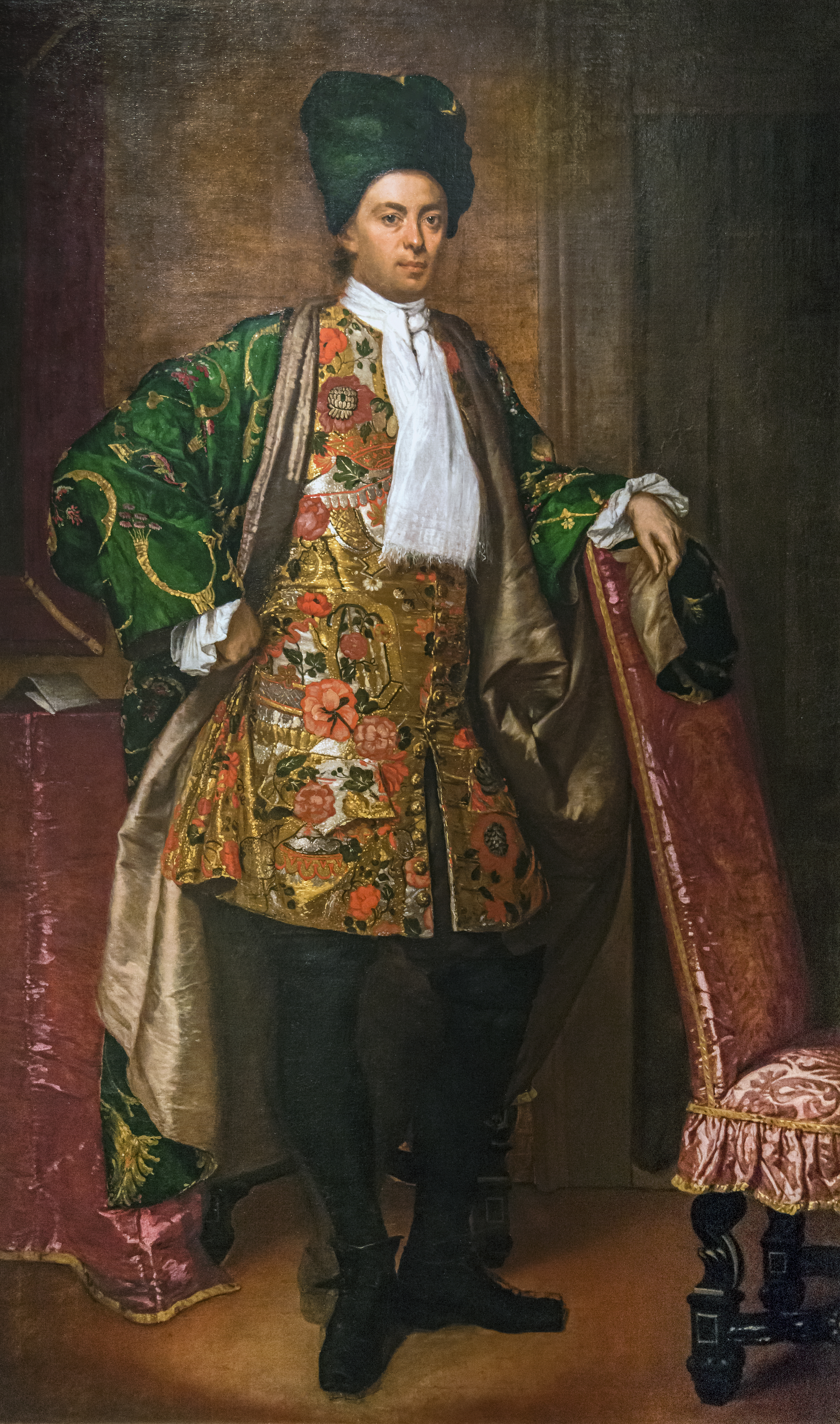
弗拉·加爾加里奧（英语：Fra Galgario）的《喬瓦尼·巴蒂斯塔·瓦萊提伯爵肖像畫》（Ritratto del conte Giovanni Battista Vailetti），230 × 137cm，約作於1710年，1912年始藏
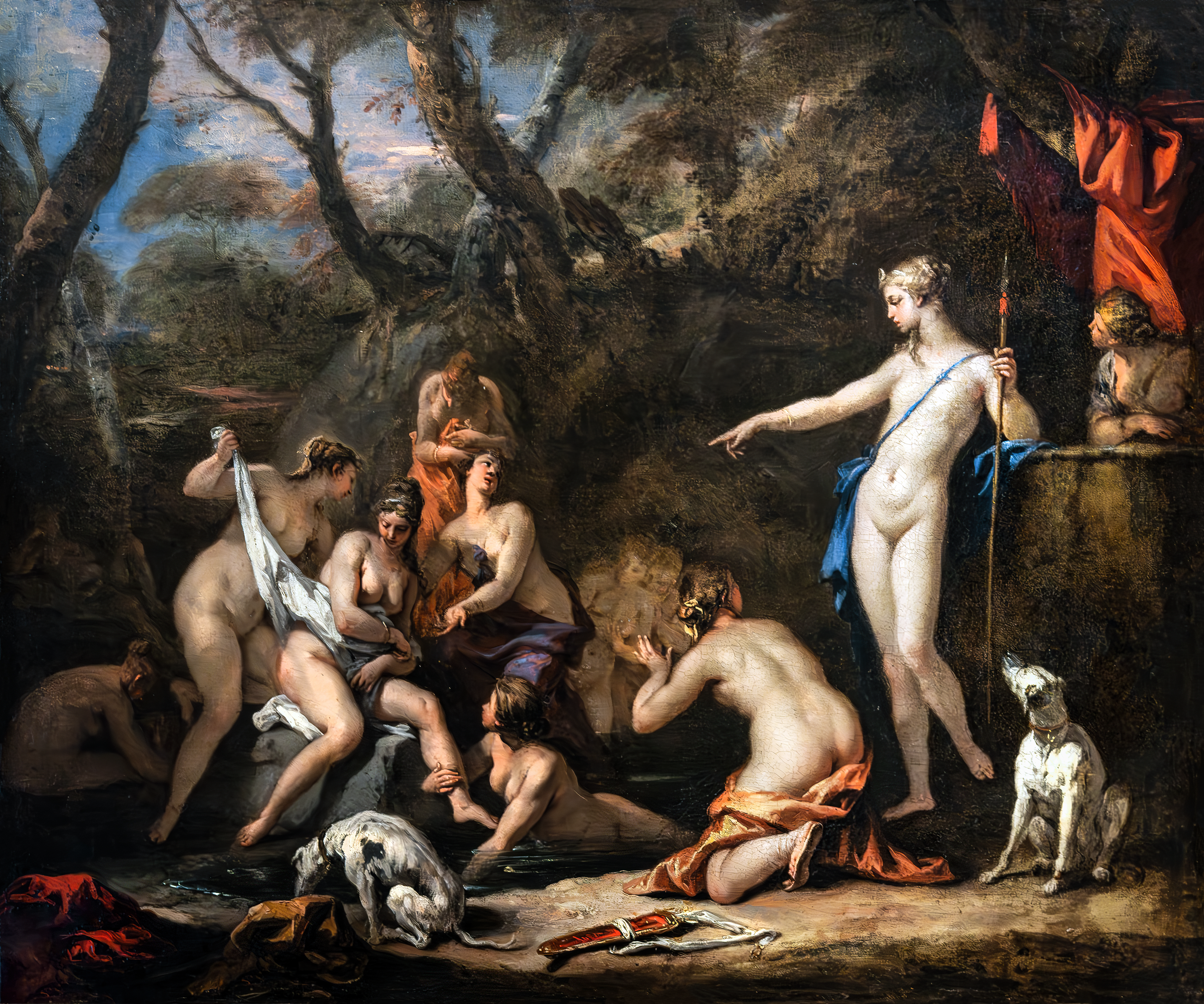
塞巴斯提亞諾·里奇（英语：Sebastiano Ricci）的《黛安娜和克里斯托》（Diana e Callisto），64 × 76cm，約作於1712－1716年，1988年始藏
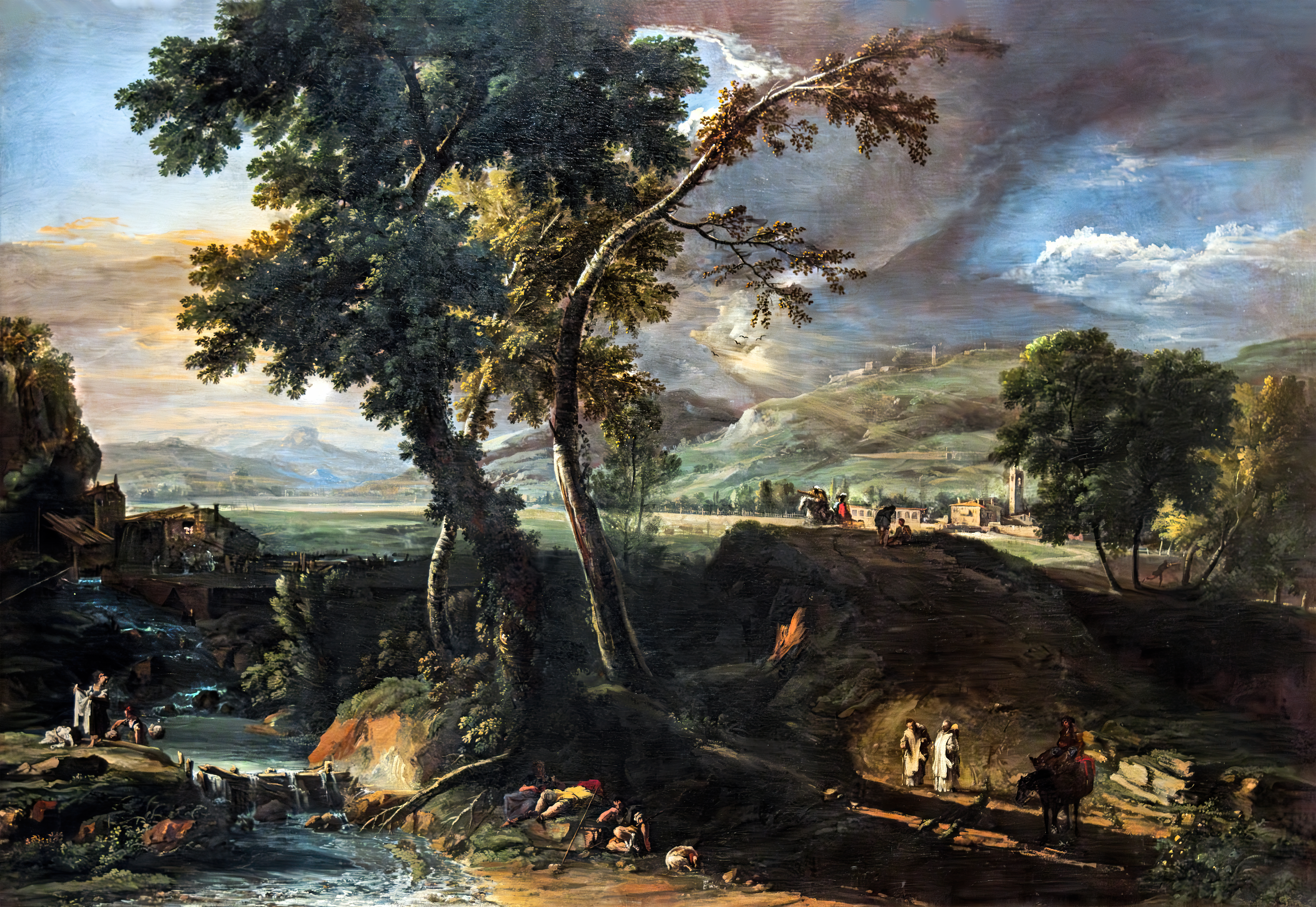
馬可·里奇（英语：Marco Ricci）的《溪流、修士和洗衣女》（Paesaggio con torrente, monaci e lavandaie），130 × 198cm，約作於1715年，1878年始藏
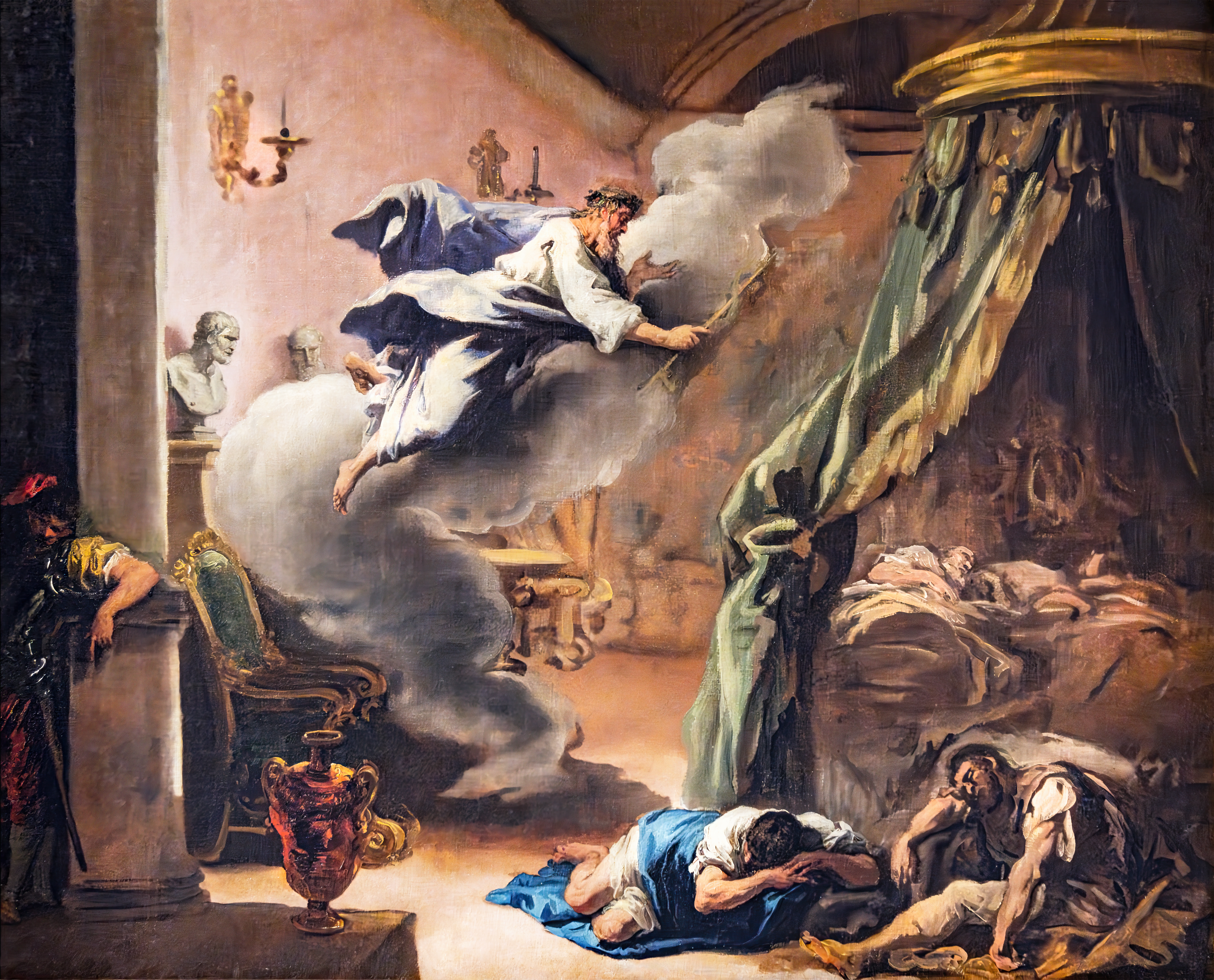
塞巴斯提亞諾·里奇的《阿斯克勒庇俄斯的夢境》（Il sogno di Esculapio），78 × 97cm，約作於1720年，1929年始藏
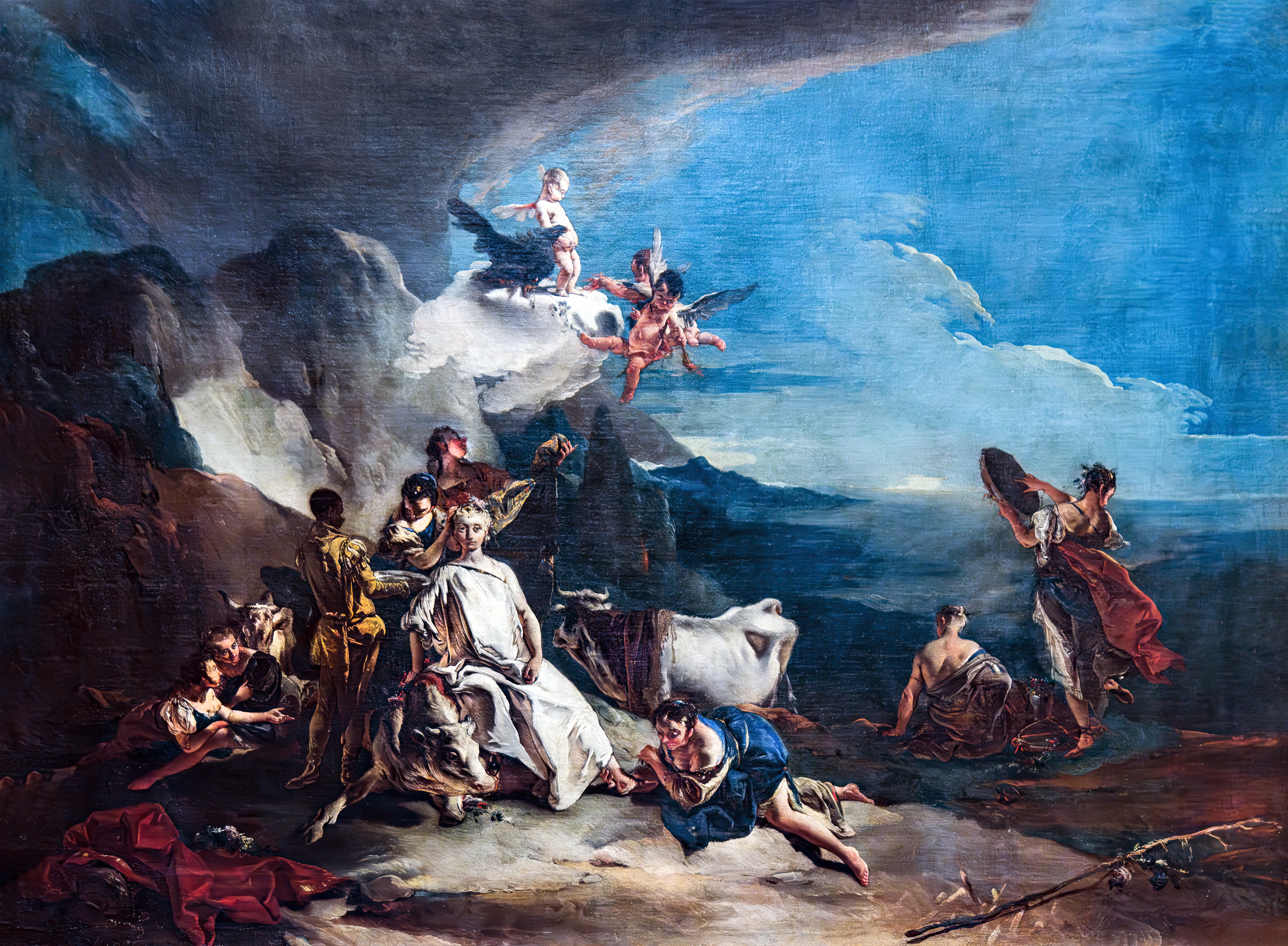
喬凡尼·巴提斯塔·提也波洛的《擄走歐羅巴（義大利語：Ratto di Europa (Giambattista Tiepolo)）》，100 × 135cm，約作於1720－1721年，1898年始藏
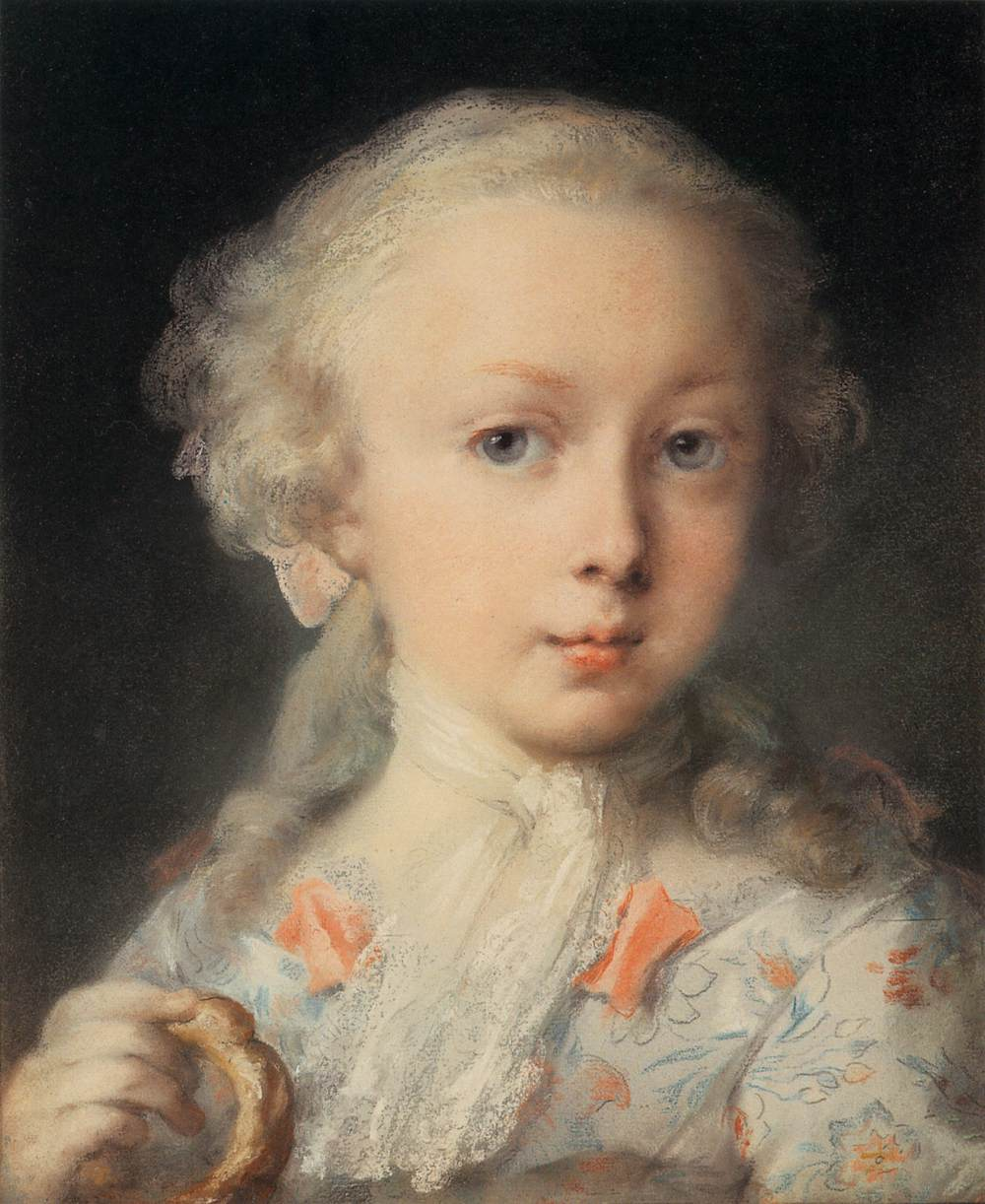
羅薩爾芭·卡里埃拉（英语：Rosalba Carriera）的《少女畫像》（Ritratto di bambina con bussola），34 × 27cm，約作於1725年，1888年始藏
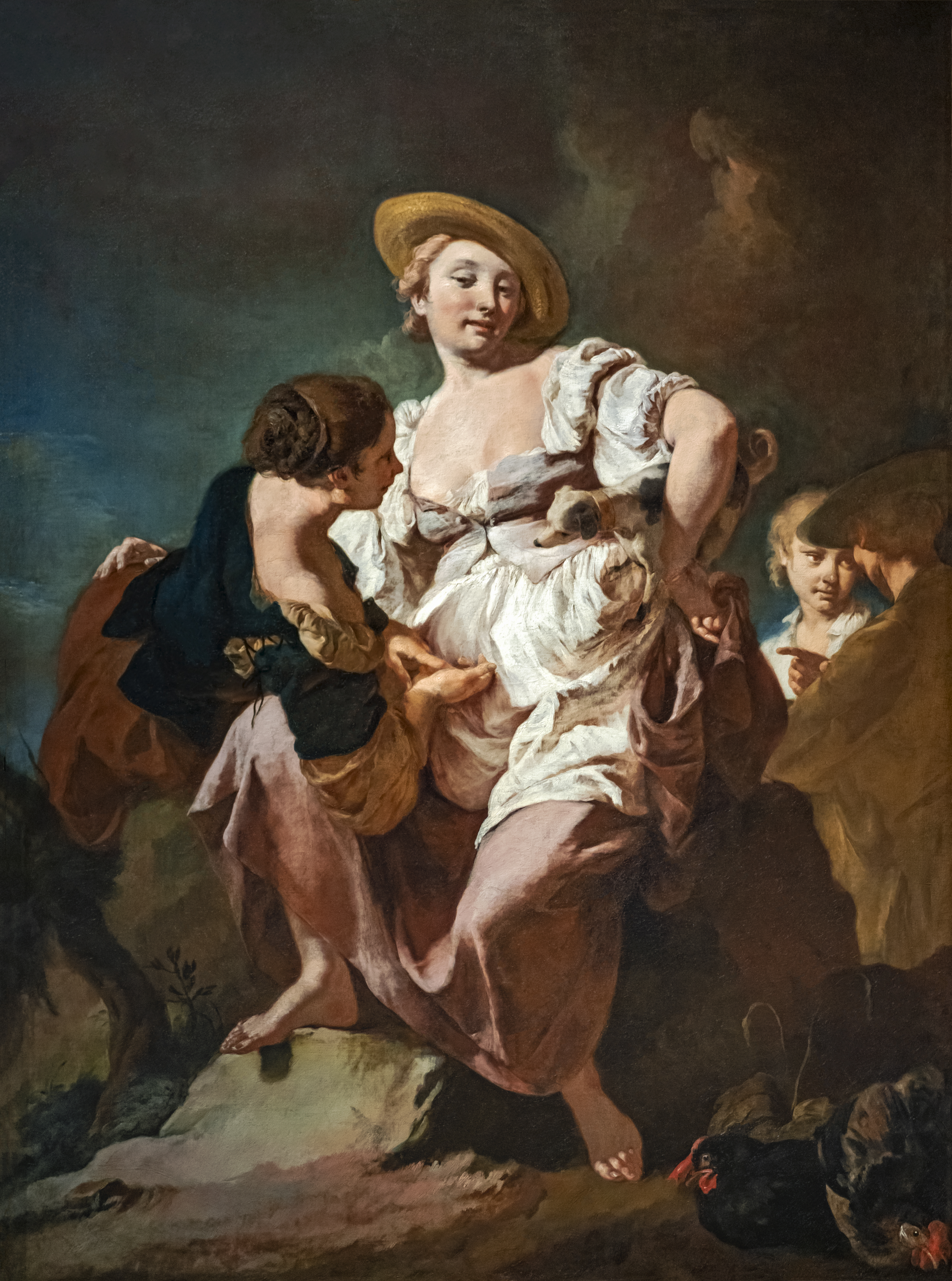
喬瓦尼·巴蒂斯塔·皮亞澤塔（英语：Giovanni Battista Piazzetta）的《占卜師》（L'indovina），154 × 115cm，約作於1740年，1887年始藏
貝納多·貝洛托的《運河和聖馬可學校》（Il rio dei Mendicanti e la Scuola di San Marco），41 × 59cm，約作於1740年，1856年始藏[58]
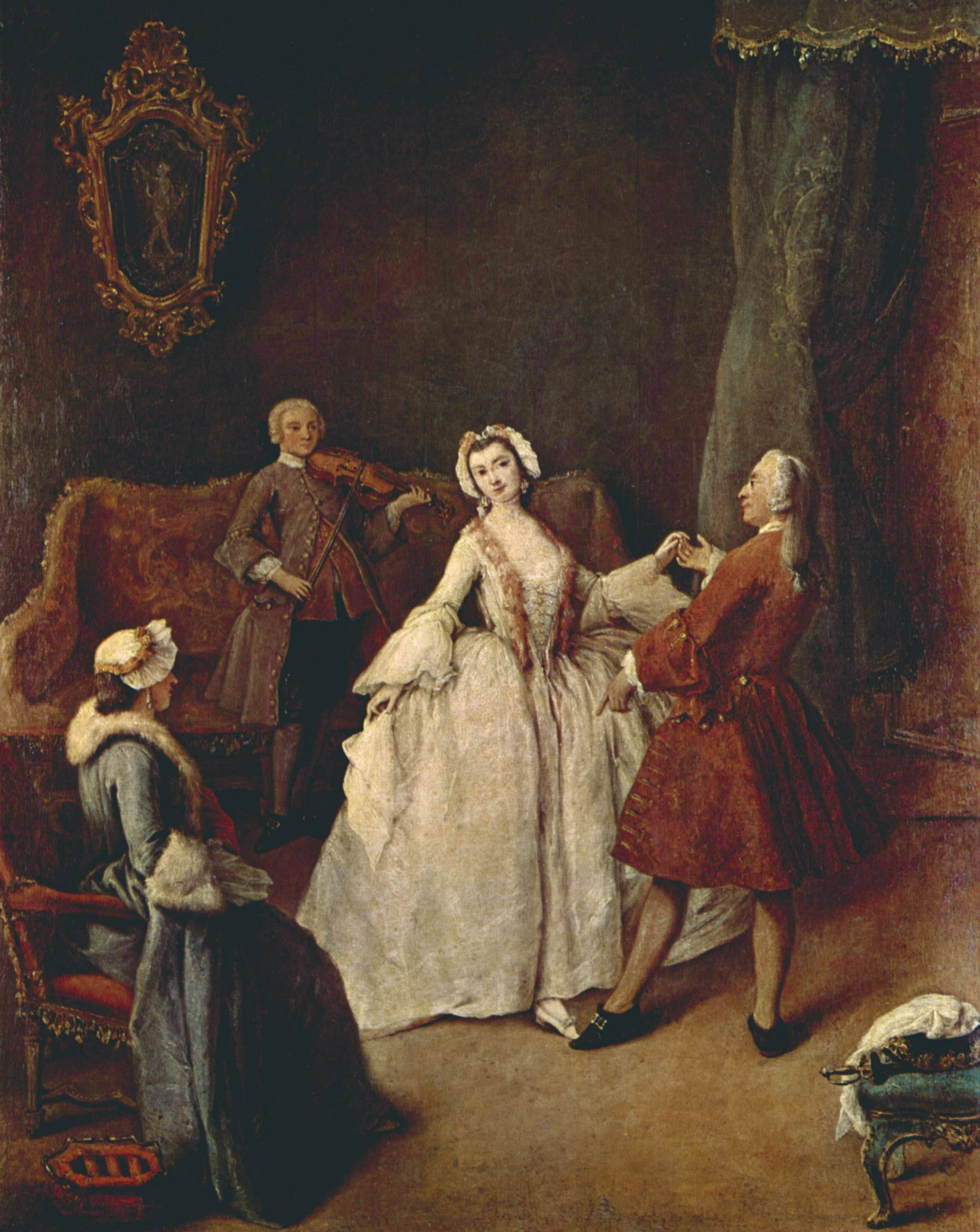
皮埃特羅·隆奇（英语：Pietro Longhi）的《舞蹈學校（義大利語：La scuola di ballo）》，60 × 49cm，約作於1740－1750年，1838年始藏
米凱萊·馬里耶斯基（英语：Michele Marieschi）的《哥德式建築和方尖碑隨想畫》（Capriccio con edificio gotico e obelisco），55 × 83cm，約作於1741年，1903年始藏[60]
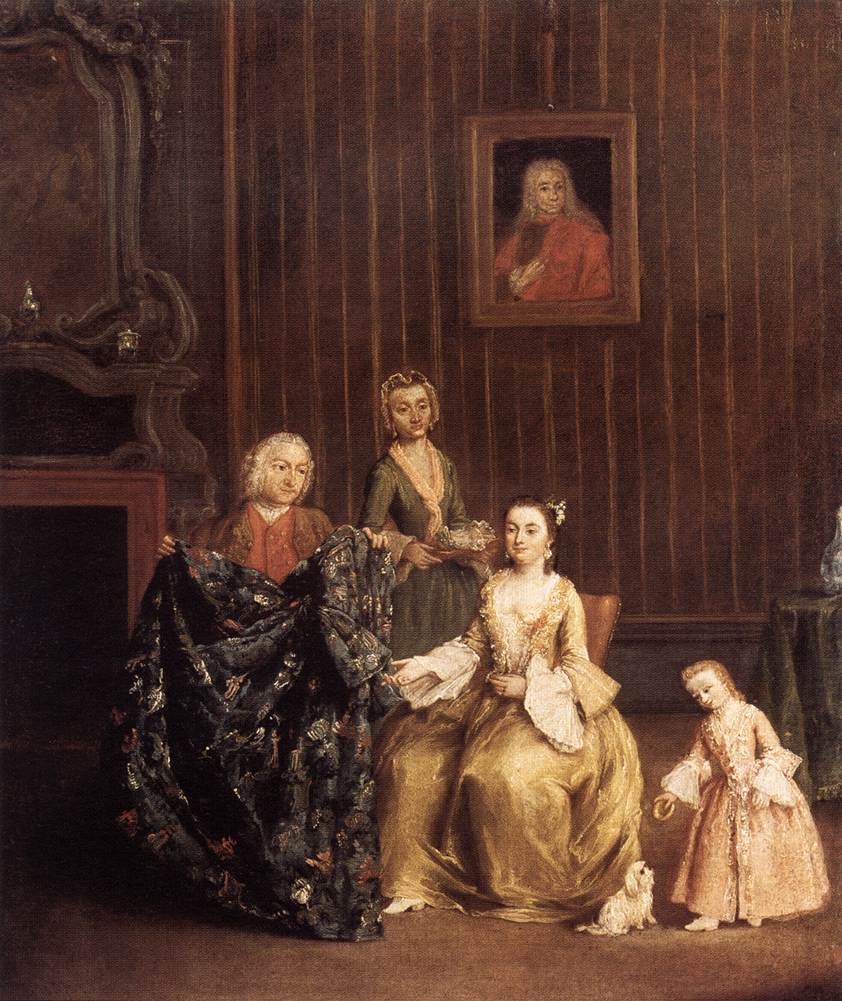
皮埃特羅·隆奇的《裁縫師》（Il sarto），60 × 49cm，約作於1742－1743年，1838年始藏
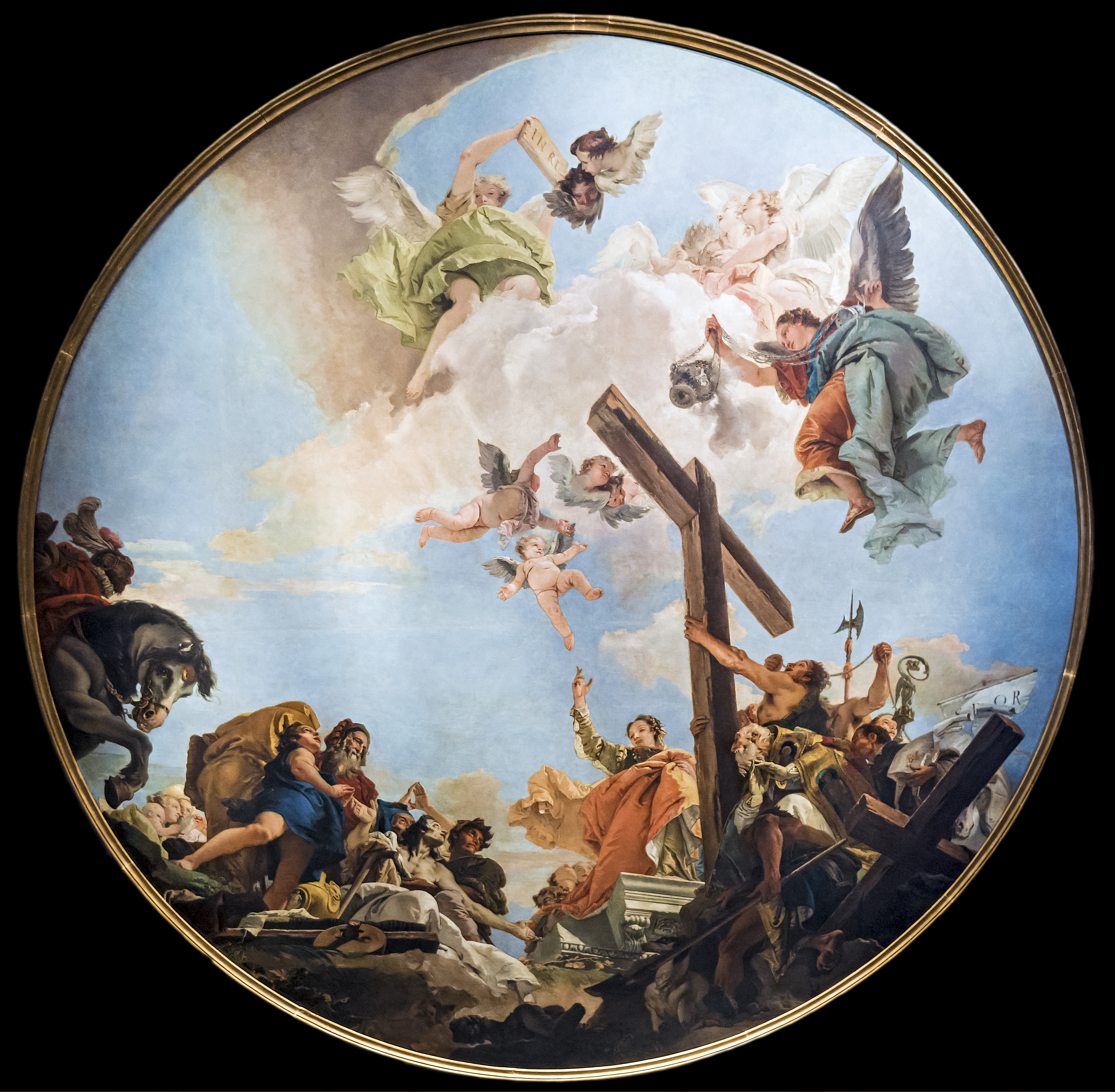
喬凡尼·巴提斯塔·提也波洛的《聖海倫娜找出真正的十字架》（Sant'Elena rinviene la vera Croce），直徑500cm，約作於1743年，1812年始藏
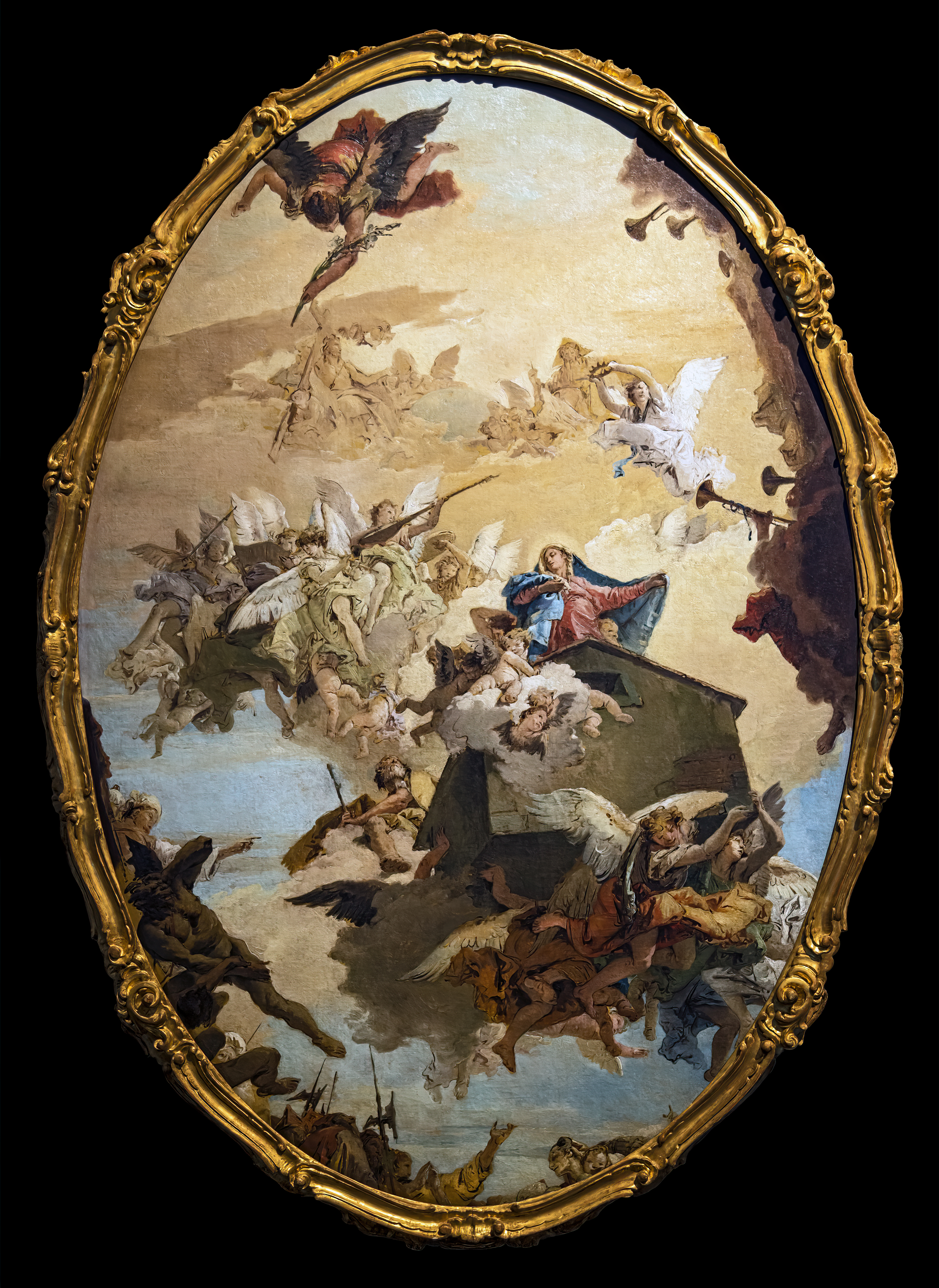
喬凡尼·巴提斯塔·提也波洛的《洛雷托聖屋搬遷》（Trasporto della Santa Casa di Loreto），126 × 86cm，約作於1743年，1930年始藏
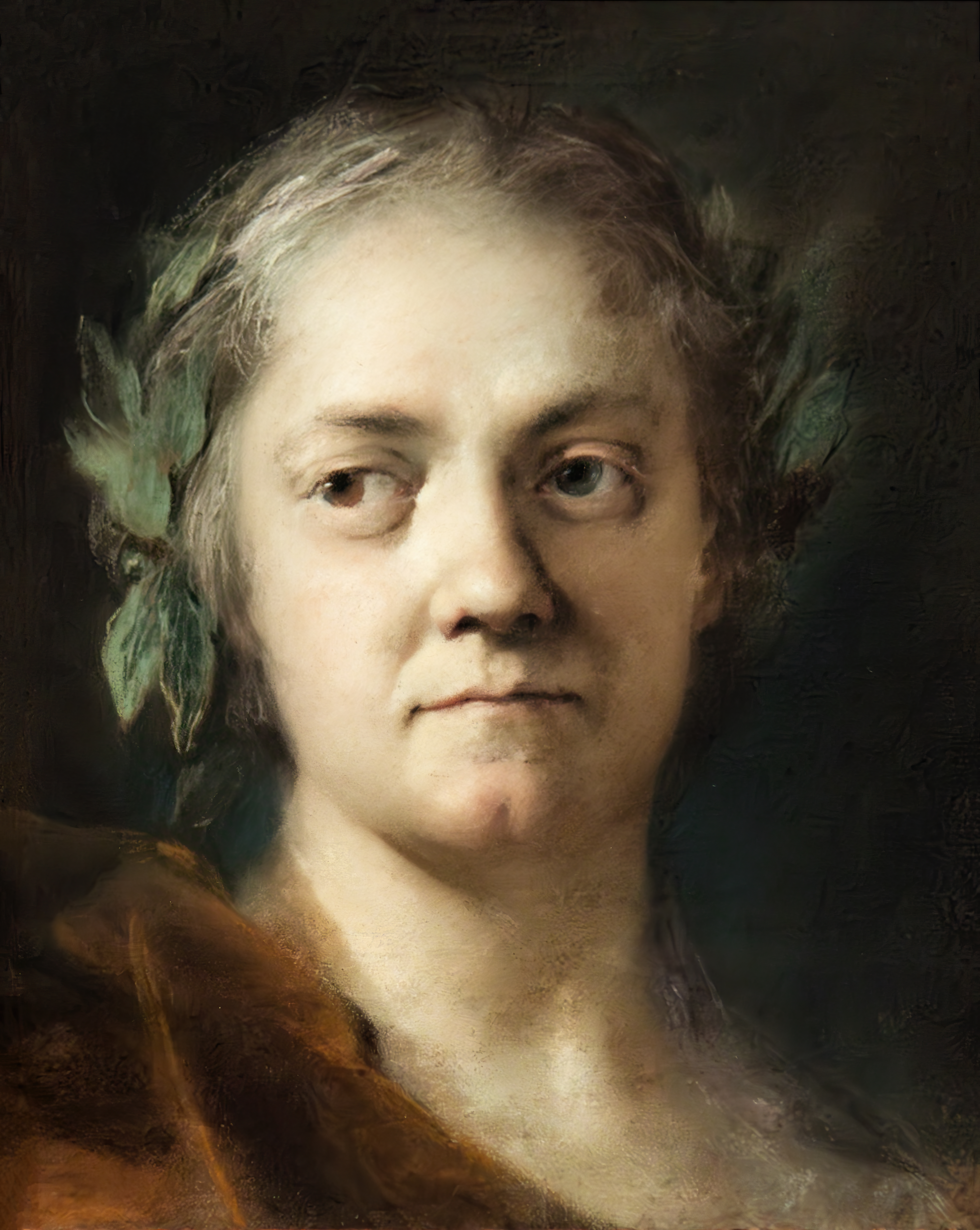
羅薩爾芭·卡里埃拉的《自畫像》（Autoritratto），31 × 25cm，約作於1746年，1927年始藏
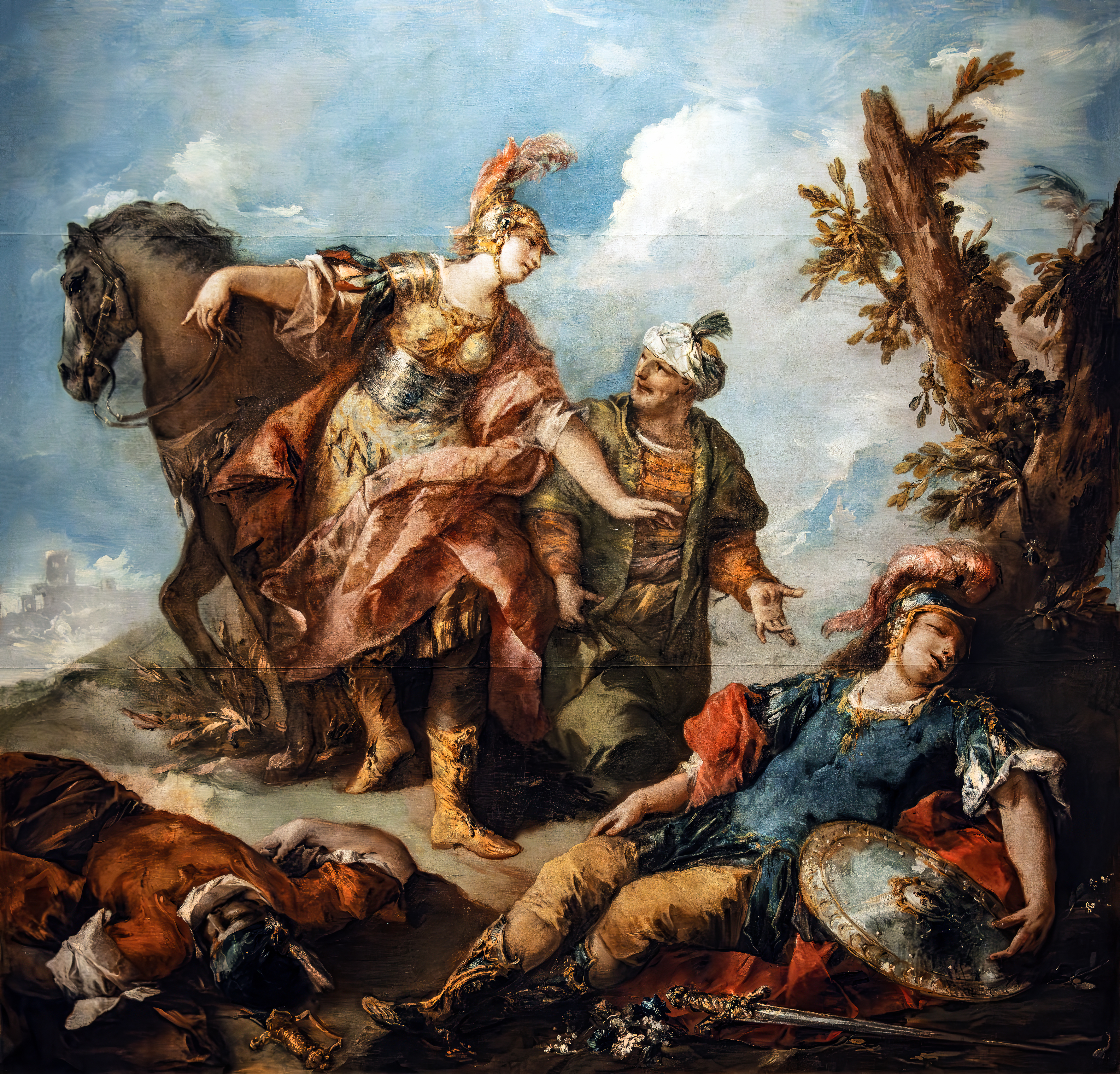
喬瓦尼·安東尼奧·瓜爾迪（英语：Giovanni Antonio Guardi）的《艾米尼亞和瓦弗里諾偶遇受傷的丹克雷迪》（Erminia e Vafrino si imbattono in Tancredi ferito），250 × 261cm，約作於1750－1755年，1988年始藏
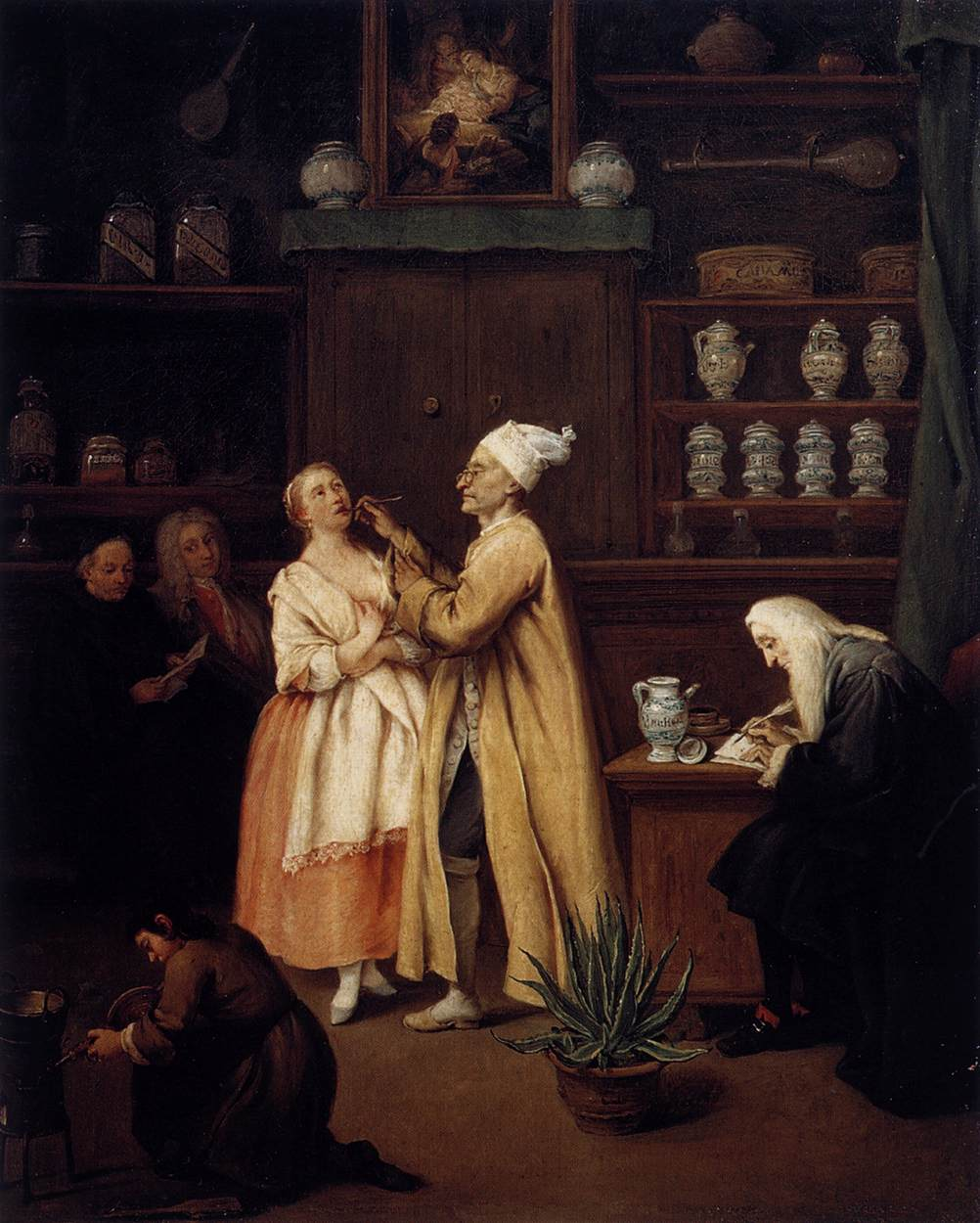
皮埃特羅·隆奇的《藥劑師》（Il farmacista），59 × 48cm，約作於1751年，1838年始藏
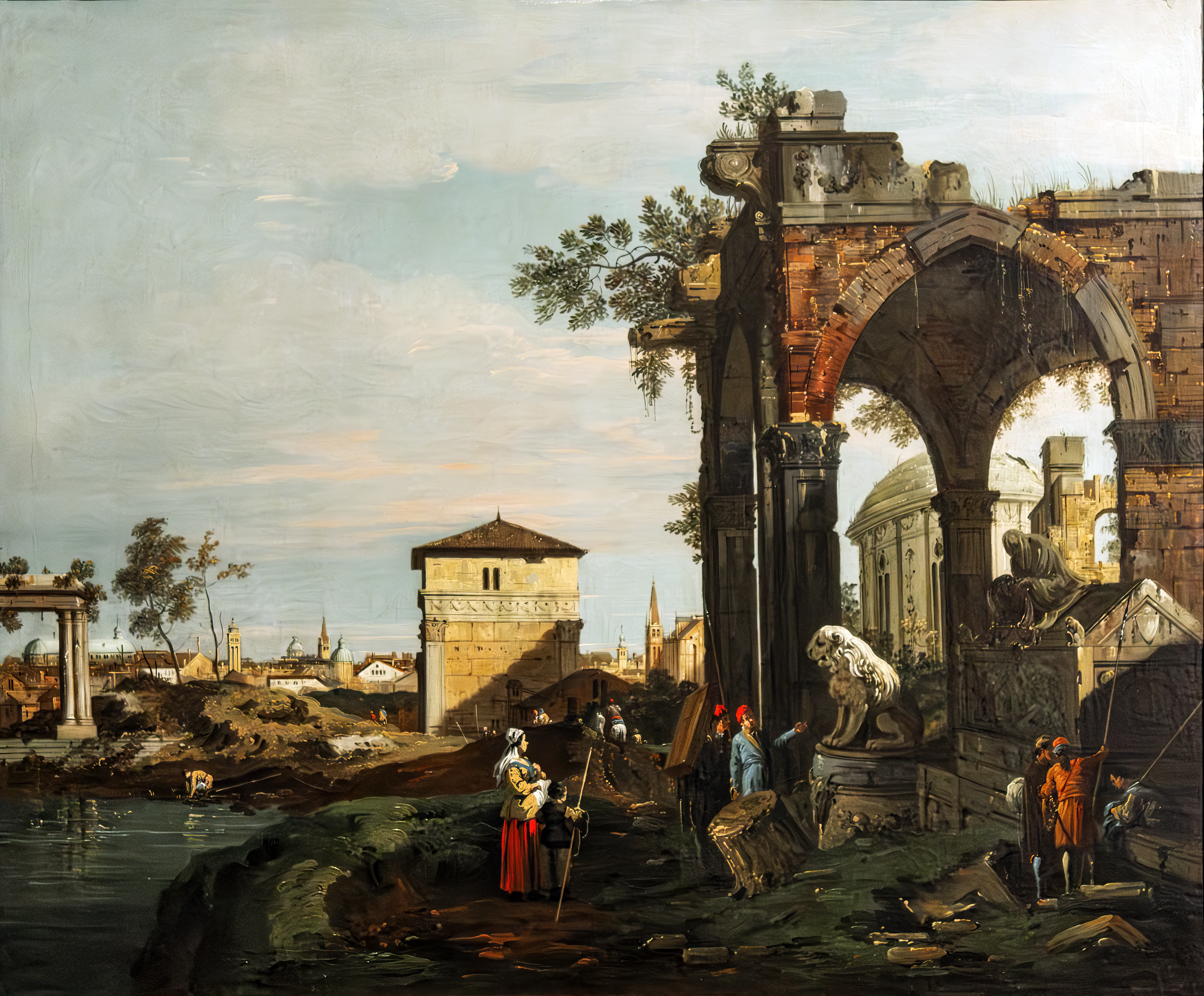
卡納萊托的《帕多瓦廢墟隨想畫》（Capriccio con rovine e porta Portello a Padova），61 × 76cm，約作於1760年，1988年始藏
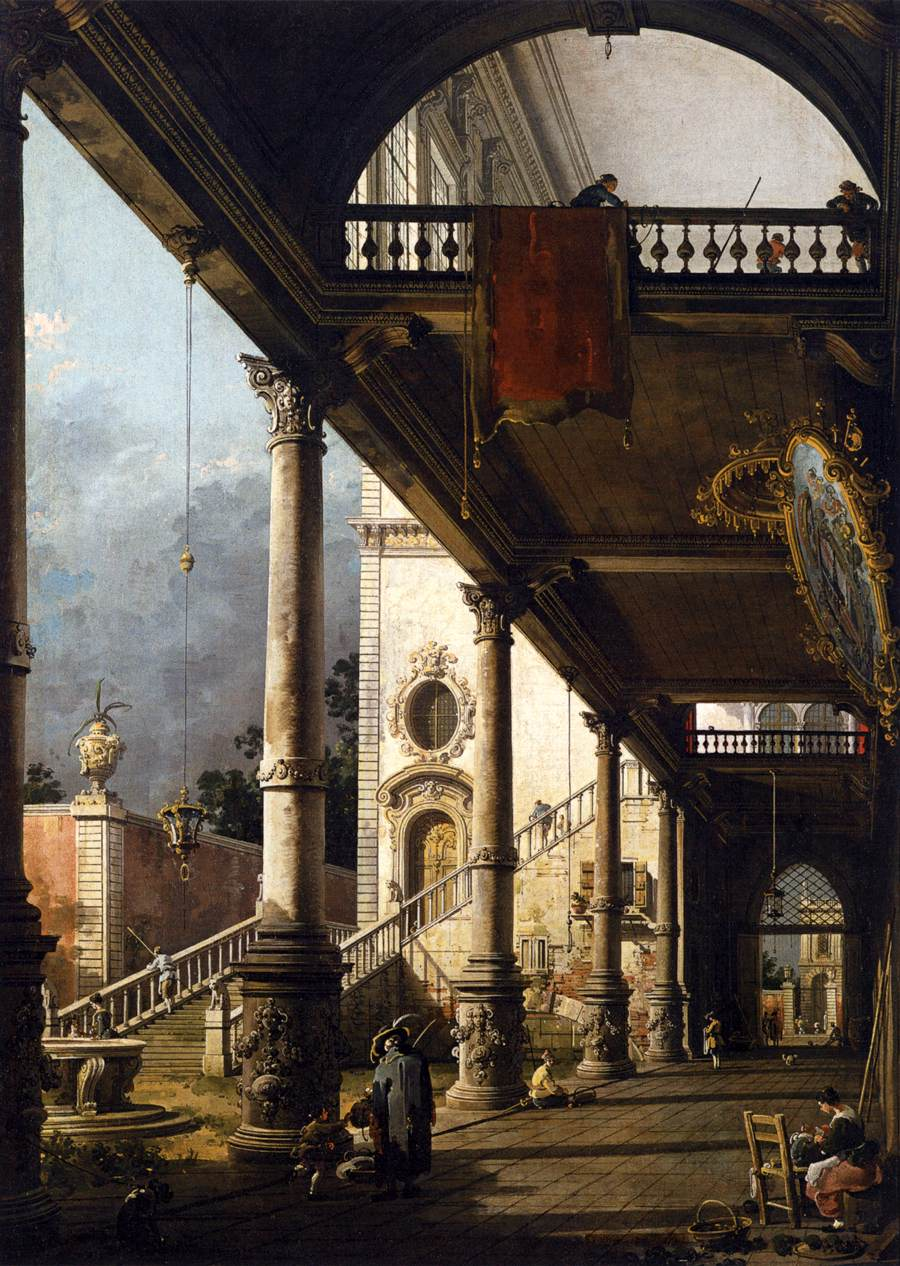
卡納萊托的《柱廊透視畫（義大利語：Prospettiva con portico）》，92 × 130cm，約作於1765年，1807年始藏
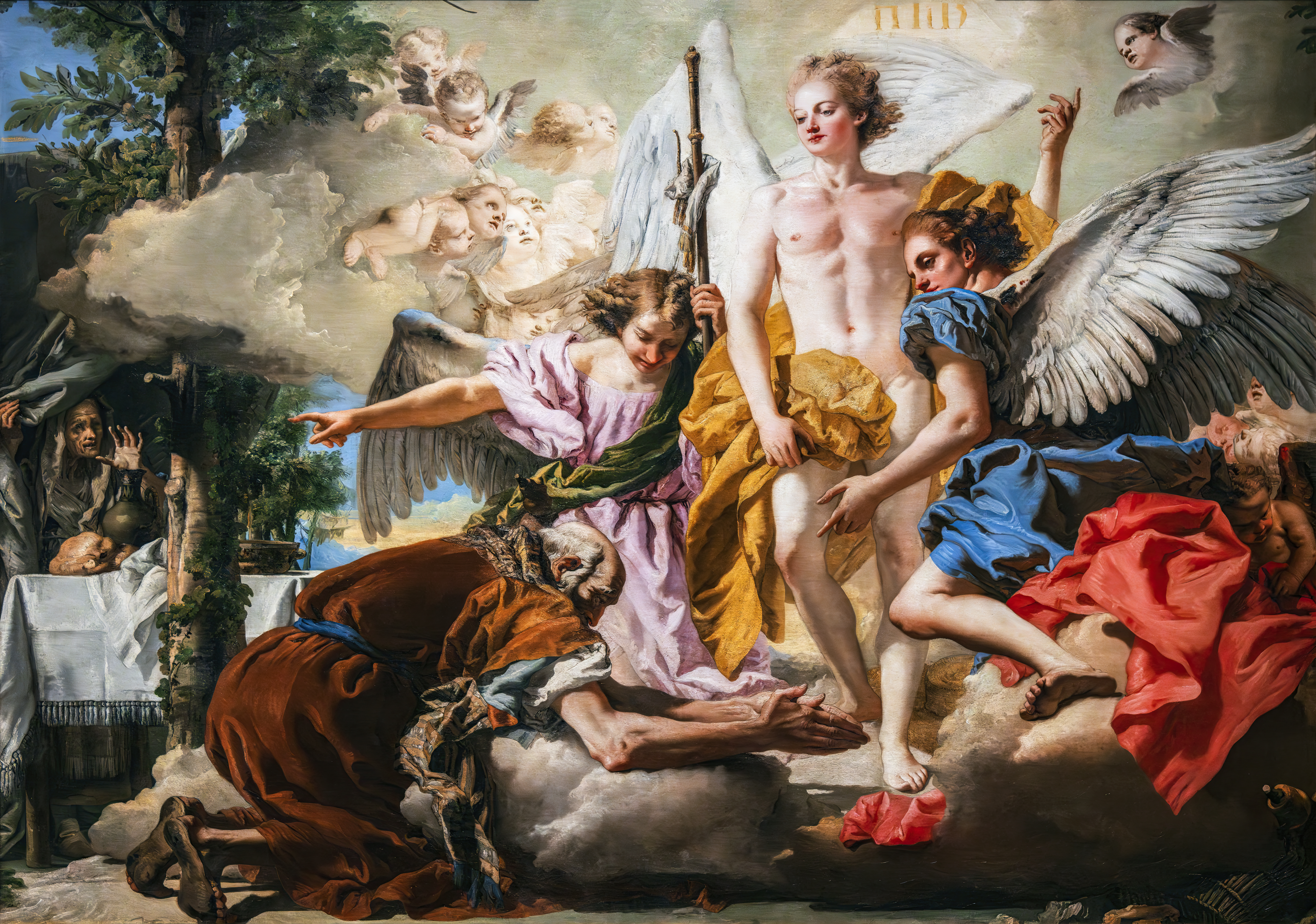
喬瓦尼·多梅尼科·提埃波羅的《亞伯拉罕家的三位天使》（Apparizione dei tre angeli ad Abramo），200 × 281cm，約作於1773－1774年，1807年始藏
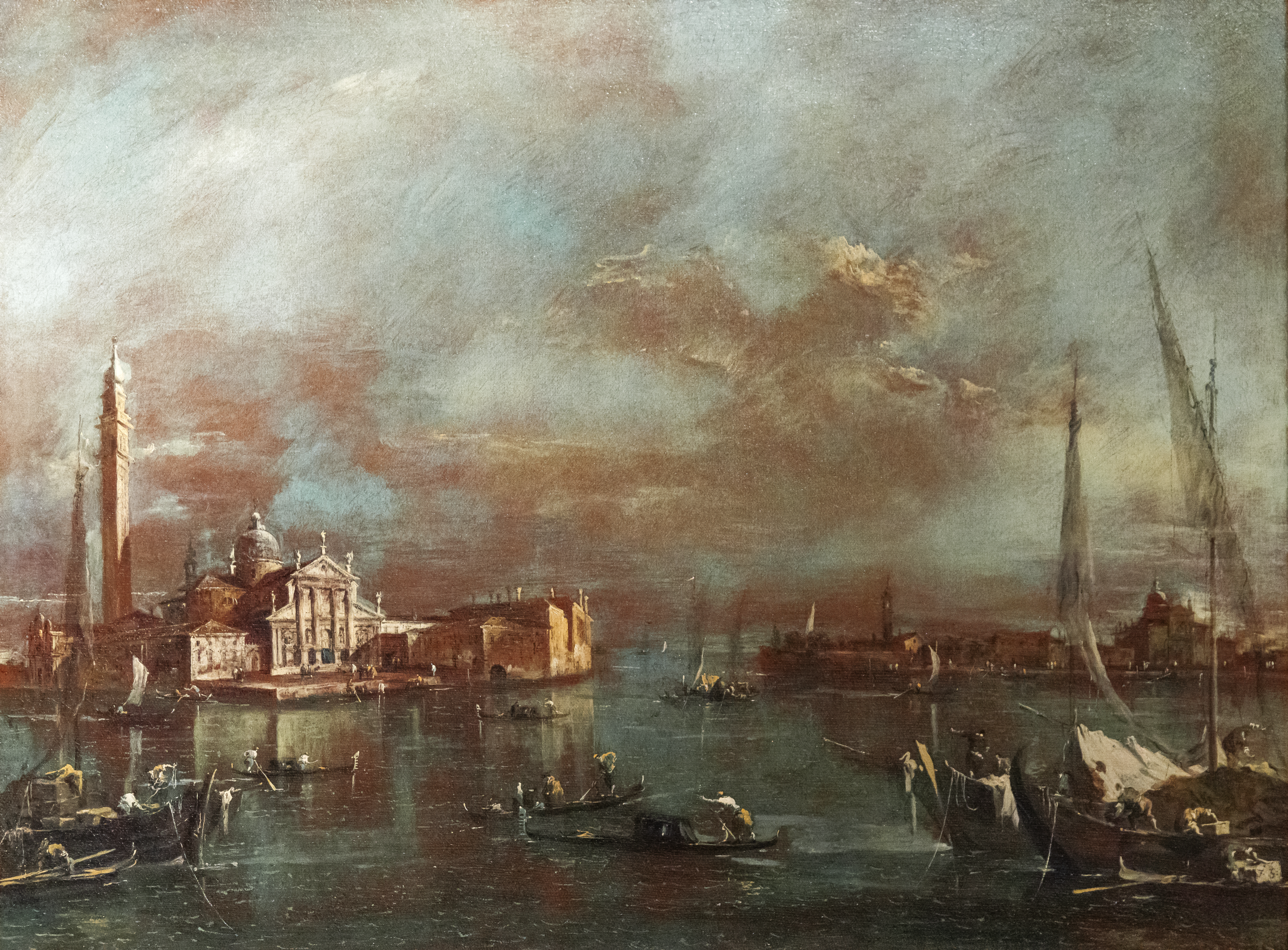
弗朗切斯科·瓜爾迪的《聖馬可、聖喬治和朱代卡島風光》（Bacino di San Marco con San Giorgio e la Giudecca），69 × 694cm，約作於1774年，1903年始藏

### 引用
1. ↑   (PDF). 2019年5月16日  [2019年7月20日]. （原始内容存档 (PDF)于2019年6月9日）.
2. 1 2   Impelluso, pp.11-19.
3. ↑   Impelluso, p.22.
4. ↑   Impelluso, p.24.
5. ↑   Impelluso, p.26.
6. ↑   Impelluso, p.27.
7. ↑   Impelluso, p.28.
8. ↑   Impelluso, p.30.
9. ↑   Impelluso, p.32.
10. ↑   Impelluso, p.34.
11. ↑   Impelluso, p.36.
12. ↑   Impelluso, p.37.
13. ↑   Impelluso, p.38.
14. ↑   Impelluso, p.40.
15. ↑   Impelluso, p.44.
16. 1 2 3 4   Impelluso, p.46.
17. ↑   Impelluso, p.50.
18. ↑   Impelluso, p.52.
19. ↑   Impelluso, p.53.
20. ↑   Impelluso, p.56.
21. ↑   Impelluso, p.58.
22. ↑   Impelluso, p.59.
23. ↑   Impelluso, p.60.
24. ↑   Impelluso, p.64.
25. 1 2   Impelluso, pp.68-69.
26. ↑   Impelluso, p.70.
27. ↑   Impelluso, p.72.
28. ↑   Impelluso, p.73.
29. ↑   Impelluso, p.74.
30. ↑   Impelluso, p.76.
31. ↑   Impelluso, p.80.
32. ↑   Impelluso, p.81.
33. ↑   Impelluso, p.84.
34. ↑   Impelluso, p.85.
35. ↑   Impelluso, p.86.
36. ↑   Impelluso, p.88.
37. ↑   Impelluso, p.90.
38. ↑   Impelluso, p.91.
39. ↑   Impelluso, p.93.
40. ↑   Impelluso, p.94.
41. ↑   Impelluso, p.96.
42. ↑   Impelluso, p.97.
43. ↑   Impelluso, p.98.
44. ↑   Impelluso, p.102.
45. ↑   Impelluso, p.104.
46. ↑   Impelluso, p.105.
47. ↑   Impelluso, p.106.
48. ↑   Impelluso, p.108.
49. ↑   Impelluso, p.109.
50. ↑   Impelluso, p.110.
51. ↑   Impelluso, p.112.
52. ↑   Impelluso, p.114.
53. ↑   Impelluso, p.115.
54. ↑   Impelluso, p.118.
55. ↑   Impelluso, p.120.
56. ↑   Impelluso, p.121.
57. ↑   Impelluso, p.123.
58. ↑   Impelluso, p.124.
59. ↑   Impelluso, p.126.
60. ↑   Impelluso, p.127.
61. ↑   Impelluso, p.128.
62. ↑   Impelluso, p.132.
63. ↑   Impelluso, p.134.
64. ↑   Impelluso, p.136.
65. ↑   Impelluso, p.140.
66. ↑   Impelluso, p.144.
67. ↑   Impelluso, p.146.
68. ↑   Impelluso, p.148.
69. ↑   Impelluso, p.149.
70. ↑   Impelluso, p.150.